# KZ Mauthausen

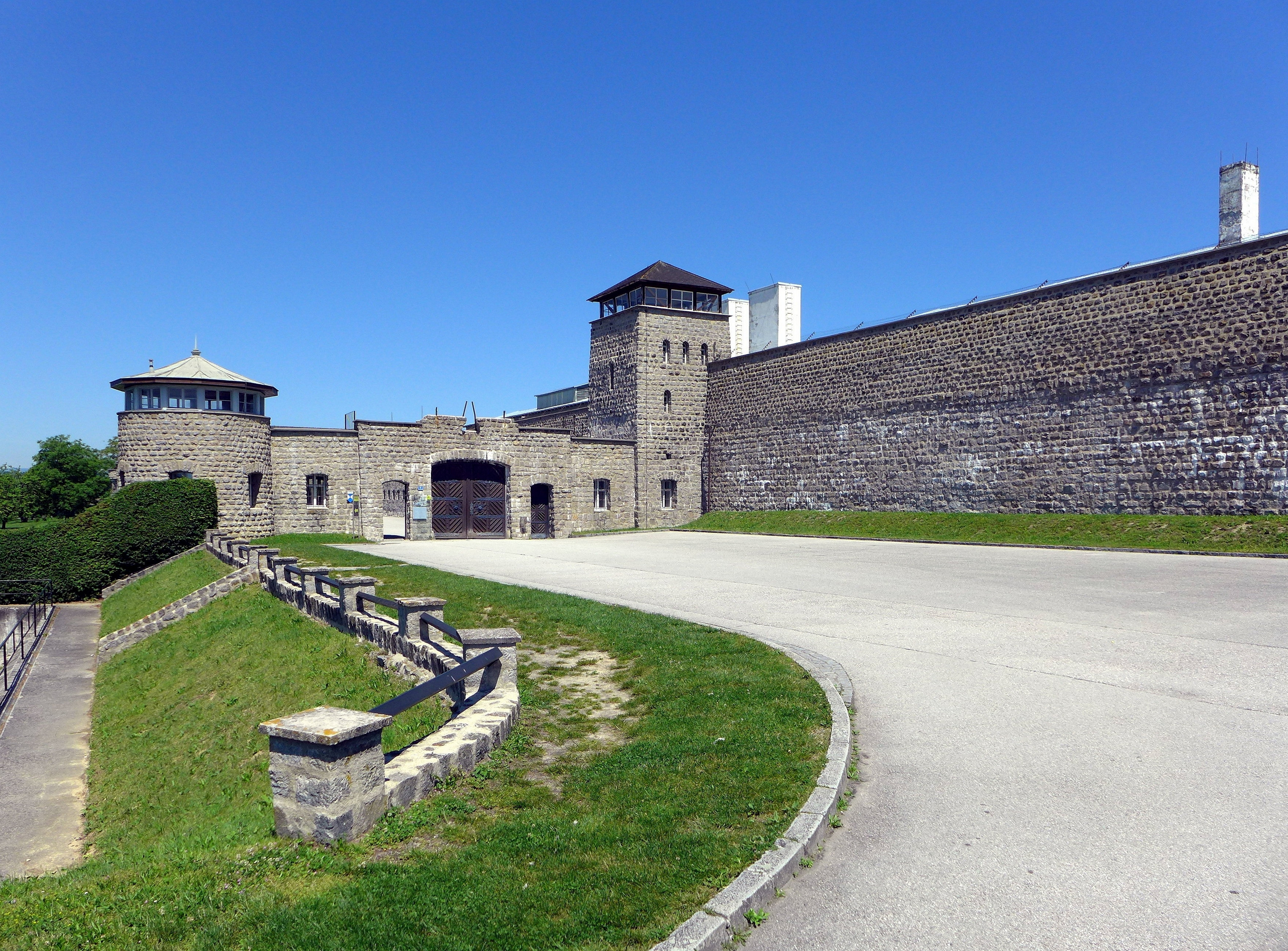
Einfahrtsgebäude zum ehemaligen KZ Mauthausen 2014

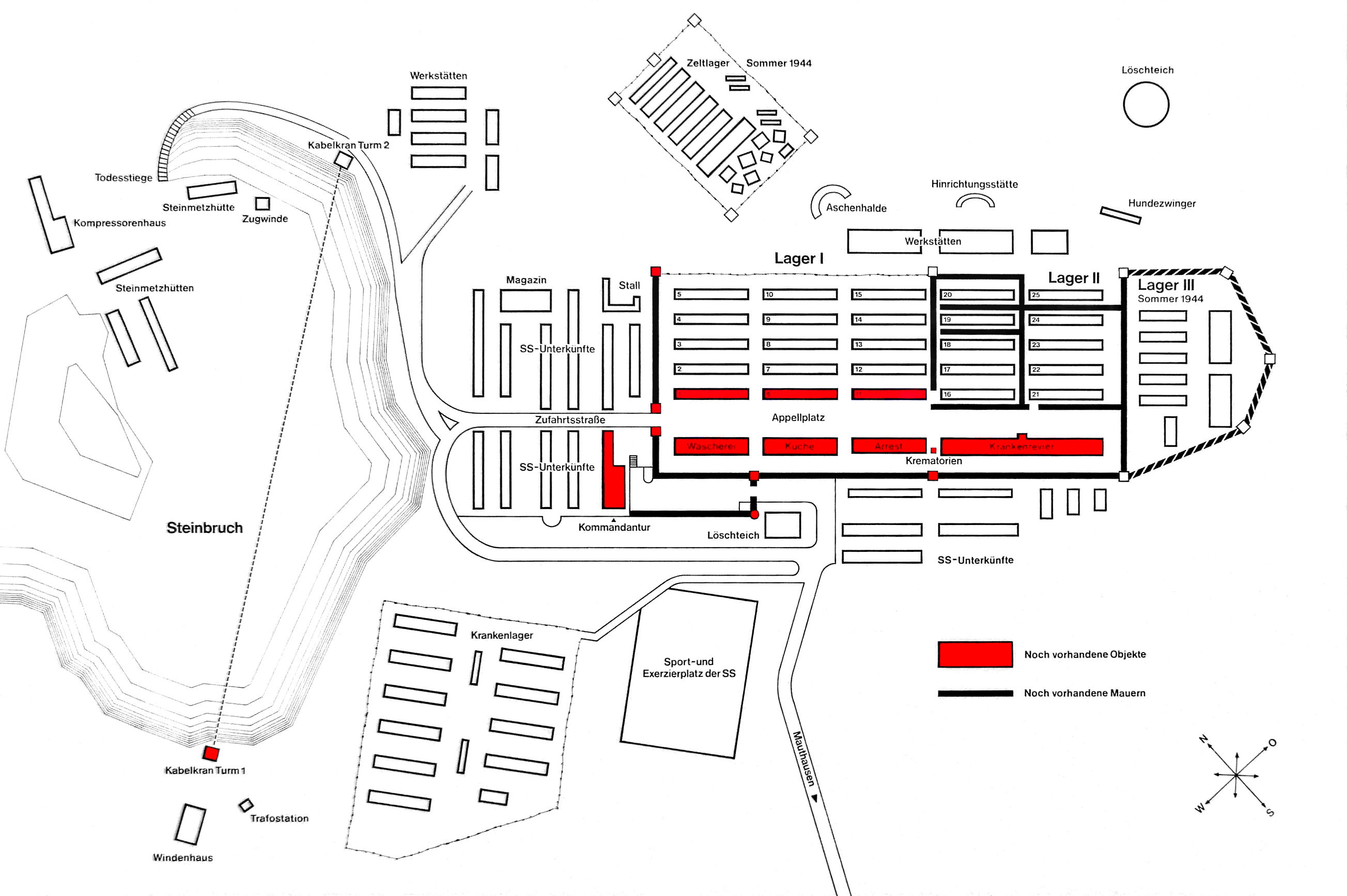
Plan des Lagers Mauthausen (Stand: Mai 2010)

KZ-Gedenkstätte Mauthausen von oben, Sept. 2020

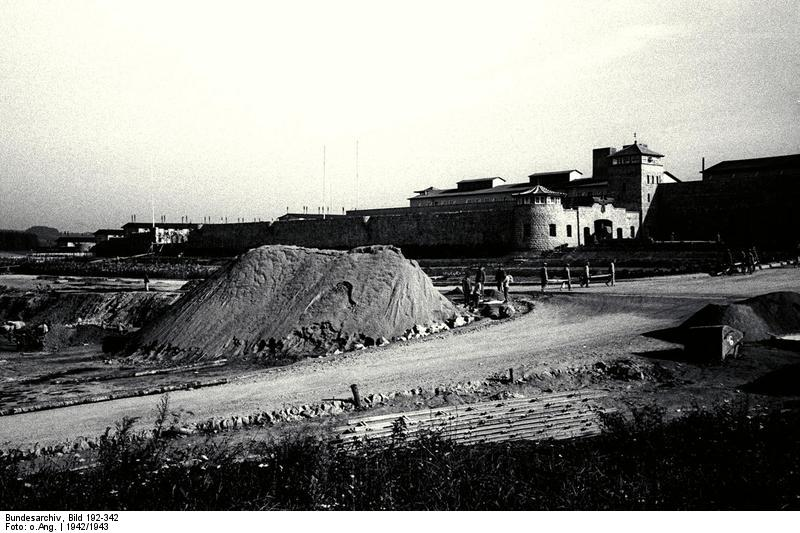
Lagereingang (1942/43), Aufnahme aus dem Bundesarchiv

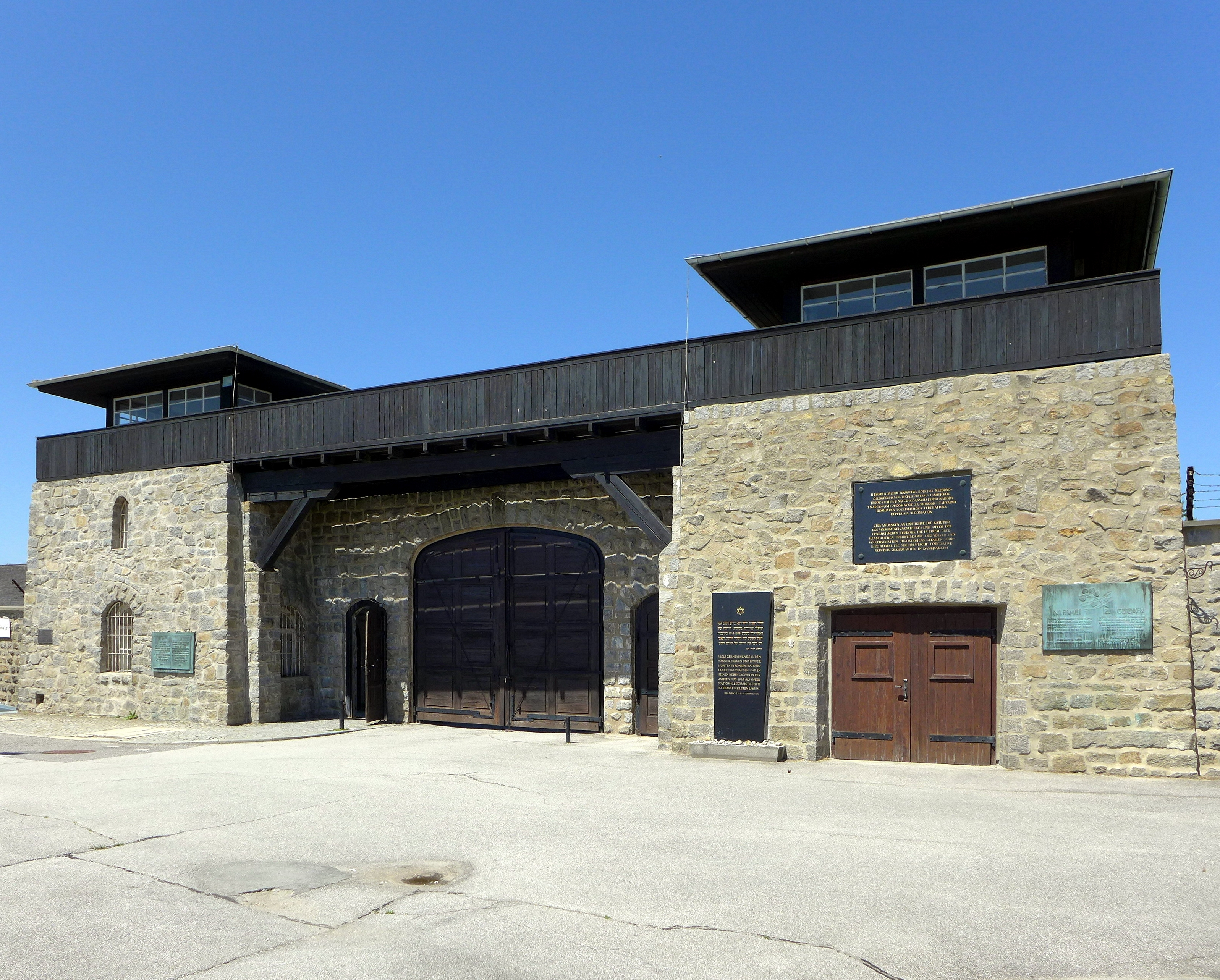
Eingangsgebäude mit Haupttor ehemaliges KZ Mauthausen 2014

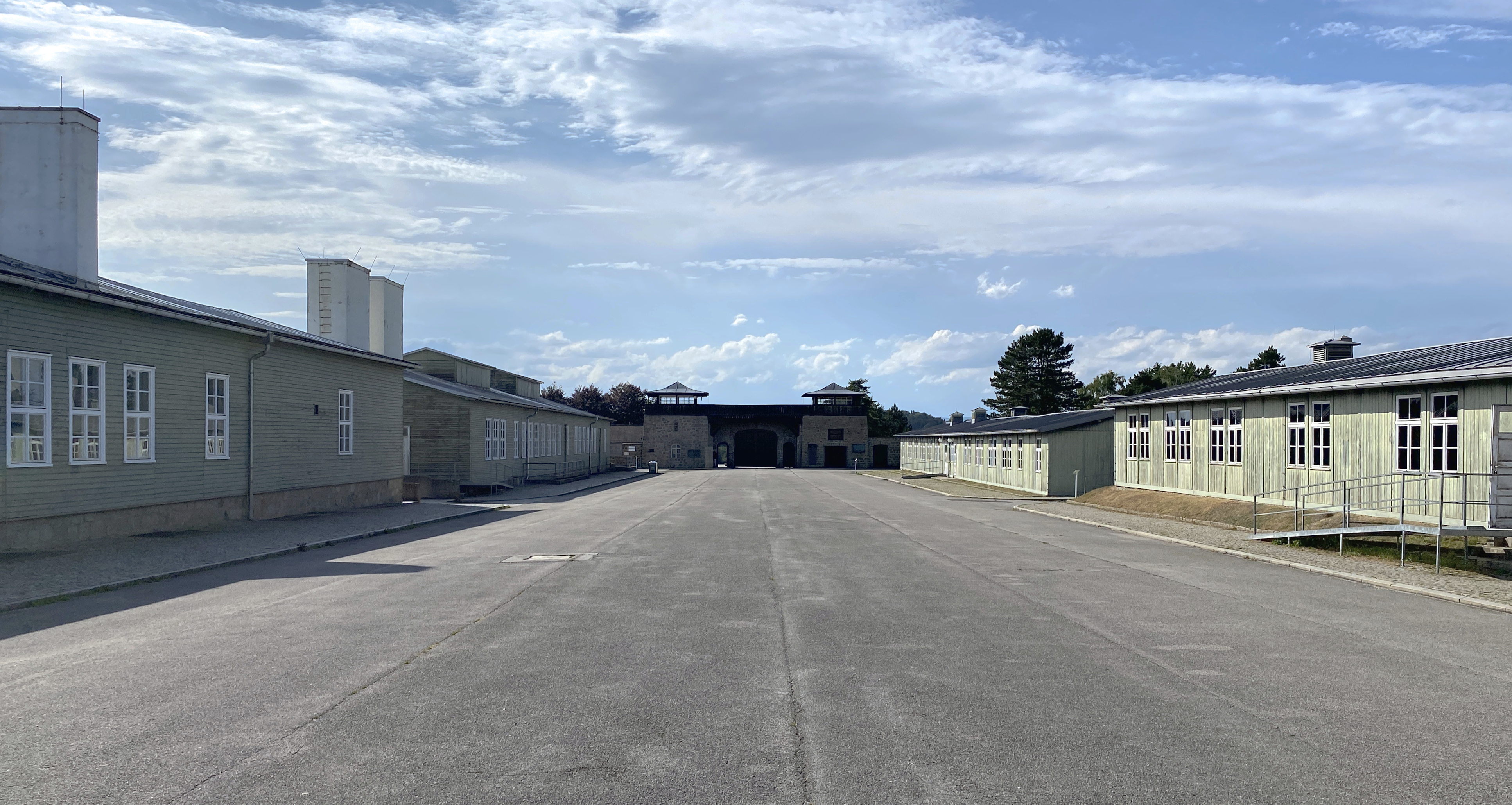
Häftlingsbaracken und Appellplatz

Das Konzentrationslager Mauthausen war das größte Konzentrationslager der Nationalsozialisten auf dem Gebiet Österreichs, der Ostmark, ab 1942 Alpen- und Donau-Reichsgaue. Es befand sich 20 Kilometer östlich von Linz in Mauthausen und bestand vom 8. August 1938 bis zu seiner Auflösung nach der Befreiung seiner Insassen durch US-amerikanische Truppen am 5. Mai 1945. Im KZ Mauthausen und seinen Nebenlagern wurden rund 200.000 Menschen inhaftiert, von denen mehr als 100.000 ums Leben gekommen sind. Auf dem Gelände des ehemaligen Konzentrationslagers wurde ab 1947 eine Mahn- und Gedenkstätte der Republik Österreich geschaffen, diese wurde 1949 eröffnet.

## Geschichte

### Errichtung des Lagers

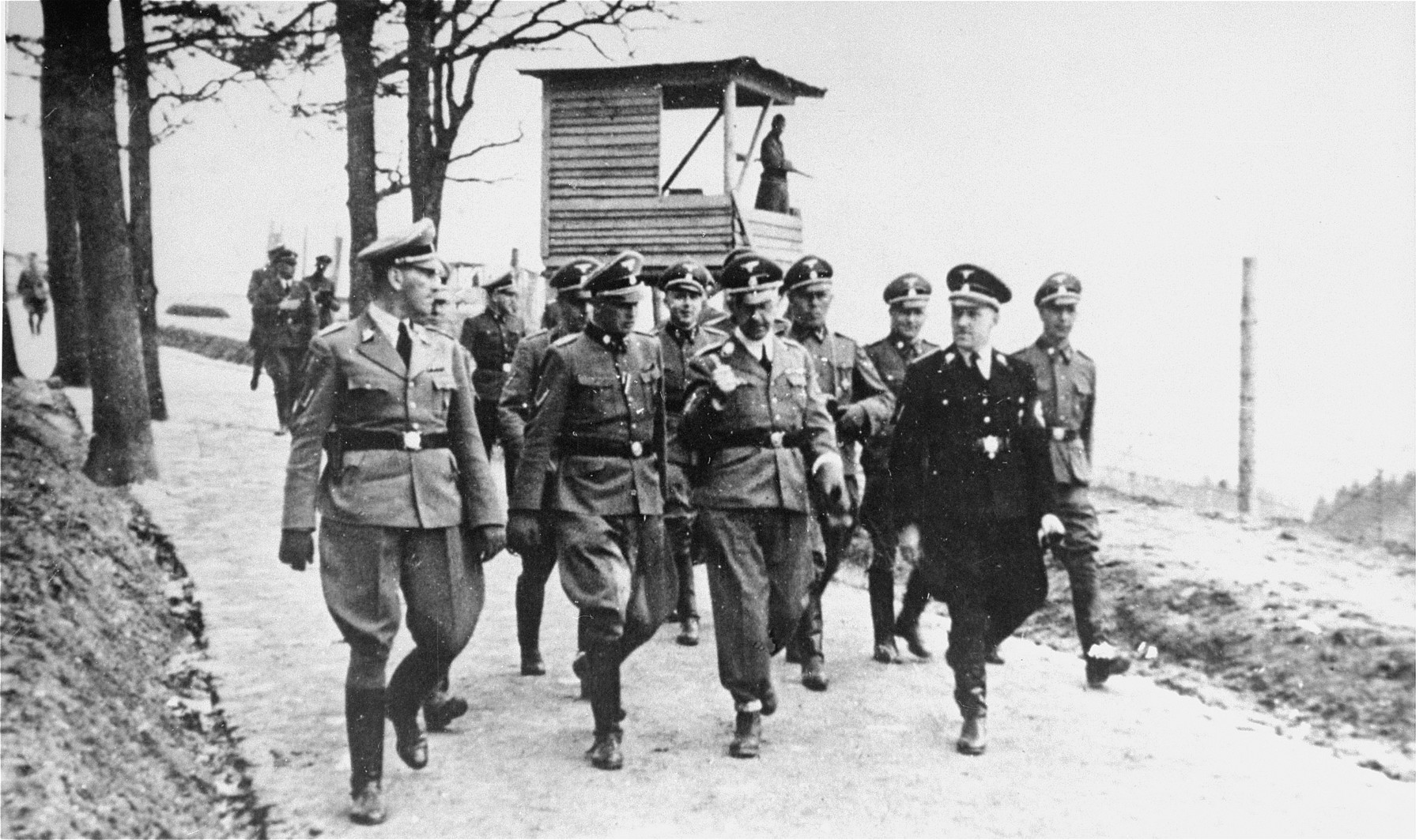
Heinrich Himmler (Mitte rechts) besucht mit Ernst Kaltenbrunner (ganz links), August Eigruber, Georg Bachmayer und Franz Ziereis (ganz rechts) 1941 das KZ Mauthausen, Aufnahme aus dem Bundesarchiv

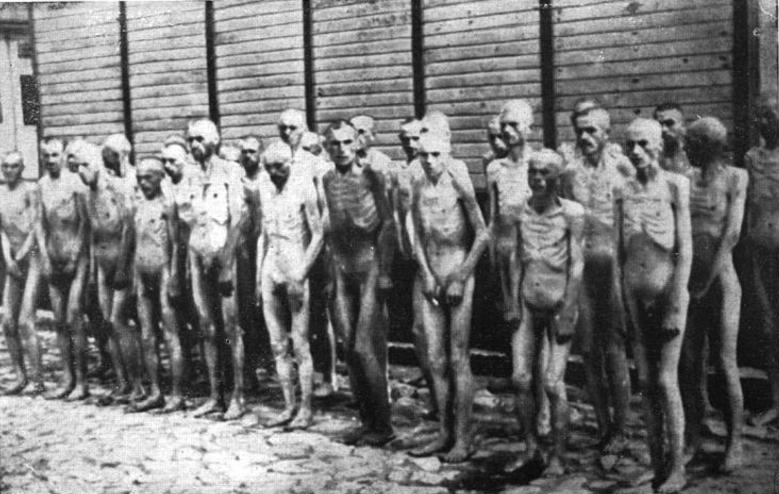
Fast verhungerte, bis auf das Skelett abgemagerte Sowjetische Kriegsgefangene der Roten Armee vor einer Baracke

Am 22. März 1938, zehn Tage nach dem „Anschluss“ Österreichs, kündigte der Reichsführer SS Heinrich Himmler in Linz an: „Der Führer hat genehmigt und befohlen, daß die Schutzstaffel Österreichs zwei Standarten aufstellen darf, eine Standarte der Verfügungstruppe mit 3 Sturmbannen und eine Standarte der Totenkopfverbände mit ebenfalls drei Sturmbannen, welche letztere nach Oberösterreich kommen werden.“
Dies war zwar nur eine indirekte Ankündigung der Errichtung des Konzentrationslagers, weil zu diesem Zeitpunkt die SS-Totenkopfverbände ausschließlich in den Konzentrationslagern eingesetzt waren; aber ebenfalls noch im März 1938 gab Gauleiter August Eigruber bekannt: Wir Oberösterreicher erhalten aber noch eine andere, besondere Auszeichnung für unsere Leistungen während der Kampfzeit. Nach Oberösterreich kommt das Konzentrationslager für die Volksverräter von ganz Österreich.

### Gründung der Deutsche Erd- und Steinwerke GmbH

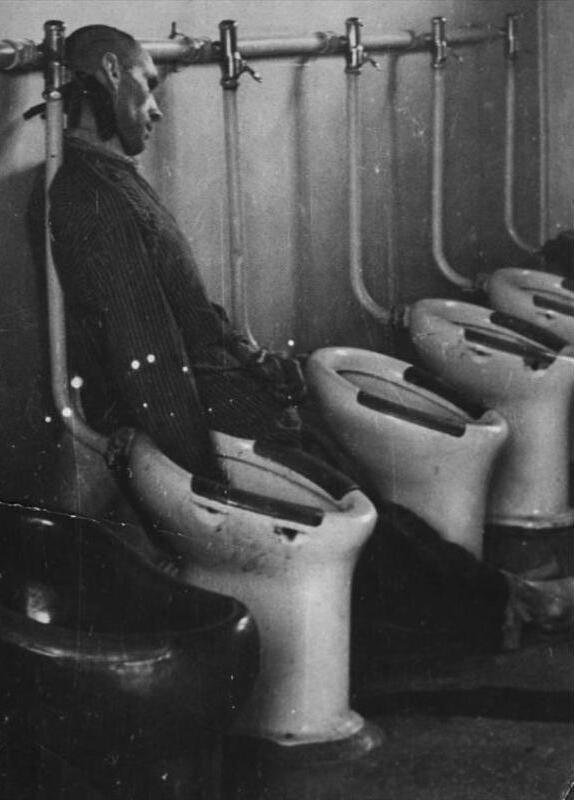
Strangulierter Häftling

Die Geschichte des Konzentrationslagers Mauthausen begann mit der Gründung einer GmbH durch die SS. Ausschlaggebend dafür war die Machterweiterung bzw. die gewollte Selbständigkeit der SS vom Staatsapparat.
Am 29. April 1938, kurz nach dem Anschluss Österreichs an das Dritte Reich, wurde in Berlin die Deutsche Erd- und Steinwerke GmbH (DEST) gegründet. Da die Hauptverwaltung aller Konzentrationslager bis zum 16. März 1942 erst beim SS-Führungshauptamt (SS-FHA) und ab dem 19. März 1942 beim SS-Wirtschafts- und Verwaltungshauptamt (WVHA) lag, konnte die DEST von Anfang an auf billige Arbeitskräfte aus den Konzentrationslagern zugreifen. Eine der ersten Handlungen der DEST war unter anderem der Erwerb und die Inbetriebnahme von Steinbrüchen bei Flossenbürg, Gusen und Mauthausen, wo infolgedessen Konzentrationslager errichtet wurden. Bei Mauthausen und Gusen lagen bedeutende Granitsteinbrüche. Granit wurde zu dieser Zeit in großen Mengen für die sogenannten Führerbauten benötigt, und bei Mauthausen und Gusen kam noch dazu, dass Hitler vorhatte, Linz zu einer „Führer-Stadt“ zu machen, wofür auch große Mengen an Granit gebraucht wurden. Mauthausen und Gusen liegen nur 15 bzw. 12 Kilometer östlich von Linz an der Donau.

### Einrichtung der Lager

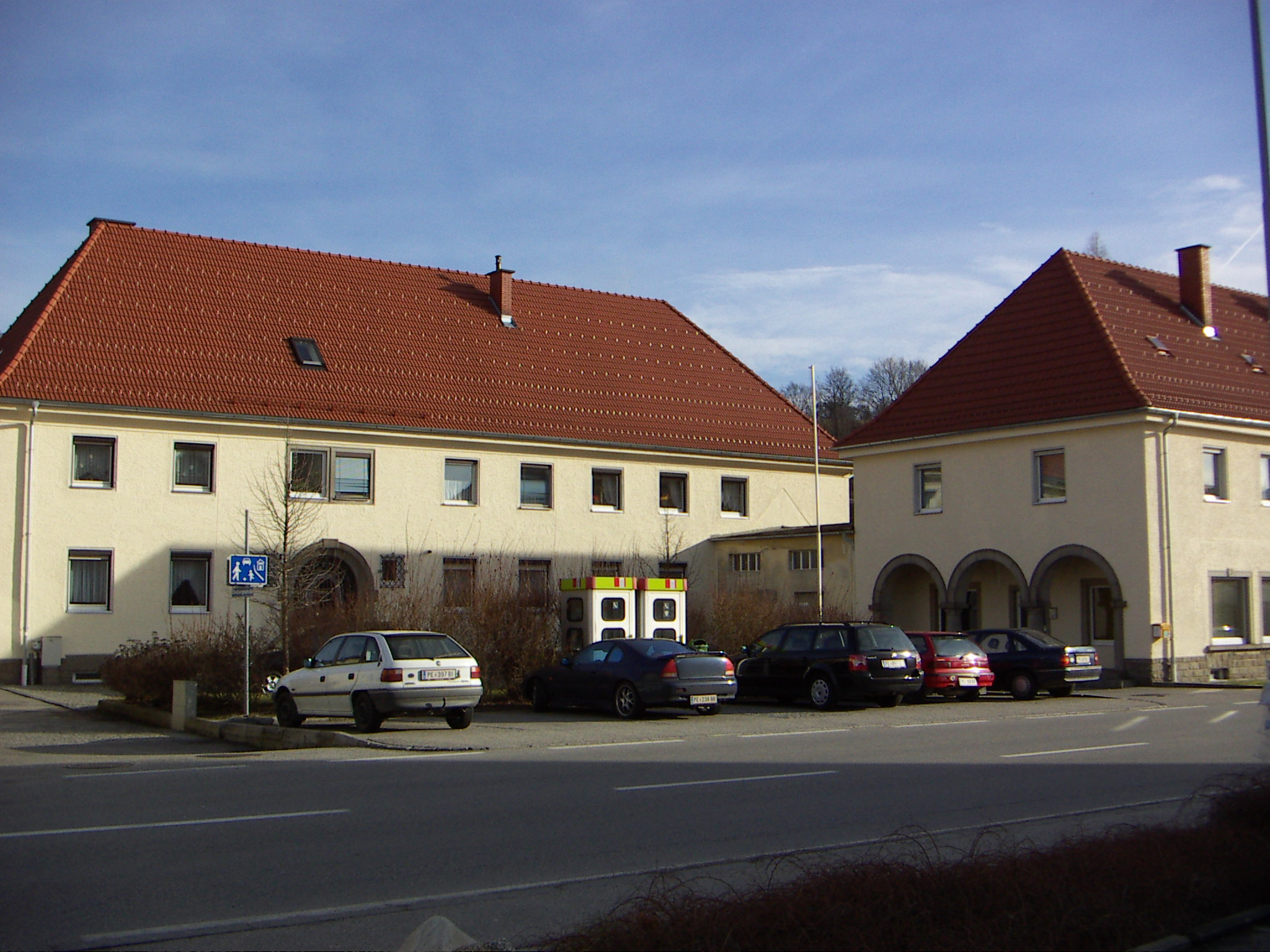
Ehemaliges Verwaltungsgebäude der DEST-Werkgruppenleitung in St. Georgen/Gusen

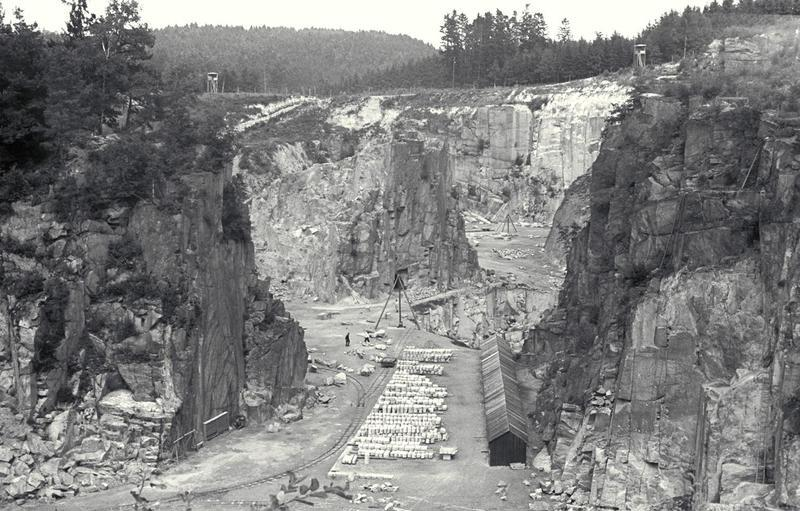
Steinbruch Wiener Graben (1941/42), Aufnahme aus dem Bundesarchiv

Am 16. Mai 1938 nahm die SS den Steinbruch Mauthausen mit 30 Zwangsarbeitern in Betrieb, und am 18. August 1938 fand die endgültige Übergabe der Steinbrüche an die DEST statt. Die Steinbruchbetriebe in Gusen wurden parallel dazu ebenfalls bereits am 25. Mai 1938 durch die DEST durch Kauf und später durch Enteignung erworben und bildeten in weiterer Folge das Zentrum der Granitwerke Mauthausen mit Werkgruppenleitung in St. Georgen an der Gusen.
Die ersten Häftlinge in Mauthausen waren 300 österreichische und einzelne deutsche Polizei-Sicherungsverwahrungs-Häftlinge. Sie kamen am 8. August 1938 aus dem KZ Dachau im Konzentrationslager an. Mit ihnen kamen auch die ersten Bewacher von SS-Totenkopfverbänden. Der erste Kommandant des KZ Mauthausen war Albert Sauer.
Am 27. November 1938 traf der erste Zug mit Häftlingen am Bahnhof Mauthausen ein.

### Stammlager Mauthausen – Lagerstufe III

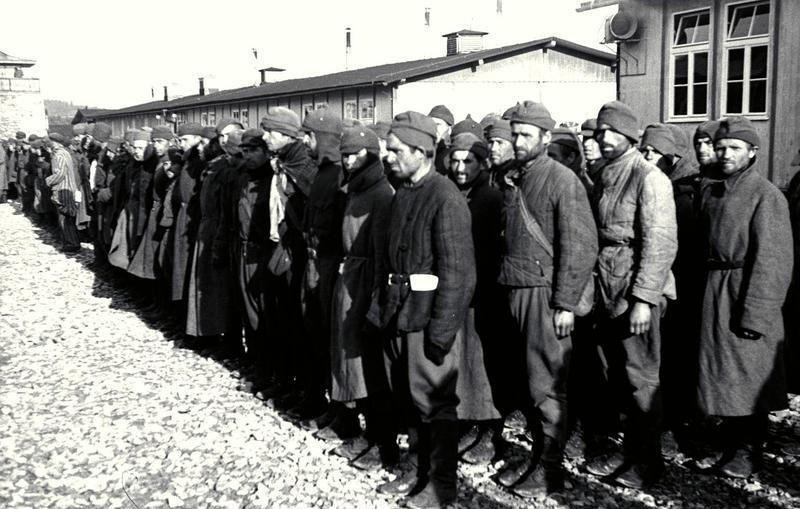
Neuankunft sowjetischer Kriegsgefangener (Oktober 1941), Aufnahme aus dem Bundesarchiv

Das Konzentrationslager Mauthausen wurde ab März 1939 zu einem selbständigen Lager erweitert.
Bis 1945 wurden nach Mauthausen und in seine Nebenlager etwa 200.000 Personen deportiert. Es waren Menschen mit über 30 Nationalitäten. Etwa 2,5 Prozent der Insassen waren Frauen. Es wurden auch Jugendliche und Kinder inhaftiert und ermordet.
Das Konzentrationslager Mauthausen war aus nicht bekannten Gründen das einzige Konzentrationslager der Kategorie III auf dem Gebiet des Reiches. Die Kategorie III bedeutete Vernichtung durch Arbeit. Ein Grund dafür kann die isolierte Lage des Lagers an den Steinbrüchen sein. Wörtlich heißt es in dem Erlass von Reinhard Heydrich (Chef der Sicherheitspolizei, des SD und SS-Obergruppenführer), die Lagerstufe III sei „...für schwerbelastete, unverbesserliche und auch gleichzeitig kriminell vorbestrafte und asoziale, das heißt kaum noch erziehbare Schutzhäftlinge Mauthausens“.
Insgesamt waren im Konzentrationslager 197.464 Häftlinge inhaftiert. Die letzte Häftlingsnummer – 139.317 – wurde am 3. Mai 1945 ausgegeben, wobei die durch die „Aktion Kugel“ ermordeten sowjetischen Kriegsgefangenen nicht gezählt wurden.
Etwa 120.000 Häftlinge kamen durch Zwangsarbeit in den unzähligen Kommandos und Nebenlagern des Lagers um oder wurden ermordet, mehr als ein Drittel davon in den nahe gelegenen Konzentrationslagern Gusen.

### Lagerbordell

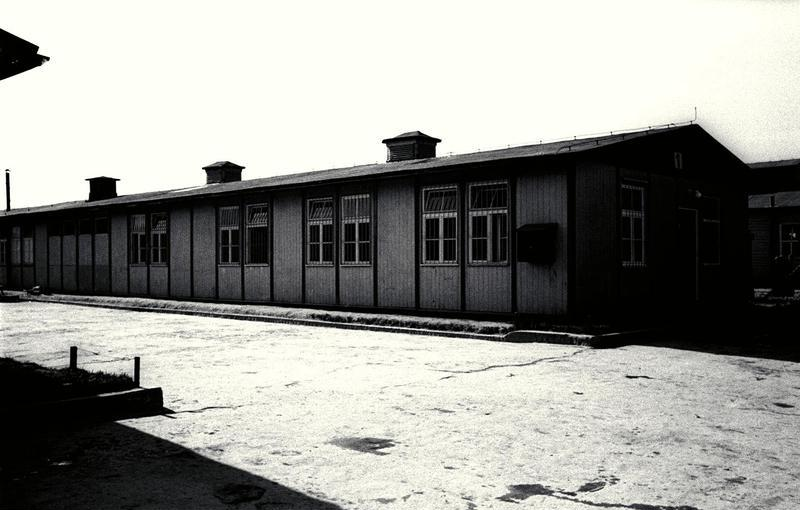
Lagerbordell, Aufnahme aus dem Bundesarchiv

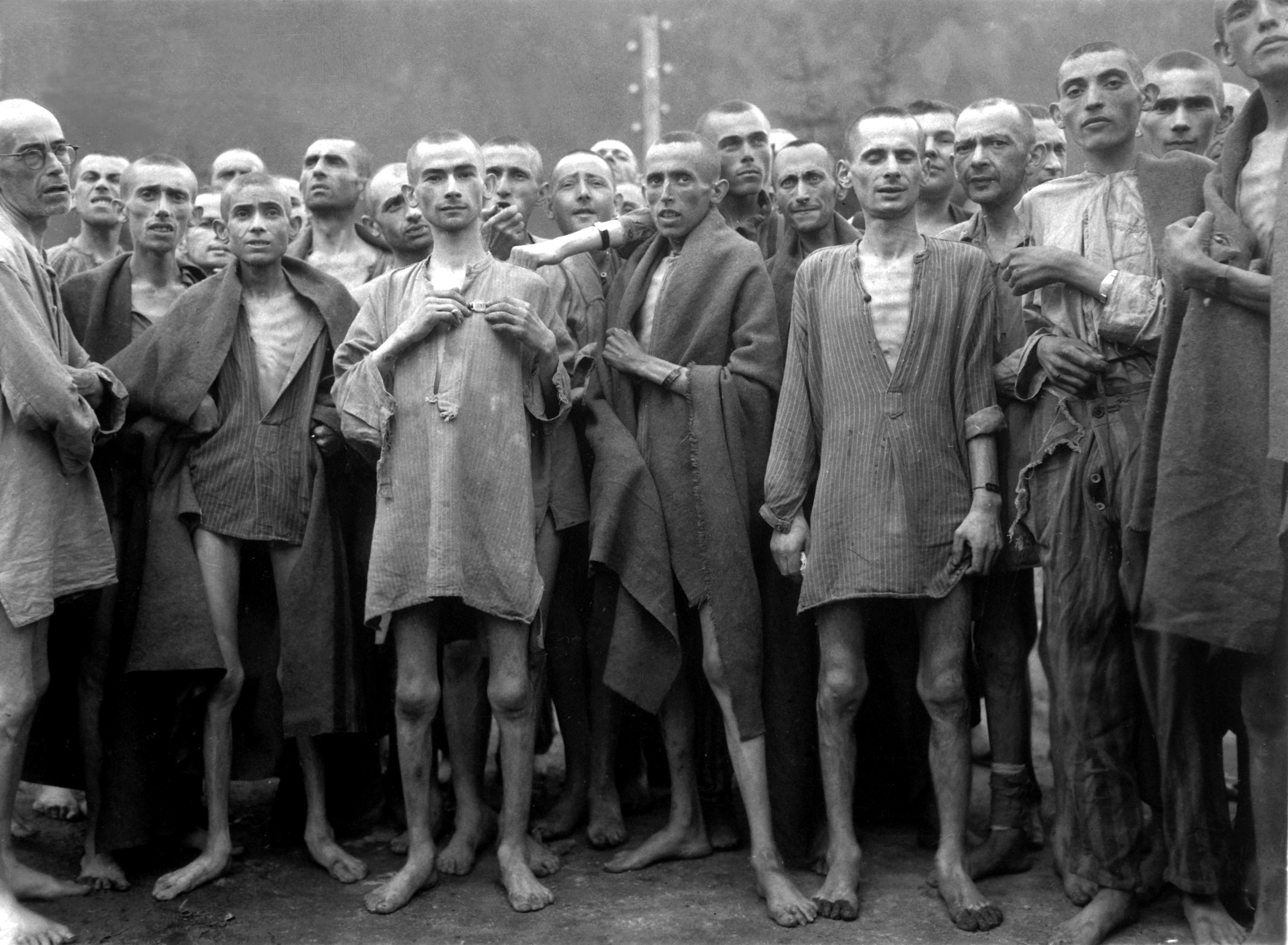
Gefangene des Außenlagers Ebensee, Aufnahme vom 7. Mai 1945

Auf Befehl Himmlers entstand in Mauthausen im Juni 1942 das erste von zehn Häftlingsbordellen. Hierfür wurden Frauen gezwungen, die als „asozial“ eingestuft waren. Viele dieser zur Prostitution gezwungenen Frauen kamen aus dem Frauenkonzentrationslager Ravensbrück. Zogen sich Frauen eine Geschlechtskrankheit zu, wurden sie für medizinische Versuche zur Verfügung gestellt. Schwangere wurden einer Zwangsabtreibung unterzogen.
Bis in die 1990er Jahre galten die Betroffenen nicht als Opfer der Naziherrschaft und erhielten keine Entschädigung.

### Wachmannschaft

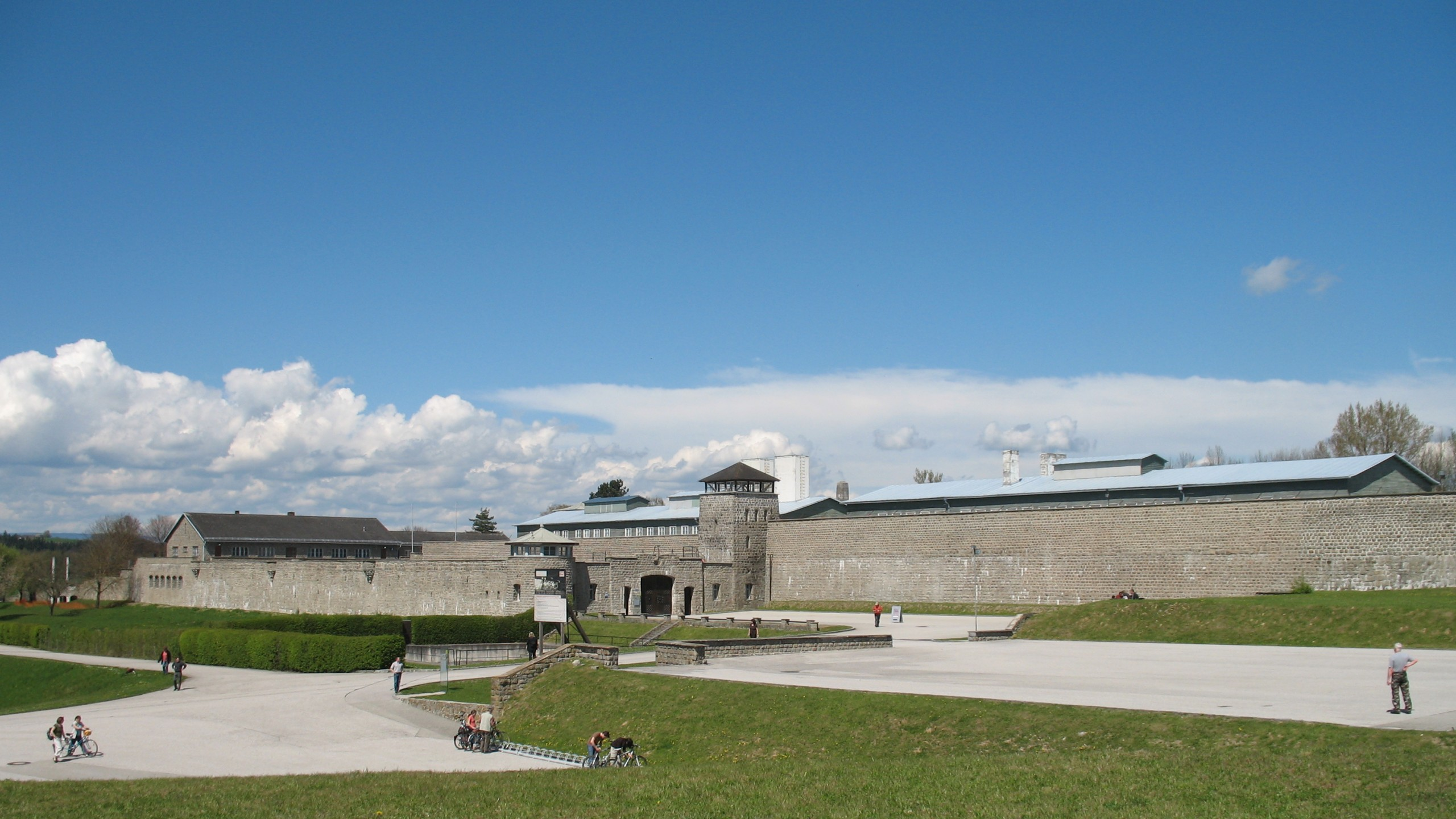
Ehemaliges Konzentrationslager – Frontansicht

Kommandant des KZ Mauthausen war zunächst Albert Sauer, der diese Position von 1. August 1938 bis 1. April 1939 offiziell innehatte. Seit Mitte Februar 1939 fungierte Franz Ziereis als Lagerkommandant; er blieb es bis zur Auflösung 1945. Ihm zur Seite standen ein I., II. und III. Schutzhaftlagerführer als Leiter des Häftlingslagers sowie der Kommandant der SS-Wachtruppe. Als I. Schutzhaftlagerführer fungierte von März 1940 bis 1945 der SS-Hauptsturmführer Georg Bachmayer, als II. Schutzhaftlagerführer zwischen 1938 und 1945 der SS-Obersturmführer Johann Altfuldisch, als III. Schutzhaftlagerführer zeitweise der später zum Offizier beförderte SS-Hauptscharführer Anton Streitwieser.
Am 23. Mai 1944 wurde SS-Obersturmführer Otto Riemer als Kommandant des Häftlingslagers abgesetzt. SS-Obersturmführer Anton Ganz wurde sein Nachfolger. Er hatte zuvor in Mauthausen, Ternberg und Wiener Neustadt gedient. Unter seinem Kommando standen im Mai 1944 vier SS-Führer, 128 SS-Unterführer und eine 475 Mann starke Wachmannschaft.
Siehe auch: Kategorie:Personal im KZ Mauthausen
Im Bereich zwischen den Mauthausener Ortschaften Ufer und Wienergraben entstand ab 1941 eine eigene Wohnsiedlung mit zunächst 12 Einfamilienhäusern für SS-Offiziere, während die Mannschaften und Unteroffiziere des KZ Mauthausen überwiegend auf dem Lagergelände selbst untergebracht waren. Zu der ursprünglich „Am Berg“ genannten Offizierssiedlung gehörten u. a. Villen für den Lagerkommandanten Ziereis und den Lagerarzt, später wurden dort auch Doppelhäuser errichtet. Eine weitere Gruppe von SS-Wohngebäuden in Form von Mehrparteienhäusern entstand im tiefen Geländeeinschnitt entlang des Rieder Baches westlich der Offizierssiedlung und wurde ursprünglich „Fahrersiedlung“ genannt. Nach Kriegsende wurden die ehemaligen SS-Siedlungen zunächst von amerikanischen, dann von sowjetischen Soldaten bewohnt, ehe die Häuser österreichischen und heimatvertriebenen Zivilisten zugewiesen wurden. 1946 erhielt die ursprünglich „Am Berg“ genannte Siedlung zum Gedenken an Richard Bernaschek den Namen „Bernaschek-Siedlung“, wobei bis 1955 ungeklärt war, ob dort die Stadt Wien oder die Gemeinde Mauthausen als Grundeigentümer zu gelten habe. Heute bildet die „Bernaschek-Siedlung“ eine der insgesamt 13 Ortschaften der Marktgemeinde Mauthausen. 1996 wurde die Straße durch die „Bernaschek-Siedlung“ im Zuge der Einführung neuer Straßennamen in Mauthausen in „Bernaschekstraße“ benannt, während eine Straße entlang der ehemaligen „Fahrersiedlung“ heute den Namen „Riederbachstraße“ trägt.

### Ausbruch und Menschenjagd
In der Nacht zum 2. Februar 1945 unternahmen etwa 500 sowjetische Offiziere gemeinsam einen Fluchtversuch aus dem Todesblock 20; fast alle wurden bei der darauf folgenden dreiwöchigen Verfolgungsaktion ermordet (siehe auch die sogenannte „Postenpflicht“ der KZ-Wachposten). Große Bekanntheit erlangte dieses Kriegsverbrechen 1994 durch den Film Hasenjagd – Vor lauter Feigheit gibt es kein Erbarmen. Einige der elf Überlebenden wurden von der Bevölkerung bis zum Kriegsende versteckt oder versorgt. Im Mai 2001 wurde in Ried in der Riedmark ein erster Gedenkstein errichtet. Am 7. Mai 2006 wurde in Gallneukirchen ein Mahnmal feierlich übergeben, hier waren rund 20 Flüchtlinge, die schon elendig geschunden waren, ermordet worden.

### Befreiung 1945

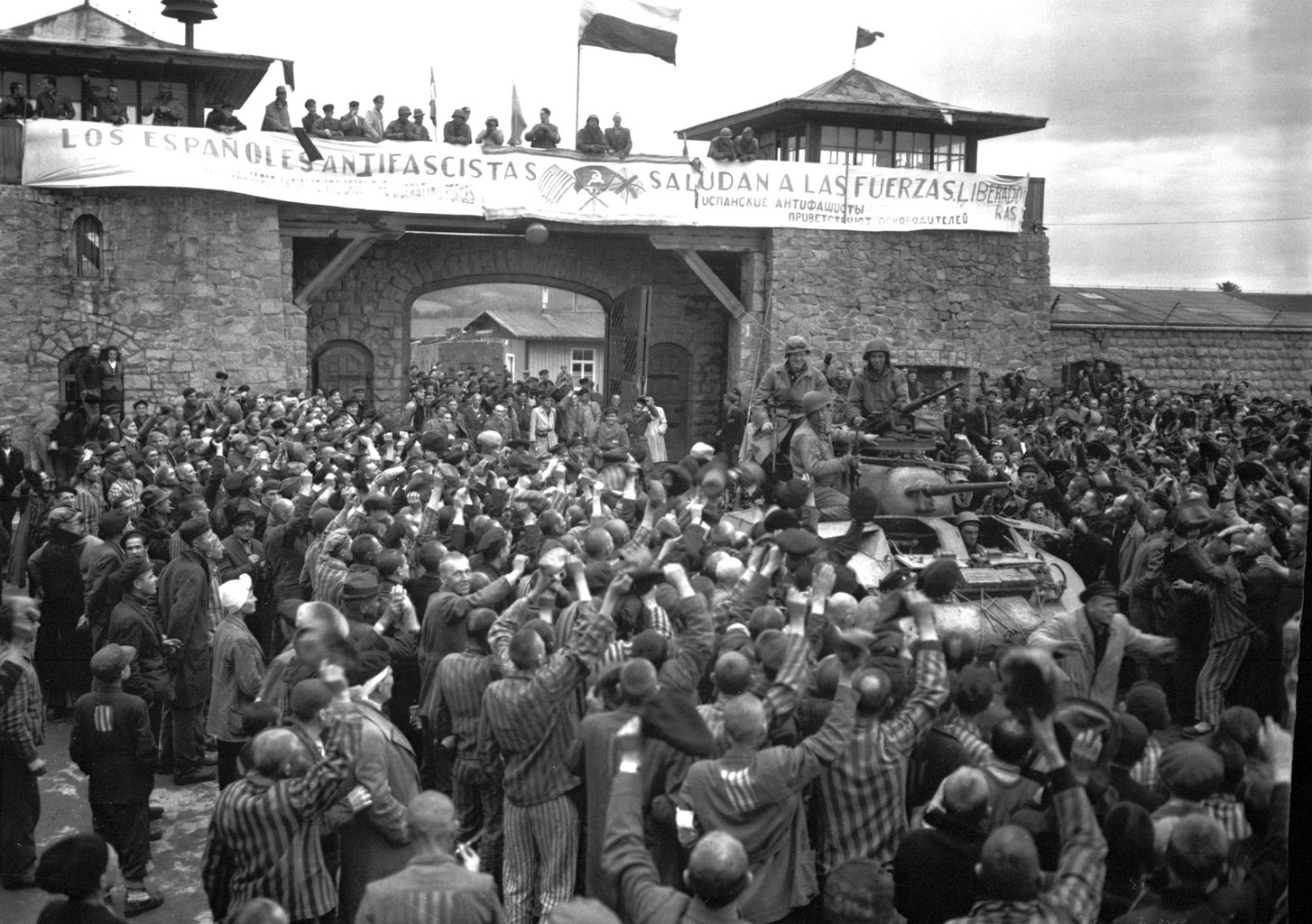
KZ Mauthausen nach der Befreiung. Foto vom 7. Mai 1945

Noch vor Kriegsende sollten zusätzliche Verbrennungsöfen, die vor der Sprengung der Krematorien im KZ Auschwitz-Birkenau demontiert worden waren, aufgestellt werden. Es ist nicht erwiesen, ob dieser Plan durch den der SS angehörigen Bauleiter selbst oder durch Häftlinge bis zum Kriegsende verzögert wurde.
Noch kurz vor der Befreiung wurden im Konzentrationslager Häftlinge ermordet, deren genaue Zahl unbekannt ist.
Im April 1945 begann die SS damit, alle Akten zu vernichten, die auf ihre Verbrechen im Lager hinwiesen. Darunter fiel auch das Abmontieren der Gaskammer, die 1941 im Keller des Krankenbaus eingerichtet worden war. Die technischen Einrichtungen der Gaskammer wie Gaseinfüllstutzen, Abluftventilator und Türen wurden demontiert, konnten aber später auf dem Lagergelände sichergestellt werden. Danach flohen die SS-Männer, und die Häftlinge wurden vom Volkssturm und der Wiener Feuerwehr bewacht.
Am 5. Mai 1945 wurde das Lager durch die vorrückenden Truppen der 11. US-Panzerdivision der 3. US-Armee befreit.
Wesentlichen Anteil daran hatte Louis Häfliger, der sich als Delegierter des Internationalen Komitees vom Roten Kreuz (IKRK) zur Begleitung eines Lebensmitteltransports im Lager aufhielt.
Die Konzentrationslager Mauthausen sowie Gusen I, II und III waren die vorletzten, die befreit wurden. Das KZ Stutthof bei Danzig wurde vier Tage später befreit.

### Mauthausen-Schwur
Heinrich Dürmayer verlas am 16. Mai 1945 für das Internationale Komitee im Namen aller ehemaligen politischen Häftlinge von Mauthausen den folgenden „Mauthausen-Schwur“:

„Der vieljährige Aufenthalt im Lager hat in uns das Verständnis für die Werte einer Verbrüderung der Völker vertieft.
Treu diesen Idealen schwören wir, solidarisch und im gemeinsamen Einverständnis, den weiteren Kampf gegen den Imperialismus und nationale Verhetzung zu führen. So, wie die Welt durch die gemeinsame Anstrengung aller Völker von der Bedrohung durch die hitlerische Übermacht befreit wurde, so müssen wir diese erkämpfte Freiheit als das gemeinsame Gut aller Völker betrachten.
Der Friede und die Freiheit sind die Garantien des Glücks der Völker, und der Aufbau der Welt auf neuen Grundlagen sozialer und nationaler Gerechtigkeit ist der einzige Weg zur friedlichen Zusammenarbeit der Staaten und Völker. Wir wollen nach erlangter Freiheit und nach Erkämpfung der Freiheit unserer Nationen die internationale Solidarität des Lagers in unserem Gedächtnis bewahren und daraus die Lehren ziehen: Wir werden einen gemeinsamen Weg beschreiten, den Weg der unteilbaren Freiheit aller Völker, den Weg der gegenseitigen Achtung, den Weg der Zusammenarbeit am großen Werk des Aufbaus einer neuen, für alle gerechten, freien Welt.
Wir werden immer gedenken, mit welch großen blutigen Opfern aller Nationen diese neue Welt erkämpft wurde.
Im Gedenken an das vergossene Blut aller Völker, im Gedenken an die Millionen, durch den Nazifaschismus ermordeten Brüder geloben wir, daß wir diesen Weg nie verlassen werden. Auf den sicheren Grundlagen internationaler Gemeinschaft wollen wir das schönste Denkmal, das wir den gefallenen Soldaten der Freiheit setzen können, errichten: DIE WELT DES FREIEN MENSCHEN.
Wir wenden uns an die ganze Welt mit dem Ruf: Helft uns bei dieser Arbeit. Es lebe die internationale Solidarität! Es lebe die Freiheit!“

### Gedenkstätte

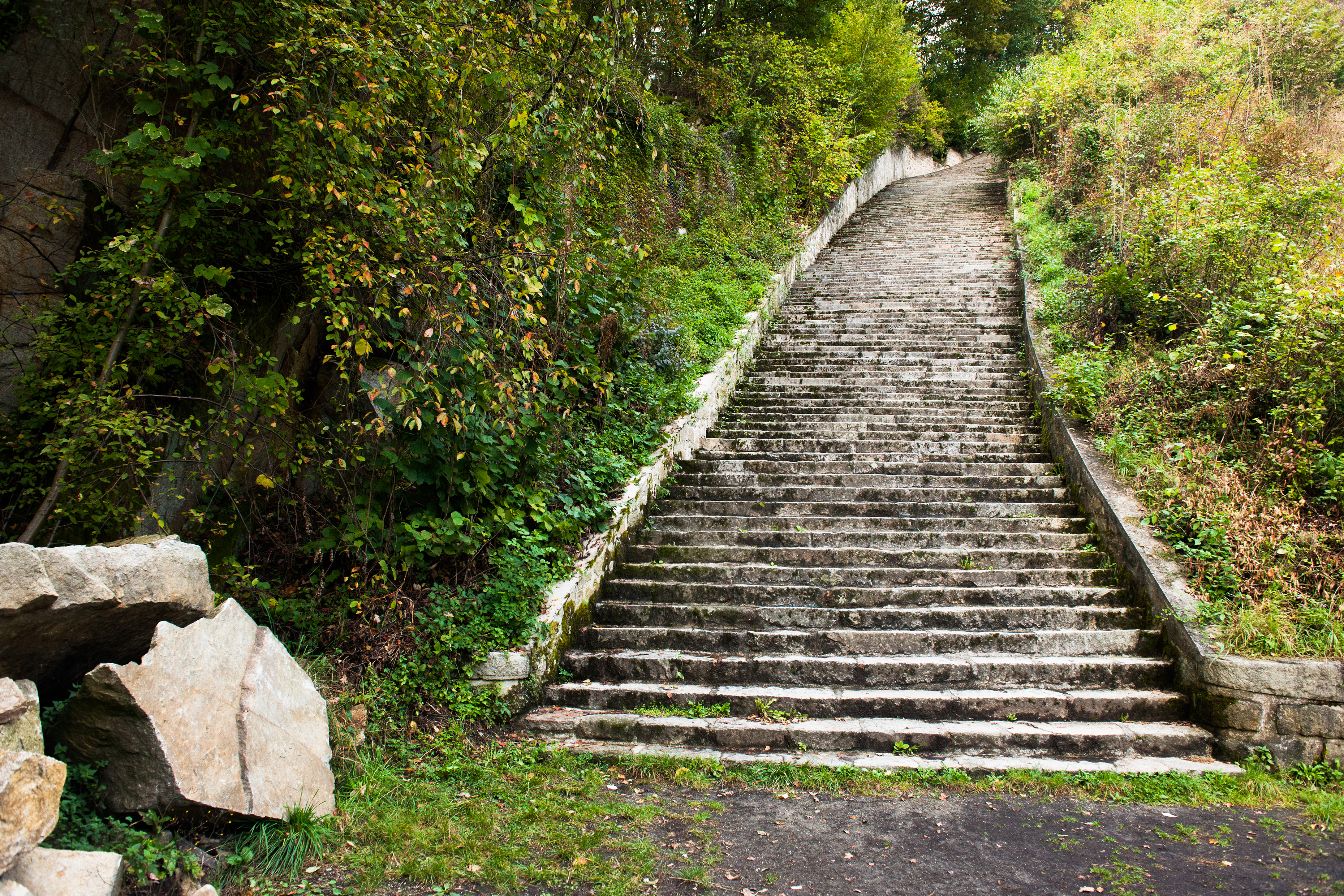
Die Todesstiege heute

Die österreichische Bundesregierung hat in einem Gebäude des ehemaligen Konzentrationslagers ein Museum errichtet; das übrige Lager und der angrenzende Steinbruch sind heute Mahn- und Gedenkstätte.

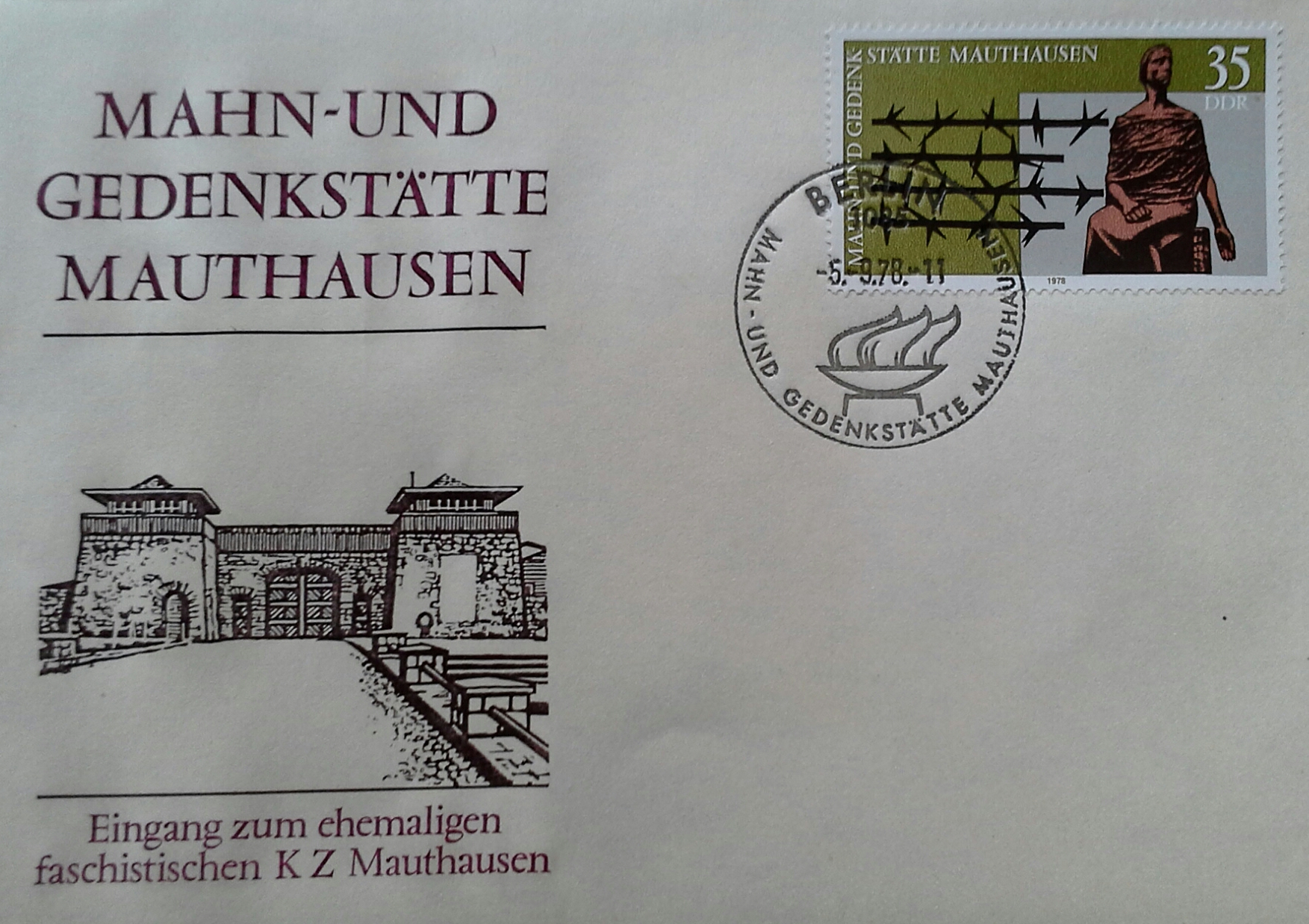
Briefmarke der Deutschen Post von 1978 auf Ersttagsbrief.

Viele Nationen und Opfergruppen haben auf dem Gelände für ihre Opfer und für den Befreiungskampf Denkmäler und Gedenktafeln geschaffen. Es findet sich dort auch ein Denkmal der DDR mit den Worten von Bertolt Brecht: „O Deutschland bleiche Mutter / wie haben deine Söhne dich zugerichtet / dass du unter den Völkern sitzest / ein Gespött oder eine Furcht!“ Die Deutsche Post edierte 1978 eine von Lothar Grünewald gestaltete Briefmarke mit der Abbildung des Denkmals.
Seit 2003 befindet sich auch außerhalb des Geländes ein neu errichtetes Besucherzentrum, mit Entwurf von Herwig Mayer, Christoph Schwarz und Karl Peyrer-Heimstätt.
In dem größten Zeitzeugen-Projekt der Art nach der Shoa Foundation von Steven Spielberg befragte das Mauthausen Survivor Documentation Project 859 Überlebende aus 20 Nationen nach demselben Muster, auch über die Zeit danach: „Wie erklären sich die Überlebenden ihr Überleben?“ 2000 Stunden Interviews liegen auf Film und MiniDisc vor. Das Besucherzentrum der Gedenkstätte zeigt 20 edierte Videos. Das unausgewertete Material harrt der Finanzierung und Übersetzung der meist muttersprachlichen Befragungen.
Im Jänner 2007 entstanden durch den Orkan Kyrill schwere Schäden an einigen Gebäuden des ehemaligen Konzentrationslagers, insbesondere an Baracke 1. Es wurden Maßnahmen zur Notsicherung der beschädigten Gebäude getroffen, die Restaurierung dauerte noch bis 2009 an.
Im Rahmen der Neugestaltung der Gedenkstätte wird auch ein archäologisches Projekt durchgeführt.
Am 27. November 2007 wurde am Bahnhof Mauthausen eine Gedenktafel enthüllt. Am 27. November 1938 kam der erste Zug hier an; zehntausende Häftlinge mussten in den folgenden Jahren den mehr als drei Kilometer langen Weg zum Lager zu Fuß zurücklegen.
Mit Wirkung vom 1. Jänner 2017 wurde die Bundesanstalt „KZ-Gedenkstätte Mauthausen/Mauthausen Memorial“ (kurz: KZ-Gedenkstätte Mauthausen) mit eigener Rechtspersönlichkeit errichtet. Sie soll dazu beitragen, das Wissen über die nationalsozialistischen Massenverbrechen im ehemaligen Konzentrationslager Mauthausen, im ehemaligen Konzentrationslager Gusen sowie in allen Außenlagern im öffentlichen Gedächtnis zu verankern und zu bewahren, die gesellschaftliche Reflexion über deren Ursachen und Folgen zu fördern, über Bezüge zu jeglicher Form von Rassismus, Antisemitismus, Fremdenfeindlichkeit oder Völkermord aufzuklären und diesen entgegenzutreten.
2018 wird erstmals ein Mauthausen-Memorial-Forschungspreis für hervorragende Forschungsleistungen zur Geschichte des KZ-Komplexes Mauthausen und damit verbundener Themen vergeben. Damit sollen Forschungen zur Geschichte der nationalsozialistischen Lager in Österreich angeregt werden, wobei besonderes Augenmerk auf die Förderung der Nachwuchsforschung gelegt wird. Der Forschungspreis ist mit 5000 € dotiert und kann auf zwei Preisträger aufgeteilt werden.

### Gedenktag 5.Mai
Der 5. Mai wird in Österreich, als Jahrestag der Befreiung des Konzentrationslagers durch die Alliierten, seit 1998 nach einstimmigen Beschluss des Nationalrats als nationaler Gedenktag gegen Gewalt und Rassismus im Gedenken an die Opfer des Nationalsozialismus begangen.
Obwohl Tausende in Frankreich internierter spanischer Staatsbürger vom Vichy-Regime mit stillschweigender Duldung durch die Franco-Diktatur nach Mauthausen deportiert wurden und dort insbesondere im Außenlager Gusen tausendfach zu Tode kamen, schloss sich die Regierung Spaniens dem Vorbild Österreichs erst 2019 an, und erklärte den 5. Mai zum „Gedenktag an alle nach Mauthausen und andere Lager deportierten und dort umgekommenen Spanier und alle Opfer des Nazismus in Spanien“.
Am 5. Mai 2024 fand in Mauthausen die weltweit größte KZ-Befreiungsfeier statt, wo an die rund 200.000 Inhaftierten und größtenteils getöteten Opfer erinnert wurde. Ein Aktivist der linken Kleinstpartei „Partei der Arbeit“ schwenkte bei der Gedenkfeier eine Palästina-Fahne, was zu Verstimmung führte. Außerdem wurde von Besucherinnen und Besuchern die Parole „Free Palestine“ in das Gästebuch der KZ-Gedenkstätte geschrieben und ebenfalls an eine Holzwand geschmiert. derStandard.at beschrieb dies als „eine Parole, die zu hören ist, wenn linke Aktivisten und Aktivistinnen gemeinsam mit Islamisten und Antisemiten gegen Israel demonstrieren“.

### Rechtsextreme Aktivitäten rund um die Gedenkstätte

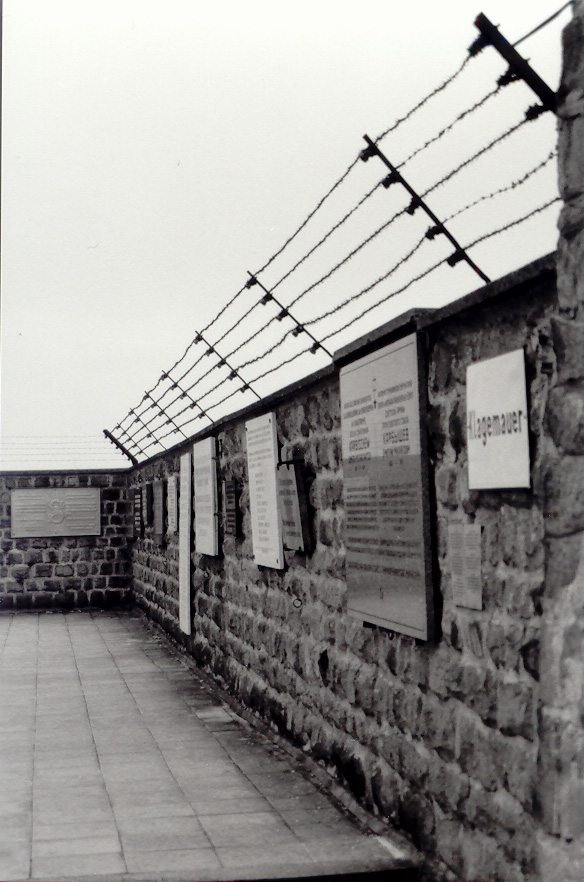
Umfassungsmauer (Aufnahme 2002)

Im Jänner 2006 wurde publik, dass Mitglieder des Fußball-Fanclubs Braunauer Bulldogs mit dem Hitlergruß vor der KZ-Gedenkstätte posiert hatten. Einige von ihnen wurden im selben Jahr wegen NS-Wiederbetätigung zu bedingten Haftstrafen verurteilt.
In der Nacht vom 11. auf den 12. Februar 2009, am Vorabend zum Gedenken an den Beginn des Österreichischen Bürgerkrieges 1934, wurde die Außenmauer der Gedenkstätte erstmals mit rechtsextremistischen Parolen beschmiert. Im Februar 2010 posierten Wahlkandidaten der Welser Bürgerliste „Die Bunten“ im Bereich der ehemaligen Vernichtungsräume. Im März 2010 forderten 13.000 Personen in einer Facebook-Gruppe die Wiedereröffnung des KZ Mauthausen für „Kinderschänder“. Im Mai 2014 wurde die Gedenkstätte zum dritten Mal Ziel einer Neonazi-Schmieraktion. Diesmal wurde ein 20 Meter langer Spruch auf einer Mauer aufgesprüht.
In der Nacht vom 7. auf den 8. Mai 2015, dem 70. Gedenktag zur Beendigung des Zweiten Weltkriegs und zwei Tage vor den Feiern zum 70-Jahr-Jubiläum der Befreiung, wurde die offizielle Website der KZ-Gedenkstätte Mauthausen angegriffen und gehackt. Die Inhalte wurden durch Kinderpornobilder und abfällige Sprüche ersetzt. Das Innenministerium, das die Gedenkstätte betreut, hat die Website, die von einem externen Unternehmen betreut wird, bis zur Wiederherstellung des ursprünglichen Zustandes umgehend aus dem Netz nehmen lassen. Gegen die Täter wurden Ermittlungen eingeleitet.

### Gerichtliche Aufarbeitung

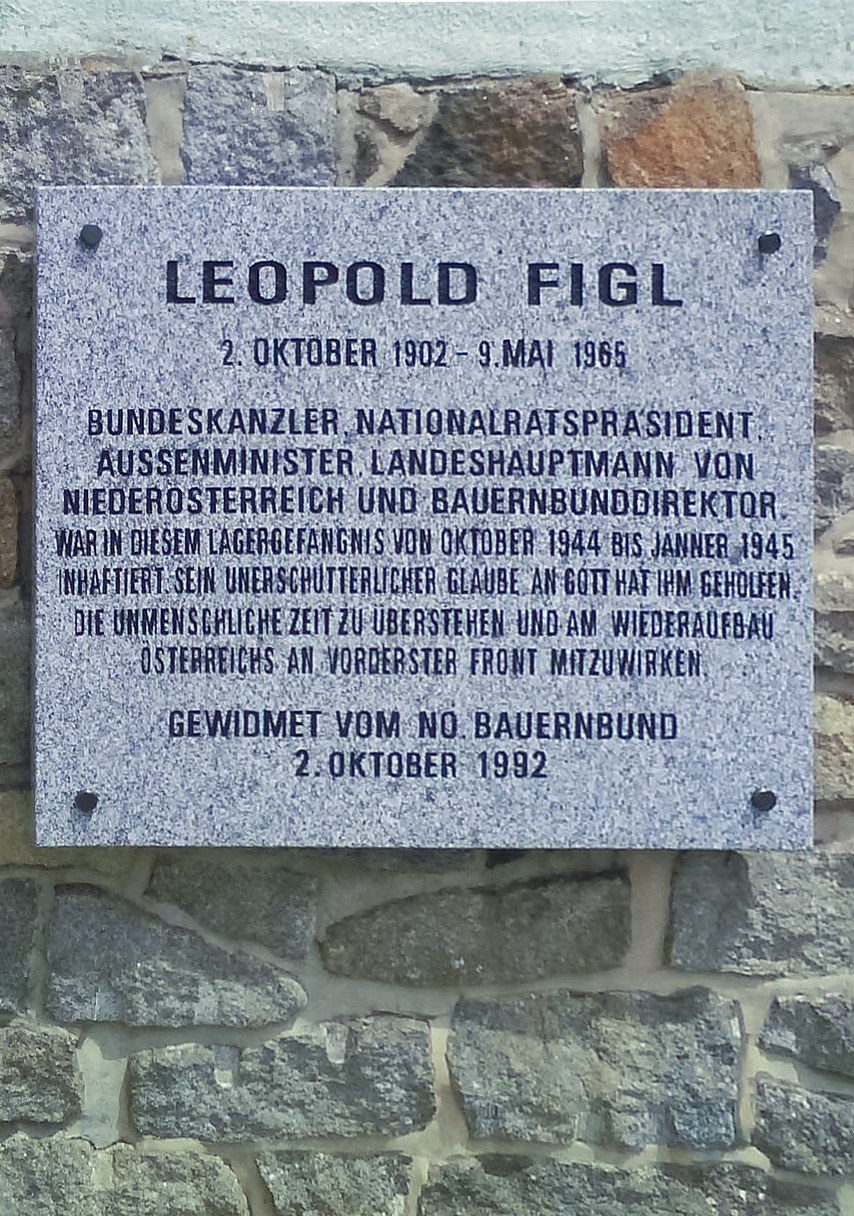
Leopold-Figl-Denkmal

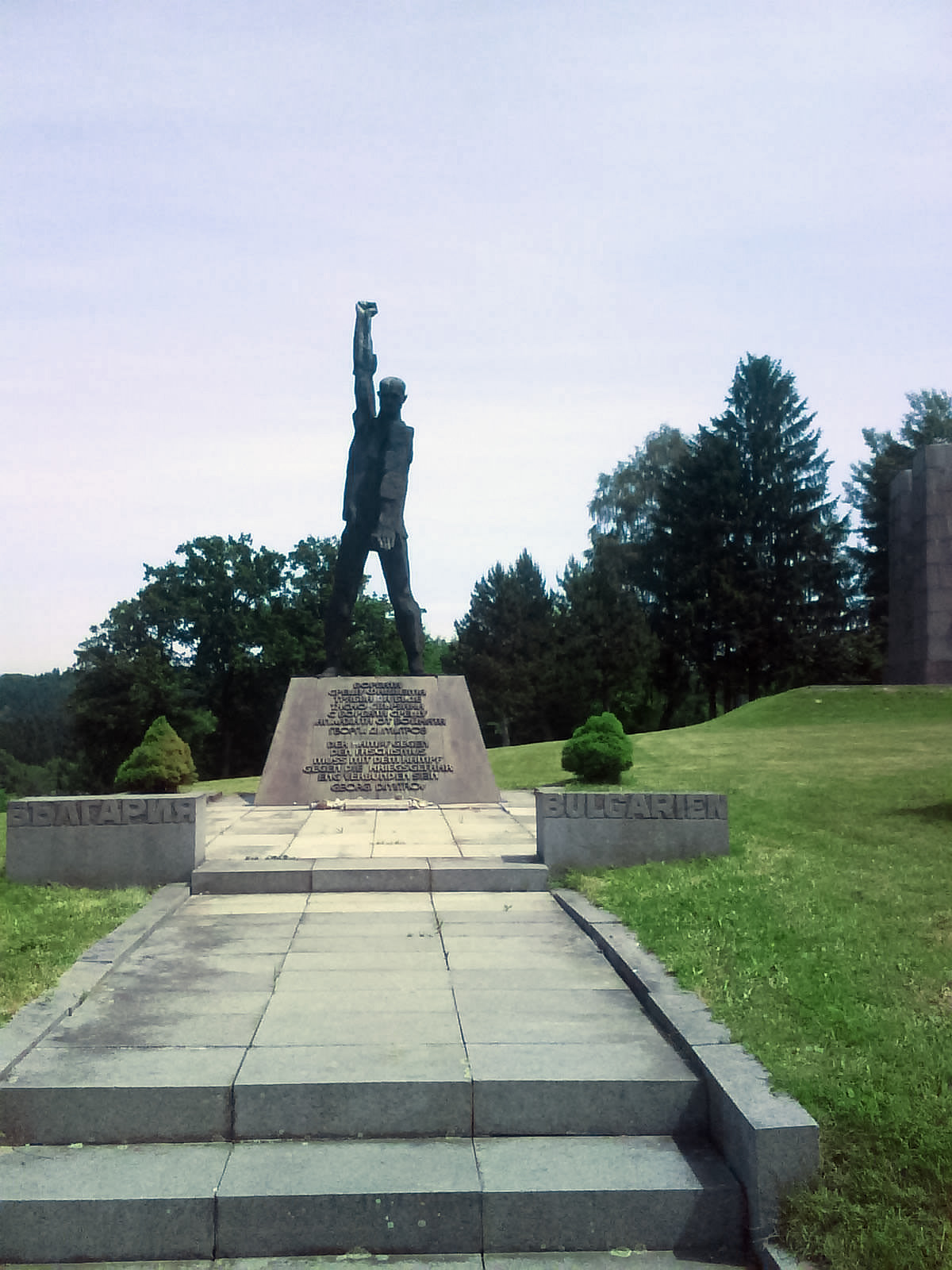
Bulgarisches Denkmal

Im November 2018 wurde ein ehemaliger Wachmann des Konzentrationslagers durch die Staatsanwaltschaft Berlin wegen Beihilfe zum Mord in mehr als 36.000 Fällen angeklagt. Demnach soll Hans H. in der Zeit zwischen Sommer 1944 und Frühjahr 1945 im KZ Mauthausen tätig gewesen sein. Laut Staatsanwaltschaft habe er durch seine Wachdiensttätigkeit die vieltausendfach geschehenen Tötungen der Lagerinsassen durch die Haupttäter fördern oder zumindest erleichtern wollen. Hintergrund der Anklage ist die Rechtsprechung des Bundesgerichtshofes, dass eine Verurteilung wegen Beihilfe zum Mord in Konzentrationslagern den Nachweis einer Beteiligung an konkreten Tötungen nicht zwingend voraussetzt, sondern auch schon die bloße Einbindung in die Tötungsmaschinerie hinreichend sein kann.
Am 9. August 2019 wurde eine Liste der im KZ Mauthausen-Gusen ermordeten spanischen Gefangenen vom spanischen Justizministerium veröffentlicht.
Noch bevor gegen ihn Anklage erhoben werden konnte, verstarb im Mai 2021 mit 95 Jahren ein ehemaliger Wachmann, dem vorgeworfen wurde, 19 Kriegsgefangene erschossen zu haben. Nach dessen Tod wurde das Verfahren eingestellt.

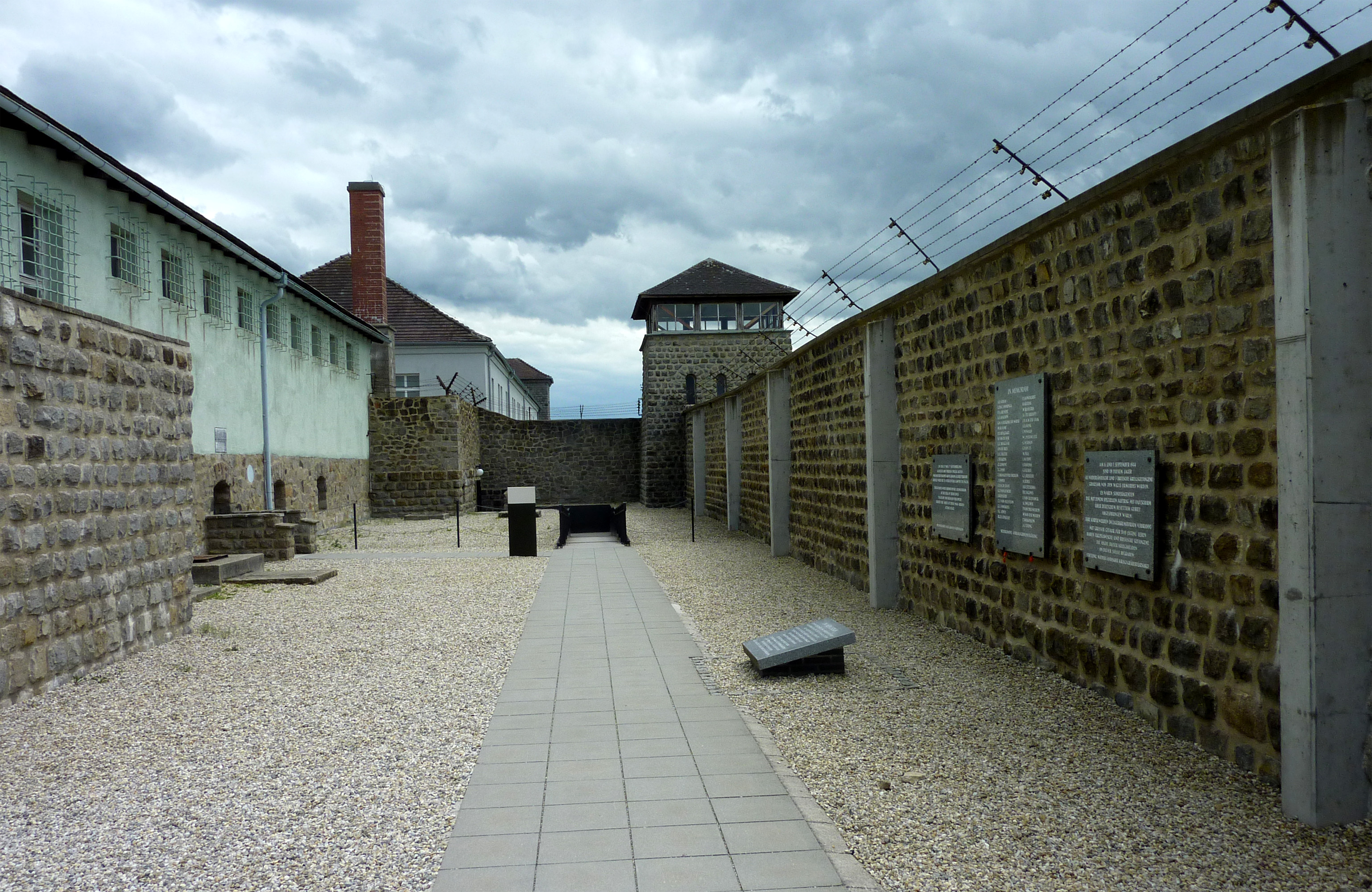
Gedenktafeln (1968) für 40 niederländische Opfer des Englandspiels sowie 7 in Frankreich abgesprungene britische SOE-Agenten im Hof des Arrestgebäudes

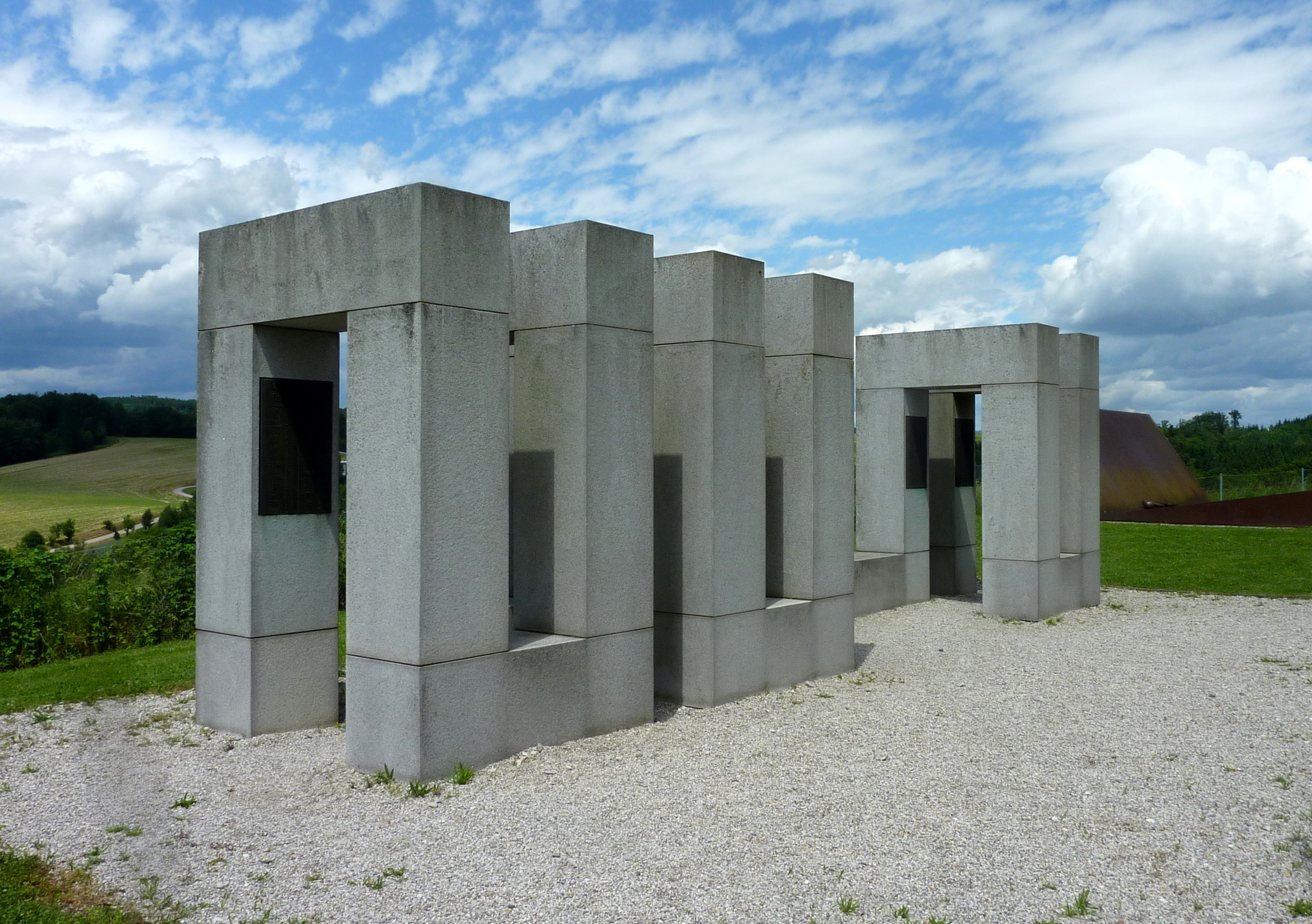
Niederländisches Nationalmonument von Appie Drielsma (1986) mit den Namen von 1660 in Mauthausen umgekommenen Niederländern

## Hauptlager

### Errichtung des Lagers

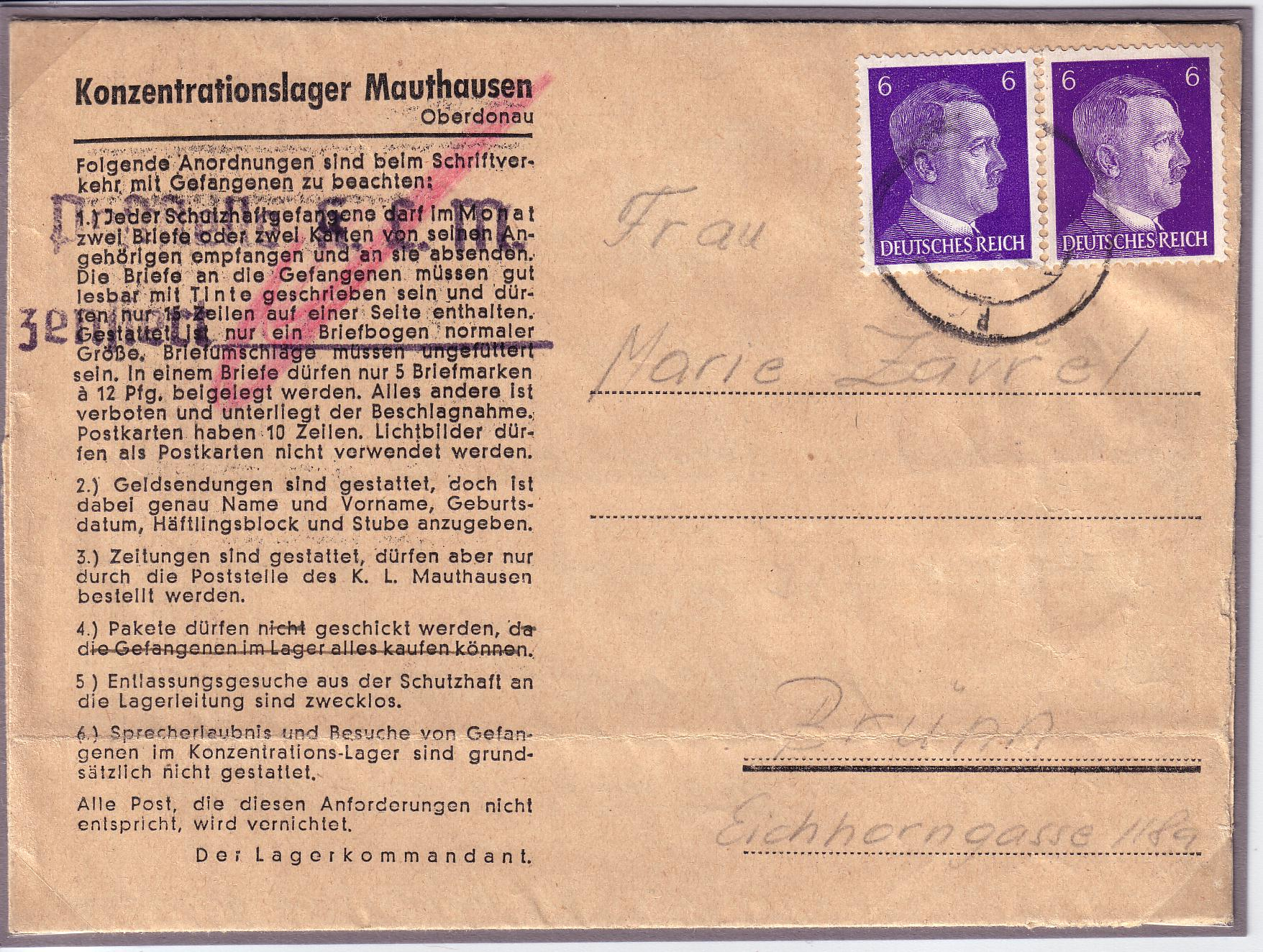
Häftlingsbrief aus dem Stammlager Mauthausen

Die Aufgabe der ersten Häftlinge war es, die ersten vier Baracken zu bauen und im Steinbruch zu arbeiten. Einige Monate später hatte das Lager schon 14 Baracken und ein Großteil der Häftlinge wurde im Steinbruch eingesetzt.
Das Lager wurde später in drei Teile geteilt: Lager I, II und III:
Als erstes wurde das Lager I errichtet. Diese ersten 20 Baracken wurden in den Jahren 1938 bis 1940 erbaut. Lager II bestand aus den Baracken 21 bis 24 und wurde im Jahre 1941 gebaut, und Lager III bestand aus sechs Baracken und wurde im Frühjahr 1944 erbaut.
Außerdem gab es noch das absichtlich irreführend so genannte Krankenlager, das sich südlich des Lagers I befand. Dieses Krankenlager wurde zunächst auch „Russenlager“ genannt, da es im Oktober 1941 eigentlich für sowjetische Kriegsgefangene gebaut wurde. Dieser Lagerteil bestand aus zehn Baracken.
Am 14. März 1943 wurden 684 Kranke aus dem Sonderrevier in das „Russenlager“ verlegt, das nun als Sterbeasyl diente und regelmäßig durch Selektionen oder durch „Aktionen“ zur Aufnahme weiterer ausgemergelter und kranker Gefangener vorbereitet wurde.
Im Frühjahr 1944 wurden im Hauptlager 9000 Häftlinge gezählt, von denen fast die Hälfte im Sanitätslager unversorgt vegetierten. Ende Januar 1945 kamen die meisten aus dem KZ Auschwitz und im Laufe des Februars aus Groß-Rosen und Sachsenhausen „evakuierten“ Gefangenen in das Sanitätslager. Die Ankunft der evakuierten Häftlinge aus den Wiener Lagern und der Niederdonau im April verschärfte die Situation noch einmal.
Neben dem Krankenlager gab es auch noch das Zeltlager, das sich nördlich des Lagers I befand. Es bestand aus sechs großen und acht kleinen Militärzelten, wurde im Dezember 1944 bezogen und gehörte bis zum 8. April 1945 zum Hauptlager.
Des Weiteren existierte ein Arrestgebäude, das 1939 bis 1940 erbaut wurde und 33 Zellen von je 5,4 m² enthielt. Dann gab es noch das sogenannte Krankenrevier, ein Steingebäude im Lager II, das nicht vollendet wurde, dessen linke Hälfte aber im Jahre 1944 bezogen werden konnte. Noch im April 1945 wurde dort ein dritter Krematoriumsofen in Betrieb genommen.
Als letztes gab es noch die Wäscherei- und Küchenbaracken, die in den Jahren 1938 bis 1941 erbaut wurden. Eine Normal-Baracke im Lager war 52,61 Meter lang und 8,22 Meter breit. Außerdem war sie in zwei Teile eingeteilt: Stube „A“ links und Stube „B“ rechts. Jede Stube bestand aus zwei Zimmern, den Aufenthaltsräumen und einem Schlafraum. Die meisten Häftlinge durften sich allerdings nur im Schlafraum aufhalten, da der Aufenthaltsraum den Häftlingsfunktionären auch als Schlafraum vorbehalten war.
Das Hauptlager wurde durch eine 2,5 Meter hohe Umfassungsmauer mit einer Länge von 1668 Metern gesichert. Gekrönt wurde die Mauer durch einen mit 380 Volt elektrisch geladenen Zaun. Die Ausnahme war der nördliche Teil von Lager I, wo an der Rückfront der Baracken 5, 10 und 15 nur elektrischer Zaun war. Das Krankenlager hatte zur Sicherung einen doppelten Stacheldrahtzaun, der mit Starkstrom geladen war. Die Gesamtfläche der Lager I, II und III betrug, mit dem Appellplatz zusammen, etwa 25.000 m², das Krankenlager hatte ungefähr eine Größe von 15.000 m² und das Zeltlager von 16.000 m².

### Grausamkeiten der SS
Der Alltag im Lager war so ausgelegt, dass er den Häftling „zerstörte“, ihm seine Würde raubte und ihn so stark quälte wie möglich. Die Häftlinge mussten sich jedem Befehl unterordnen, und die SS-Männer hatten eine unerschöpfliche Fantasie, was das „Zerstören“ und Demütigen der Häftlinge anging. Die Häftlinge mussten z. B. stundenlang strammstehen oder in der Nacht 10 bis 20 Mal aus den Fenstern springen und sich im Dreck wälzen und danach ihre Kleider waschen. Einen detaillierten Erlebnisbericht über die Schikanen der SS legte Erwin Gostner 1945 vor; Gostner war Beamter des Sicherheitsbüros der Polizei Innsbruck, wurde 1938 verhaftet und kam von Dachau nach Mauthausen.
Während der Mauthausener Typhus-Epidemien 1940–1941 wurden jeden Abend schikanöse Lauskontrollen durchgeführt. Oft wurde ein Häftling einfach erschlagen oder ertränkt, wenn er Läuse hatte. Kaum drastischer konnte die Aufschrift der in den Mauthausener Baracken angeschlagenen Plakate (auf gelbem Grund eine große schwarze Laus) praktiziert werden: Eine Laus – Dein Tod.

#### Todesstiege

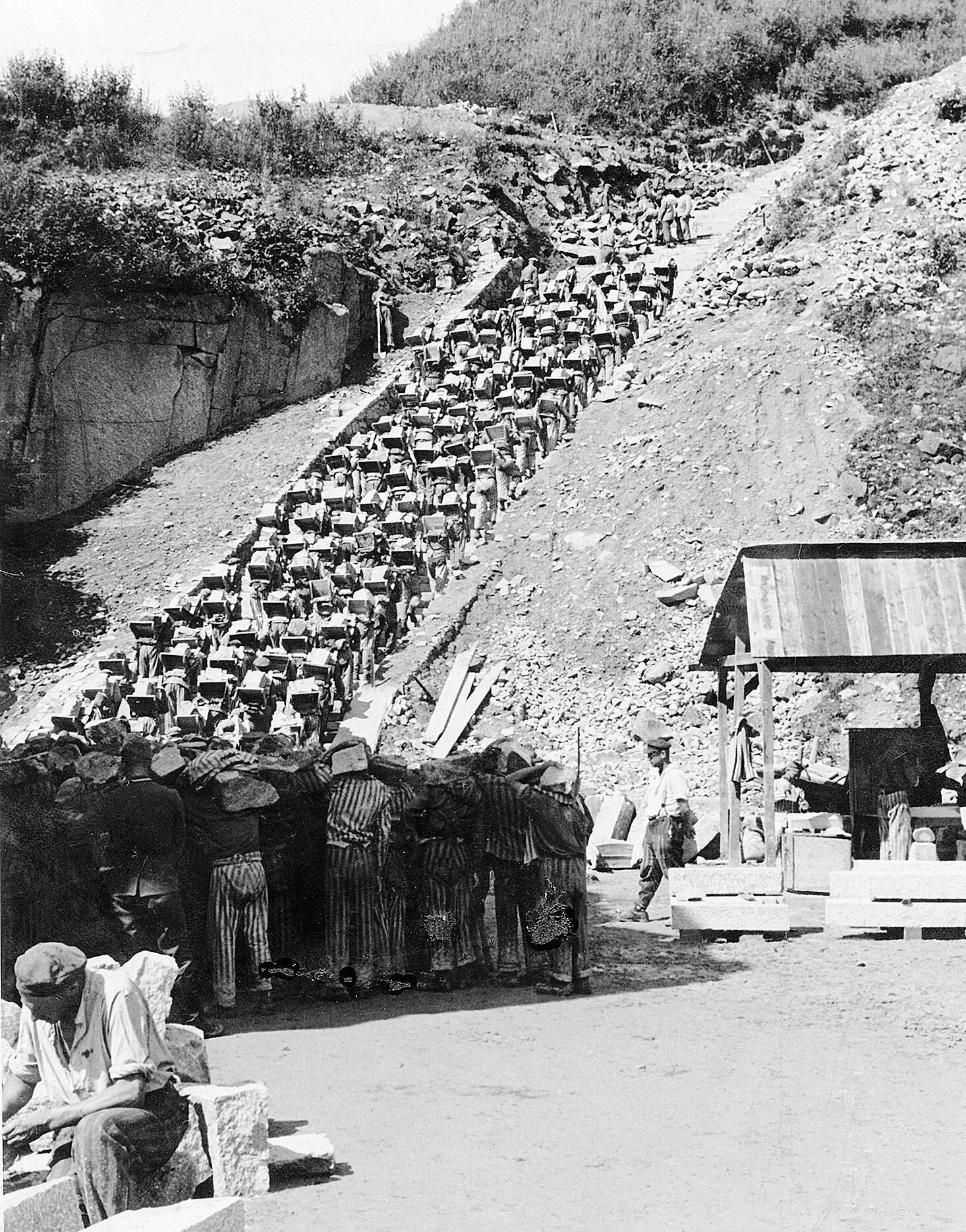
Ein von der SS erstelltes Foto im Steinbruch des KZ Mauthausen. Die Häftlinge mussten oft im Laufschritt und unter Schlägen arbeiten, gerieten unter die Räder von Güterloren oder stürzten bei der Arbeit als „Steinträger“ über die Treppe, wobei sie andere mit in den Tod rissen.

Zu den besonders schweren Grausamkeiten gehörte die sogenannte Todesstiege, eine Steintreppe, die den Steinbruch „Wiener Graben“ mit dem eigentlichen Konzentrationslager Mauthausen verband. Die Beteiligten des Steinträgerkommandos schleppten mehrmals täglich Granitblöcke über die insgesamt 186 Stufen der Treppe 31 Meter nach oben. Die „Todesstiege“ war der Ort zahlreicher Unfälle und Morde an Häftlingen, verübt durch Kapos und die SS-Wachmannschaft.
Inschrift am Fuß der Todesstiege:

„Ihre heute gleichmäßigen und normal hohen Stufen waren zur Zeit des Konzentrationslagers willkürlich aneinandergereihte, ungleich große Felsbrocken der verschiedensten Formen. Die oft einen halben Meter hohen Felsbrocken erforderten beim Steigen größte Kraftanstrengung. Die SS vergnügte sich unter anderem damit, die letzten Reihen einer abwärts gehenden Kolonne durch Fußtritte und Kolbenhiebe zum Ausgleiten zu bringen, sodass sie im Sturze, ihre Vordermänner mitreißend, in einem wüsten Haufen die Stufen hinunterkollerten. Am Ende eines Arbeitstages, wenn der Aufmarsch ins Lager mit einem Stein auf der Schulter begann, trieben die den Abschluss bildenden SS-Leute Nachzügler mit Schlägen und Tritten an. Wer nicht mitkonnte, endete auf dieser Todesstiege.“

#### „Fallschirmspringerwand“

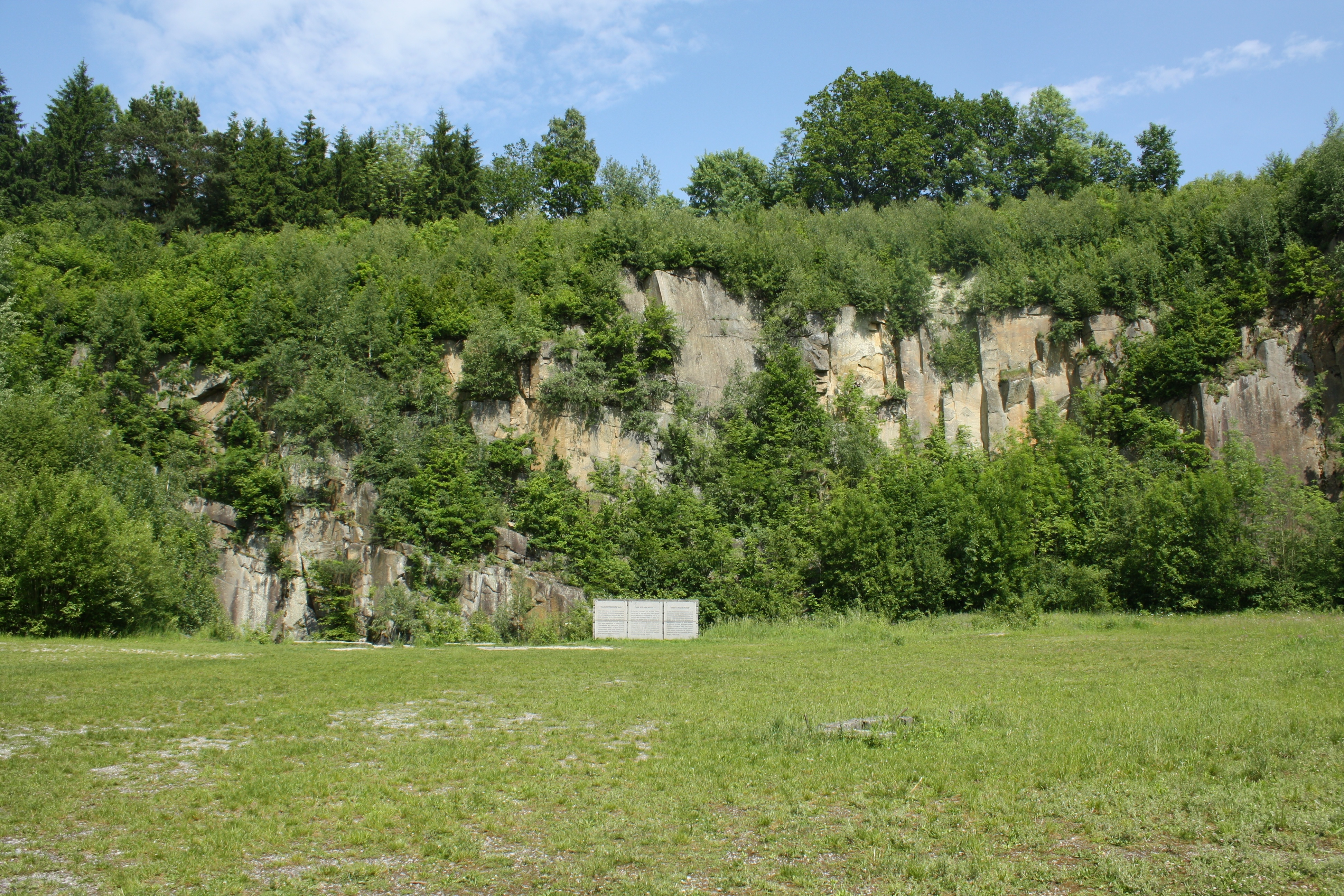
„Fallschirmspringerwand“

Der Weg vom Kopf der Todesstiege hinauf ins Lager führt teilweise knapp am Abbruchhang des Steinbruchs vorbei. Eine 50 Meter hohe, fast senkrechte Felswand wurde von der SS dazu missbraucht, Häftlinge hinabzustoßen, wo ihre Körper entweder durch den Aufprall auf dem Stein zerschmettert wurden oder sie im Regenwasserteich ertranken.
Inschrift am Fuß der „Fallschirmspringerwand“:

„Diese steile Wand im Steinbruch wurden viele hunderte Häftlinge hinuntergeworfen. Sie zerschellten am Fuße der Wand oder ertranken in den tiefen Wassertümpeln. Oft stürzten sich auch Häftlinge, die die Qualen nicht mehr aushalten konnten diese Wand hinunter. Die SS nannte diese Todgeweihten mit grausigem Scherz ‚Fallschirmspringer‘. Die erste Gruppe niederländische Juden, die im Sommer 1942 nach Mauthausen kam, wurde von der SS diese Wand hinuntergeschleudert.“

Simon Wiesenthal berichtet:

„Juden in Mauthausen wurden selten erschossen. Für sie war der ‚Wiener Graben‘ bestimmt. An einem einzigen Tag, am 31 März 1943, wurden vor den Augen Heinrich Himmlers 1.000 niederländische Juden aus einer Höhe von über 50 Metern hinuntergeworfen. Die SS nannte sie ‚Fallschirmspringer‘. Das braune Volk amüsierte sich!“

### Lagerstrafen

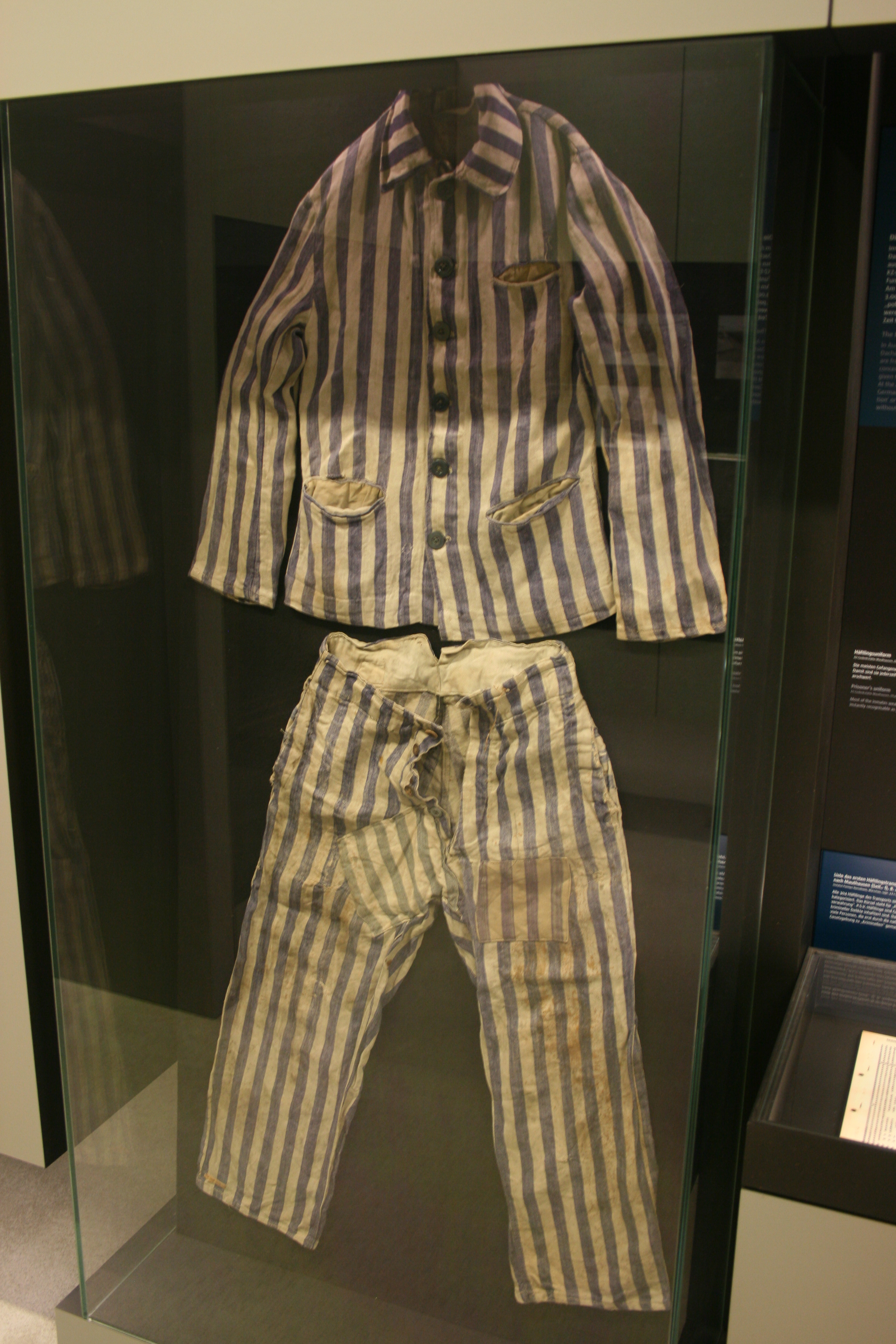
Die gestreifte Häftlingsuniform im KZ Mauthausen, damit die Häftlinge immer als solche erkennbar sind und jeder Fluchtversuch unterbunden wird

Der Tagesablauf des Lagers war anders als der Tagesablauf anderer Konzentrationslager, was vor allem daran lag, dass der SS-Gruppenführer Theodor Eicke seine ganz besonderen Methoden hatte, ein Lager zu führen – vor allem was seinen Strafkatalog betraf. Diese Strafen begleiteten den gesamten Tagesablauf. Eicke hatte vorher „Erfahrung“ im KZ Dachau gesammelt. So übernahm er auch die im KZ Dachau erlassenen Strafverordnungen.
Die offiziellen Strafmaßnahmen im Konzentrationslager Mauthausen waren Ordnungsstrafen (Essensentzug, Strafarbeit), Arreststrafen, Dunkelarrest und Körperstrafe. Zu den Ordnungsstrafen gehörten im Allgemeinen Strafarbeit unter Aufsicht eines SS-Unterführers, ein „Briefschreibverbot“ bzw. ein Verbot, Briefe zu empfangen, Essensentzug bei voller Beschäftigung und schlimmstenfalls die Einweisung in die Strafkompanie des Konzentrationslagers (bis zum Herbst 1943 und für nahezu alle Ausländer), was einem Todesurteil gleichkam. Die Strafkompanie hatte die härteste Arbeit zu leisten, so z. B. das Hochtragen der schweren Granitblöcke über die sogenannte „Todesstiege“. Damit wurde die Treppe bezeichnet, welche vom Steinbruch aus hinauf zum Lager führte, wobei der Zustand nicht dem einer Treppe entsprach, da sie sehr steil und die Stufenabstände sehr unterschiedlich waren. Heute sind die 186 Stufen der Treppe leichter zu begehen, da die Treppe renoviert wurde. Die Arreststrafen waren meist mit Stockschlägen verbunden; der verschärfte Arrest wurde in der Dunkelkammer vollzogen, ohne die Möglichkeit zum Hinlegen bzw. Sitzen. Zur körperlichen Züchtigung gehörte vor allem das Schlagen mit einem Ochsenziemer. Die Anzahl der Schläge lag zwischen 5 und 75. Waren es mehr als 25 Schläge, musste der Häftling, egal welcher Nationalität, laut auf Deutsch mitzählen, und verzählte er sich oder machte einen Fehler, wurde von vorne angefangen. Laut Vorschriften sollte die Strafhandlung nur im Beisein eines SS-Arztes stattfinden, was aber nie der Fall war.
Aufgrund einer Weisung von Heinrich Himmler vom 2. Dezember 1942 sollte die „Prügelstrafe nur noch als letztes Mittel angewandt werden“. Dadurch musste man eine Prügelstrafe immer bei der Inspektion der Konzentrationslager anmelden, was dem Lagerführer oft viel zu kompliziert war. Von diesem Datum an wurde die Prügelstrafe im Lager nur noch sehr selten angewandt. Als weitere Disziplinarbehandlung gab es das sogenannte Tor- oder Strafstehen. Die betroffenen Häftlinge mussten dafür stundenlang, Tage und Nächte in der Nähe des Lagertores stehen, während sie von vorbeigehenden SS-Männern „zum Spaß“ geschlagen oder getreten wurden. Eine der schlimmsten Misshandlungen bzw. Strafen war das „Pfahlhängen“, das oft in Mauthausen verübt wurde. Dabei wurden dem Häftling „die Hände mit einem etwa fingerdicken Strick auf dem Rücken zusammengebunden. An diesem Strick wurde das Opfer dann am Querbalken einer Baracke in etwa 2 Meter Höhe aufgehängt, so dass der Körper frei in der Luft schwebte. Das ganze Körpergewicht lastete auf den nach rückwärts gebogenen Gelenken.“ Diese Tortur führte zu großen Dehnungsschmerzen der Muskulatur, zu Bewusstseinsverminderung und nach 30 Minuten zur Bewusstlosigkeit.

### Krematorien

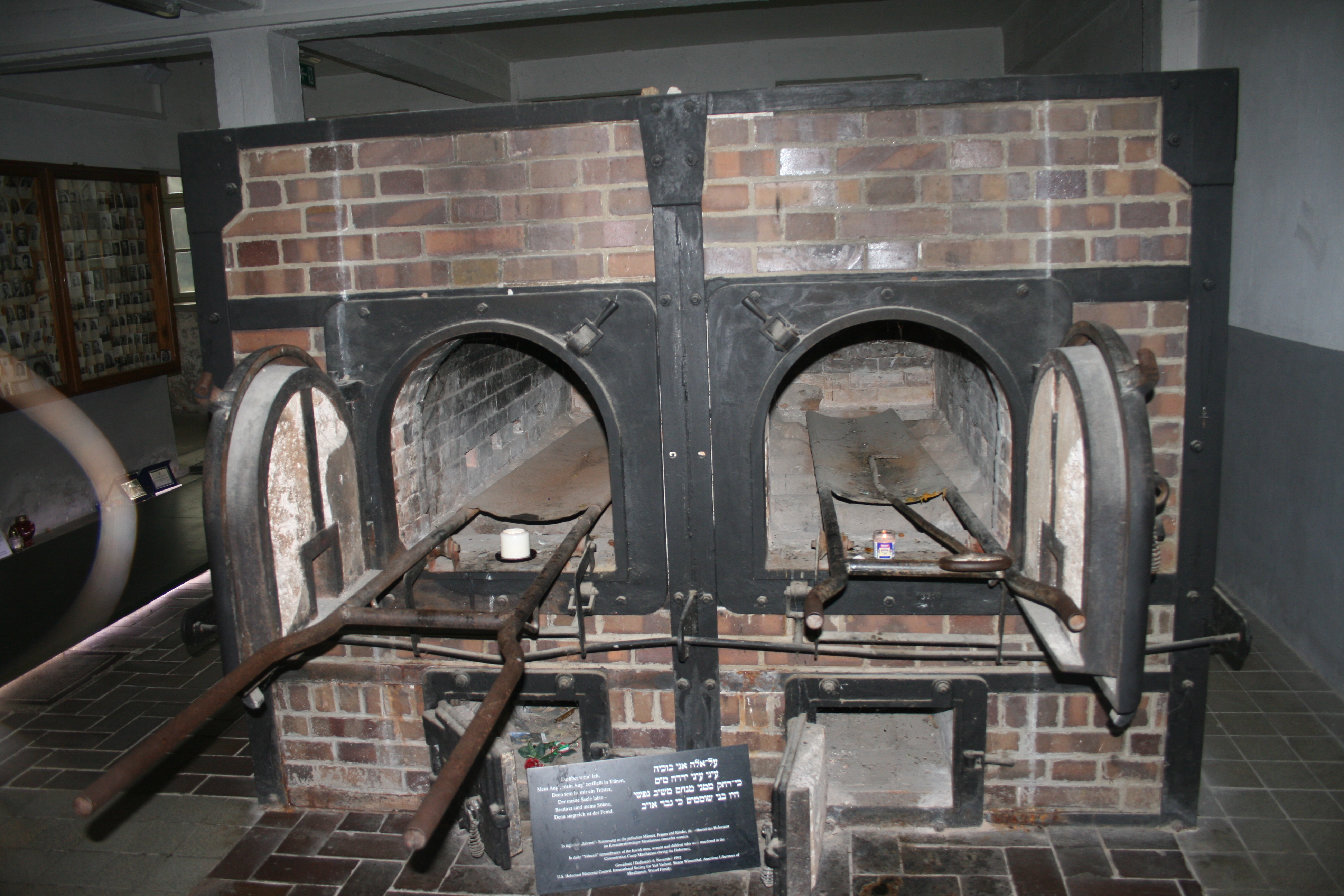
Krematoriumsofen Nr. 3 im ehemaligen KZ Mauthausen

Bis Mai 1940 wurden die Leichen der Mauthausener Häftlinge in den Krematorien von Steyr und Linz verbrannt. Lagereigene Krematorien wurden ab 1940 in Mauthausen und Gusen, später auch in den Außenlagern Melk und Ebensee errichtet. Die Firmen Kori und J. A. Topf & Söhne errichteten im Hauptlager Mauthausen insgesamt drei Ofenanlagen, die sich im Kellerbereich von Arrestgebäude und Krankenrevier befanden und zuletzt aus drei Einäscherungsöfen unterschiedlicher Bauart bestanden. Sie waren nicht gleichzeitig im Einsatz, da der Doppelmuffel-Verbrennungssofen (Nr. 3) erst im April 1945 in Betrieb genommen wurde, als der Einäscherungsofen Nr. 2 aus Heizölmangel bereits stillgelegt war. In den Ofenanlagen wurden bis zu acht Leichen gleichzeitig eingeäschert, die Asche zumeist bei der sogenannten „Aschenhalde“ über die Böschung gekippt oder auch auf verschiedenen Baustellen verstreut.
| Ofen Nr. | Hersteller   | Brenn- kammern | Heizmittel | Standort im KZ Mauthausen                                                 | Betriebszeitraum                                                                          | Verbleib |
| -------- | ------------ | -------------- | ---------- | ------------------------------------------------------------------------- | ----------------------------------------------------------------------------------------- | --- |
| 1        | Kori         | 1              | Hüttenkoks | Untergeschoß des Arrestgebäudes                                           | 5. Mai 1940 – Mai 1945                                                                    | am ursprünglichen Aufstellungsort                                                                                           |
| 2        | Kori         | 1              | Heizöl     | Hinrichtungsraum im Untergeschoß zwischen Arrestgebäude und Krankenrevier | 21. Mai 1942 – Anfang 1944, aufgrund des kriegsbedingten Ölmangels von der SS stillgelegt | Nach Befreiung demontiert, von Überlebenden in die ČSR mitgenommen, Bauteile heute in der Gedenkstätte Terezín eingelagert. |
| 3        | Topf & Söhne | 2              | Hüttenkoks | Untergeschoß des Krankenreviers                                           | 10. April 1945 – Mai 1945                                                                 | am ursprünglichen Aufstellungsort                                                                                           |

Beim Verbrennungsofen Nr. 3 handelt es sich um einen Doppelmuffelofen des Typs „D-57253 Modell Auschwitz“ von Topf & Söhne, wie er von der SS u. a. auch im Nebenlager Gusen verwendet wurde.

### Unzureichende Verpflegung
Die Verpflegung in Mauthausen:

„Morgens: Etwa 5 Deziliter Extraktsuppe mit etwas Fett oder 5 Deziliter meistens ungezuckerten schwarzen Ersatzkaffee. Mittags: 7 bis 10 Deziliter Steckrübeneintopf, der aus etwa 200 g geriebenen Futterrüben, 50 g Kartoffeln, 20 g Fett, 20 g Fleisch, etwas Mehl oder Nährmittel und Wasser bestand. Abends: 300 bis 400 g Graubrot und 25 g Wurst oder seltener 25 g Margarine. Samstag abend oder auch Sonntag gab es statt der Wurst einen Esslöffel Marmelade und einen Esslöffel Topfen.“

Der Energiegehalt der Nahrung reichte nicht annähernd für die schwere Arbeit, die die Häftlinge zu verrichten hatten. In manchen Außenlagern war die Situation besser. Dennoch waren die meisten Häftlinge unterernährt. Kranke erhielten ab 1942 nur die halbe Ration der Arbeitenden.

„Aus Hunger wurden im Revier, d. h. im Lager-Krankenhaus ‚Leichen gezüchtet‘. Starb ein Häftling in den schwer zugänglichen oberen Betten, dann verheimlichten die Nachbarn seinen Tod und ‚fassten‘ für ihn. Mit der Leiche schliefen sie eventuell auch die ganze Nacht. Mein Nachbar im 20. Block züchtete sich eine Leiche 2 Tage hindurch.“

### Arbeitseinsatz
Der Arbeitseinsatz betrug immer 11 Stunden. Ausgenommen davon waren die Steinmetzlehrlinge mit einem Arbeitseinsatz von 9 Stunden. Geweckt wurden die Häftlinge um 4:45 Uhr im Sommer und im Winter um 5:15 Uhr. Jeden Morgen spielte sich dann die gleiche Prozedur ab: Die Häftlinge mussten sofort aufstehen und ihre Betten perfekt machen, dann schnell sich anziehen und für die Toiletten und das Bad anstehen (8 Toiletten und 5 Minuten Zeit für 250 bis 600 Häftlinge), danach schnell den Spind ordnen und danach wieder anstehen – dieses Mal für das Essen. Danach erfolgte vor den Baracken die Formierung des Zuges für den Zählappell. Dieser war immer gleich: In Zwanzigerreihen barackenweise rechts und links geordnet, warteten die Häftlinge auf dem Appellplatz auf das Erscheinen der SS-Leute. Nach einem Rapport und einem „Mützen ab, Mützen auf“ war der Appell beendet und vom Lagerältesten kam der Ruf: „Arbeitskommando formieren“. Nach kurzer Zeit konnten dann die Kolonnen zu ihren jeweiligen Arbeitsstätten marschieren. Bis Frühjahr 1944 erfolgten täglich drei Zählappelle, jeweils am Morgen, am Nachmittag und ein letztes Mal am Abend. Danach gab es dann nur noch zwei, morgens und abends. Die Häftlinge, die in den Werkstätten und innerhalb des Hauptlagers ihren Arbeitseinsatz verrichteten, mussten auch weiterhin mittags zum Appell antreten, außer dem Bedienungspersonal, das in den SS-Unterkünften und Revieren arbeitete. Abends, nach der Rückkehr der Häftlinge von der Arbeit, je nach Jahreszeit ab 18:00 Uhr oder ab 19:00 Uhr, fand dann der Abendappell statt. Dieser Appell wurde immer exakt ausgeführt, da die dafür benötigte Zeit von der Freizeit der Häftlinge abgezogen wurde. Wenn es gut ging, dauerte der Appell nur 30 Minuten, manchmal aber auch ein bis zwei Stunden und in Sonderfällen, wie z. B. einer Hinrichtung oder Flucht, bis zu drei Stunden. Nach dem Appell wurde das Essen ausgeteilt. Theoretisch hatten die Häftlinge dann bis 20:45 Uhr frei, dazu kam es allerdings fast nie, denn man musste lange für die Toiletten- und Waschräume anstehen. Um 20:45 Uhr mussten dann alle Häftlinge in ihren jeweiligen Baracken sein, und ab 21:00 Uhr war Bettruhe. Allerdings wurden abends sehr oft Laus-, Kleider- oder Spindkontrollen angeordnet, um die Häftlinge zu schikanieren und ihre Nachtruhe zu kürzen. So konnten die Häftlinge oft nur sechs Stunden schlafen.

### Freizeit

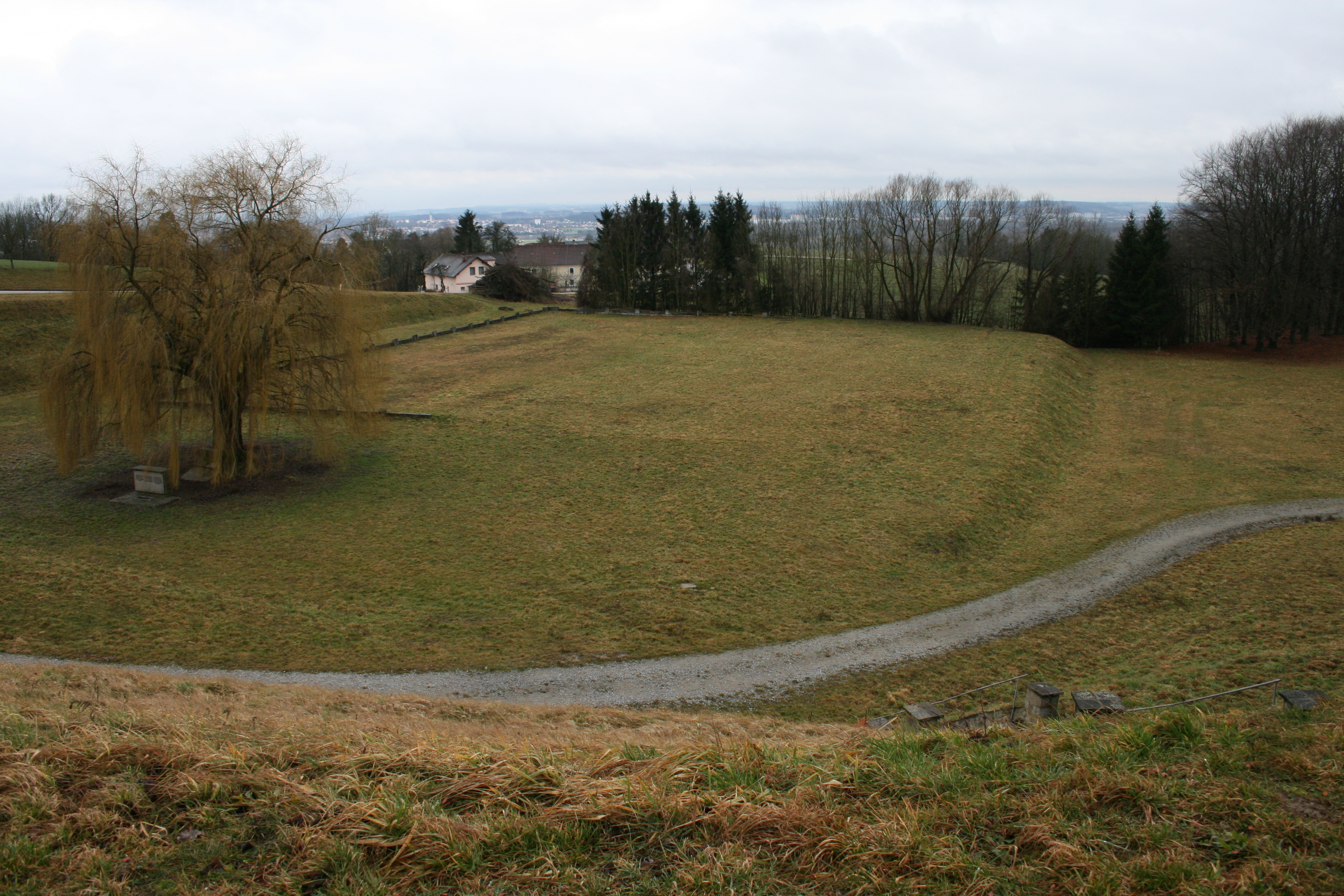
SS-Sportplatz beim KZ Mauthausen

Am Sonntagnachmittag hatten die Häftlinge frei. Sie nutzten ihre Freizeit dazu, die Häftlingskleidung zu richten, Flickarbeiten vorzunehmen, Socken zu stopfen (wenn sie welche hatten, die Mehrzahl der Häftlinge besaß nur Fußlappen), die Haare zu schneiden und sich zu rasieren. Selten gab es sonntags auch Auftritte der Häftlingskapelle oder Box- bzw. Fußballturniere. Allerdings hatten nur wenige Häftlinge die Kraft, daran teilzunehmen. Ab 1943 gab es in Mauthausen dann auch Fußballmannschaften der einzelnen Volksgruppen.

## Giftgas im Konzentrationslager Mauthausen
Morde an Häftlingen mittels giftiger Gase wurden zwischen 1941 und 1944 in Hartheim begangen, zwischen 1941 und 1942 mit einem Gaswagen zwischen Mauthausen und Gusen und von 1942 bis 1945 in einer Gaskammer auf dem Gelände selbst.

### Tarnbezeichnungen
Die im Konzentrationslager Mauthausen eingerichteten Hinrichtungsstätten (Galgen, Erschießungsstätten, Gaskammer), Krematorien und Bordelle wurden als Sonderbauten bezeichnet. Im offiziellen Sprachgebrauch wurde die Gaskammer als „Desinfektions-Anstalt“ getarnt, Transporte in die Vergasungsanstalt Hartheim wurden durch die Bezeichnung „Sanatorium Dachau“, „Heil- und Pflegeanstalt Ybbs an der Donau“, „Erholungsheim“, „Erholungslager“ und „Sanatorium Bad Ischl“ verschleiert.

### Gaskammer

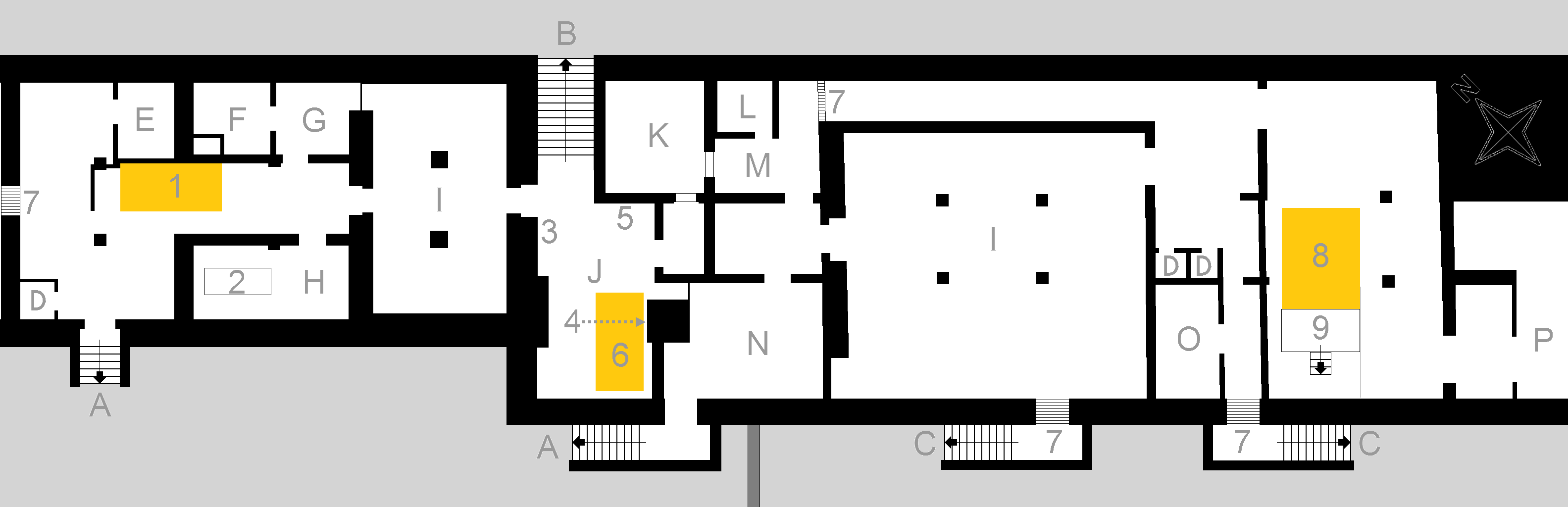
KZ Mauthausen, Keller unterhalb des Arrest- sowie des Revierblocks: A – Treppe zum Hof des Arrestblocks; B – Treppe zum Appellplatz; C – Treppe zum Hof des Revierblocks; D – Toilette; E – Aufenthalts- und Waschraum; F – SS-Dienstzimmer; G – Maschinenraum; H – Sezierraum; I – Leichenkühlraum; J – Exekutionsraum; K – Gaskammer; L – Gaszelle; M – Geräteraum; N – Auskleideraum; O – Waschraum; P – Keller des Revierblocks; 1 – Einäscherungsofen Nr. 1; 2 – Seziertisch; 3 – Galgen; 4,5 – Genickschussanlagen; 6 – Standort des Einäscherungsofens Nr. 2; 7 – vermauerte Zugänge; 8 – Einäscherungsofen Nr. 3; 9 – Abgang für Ofenbedienung.

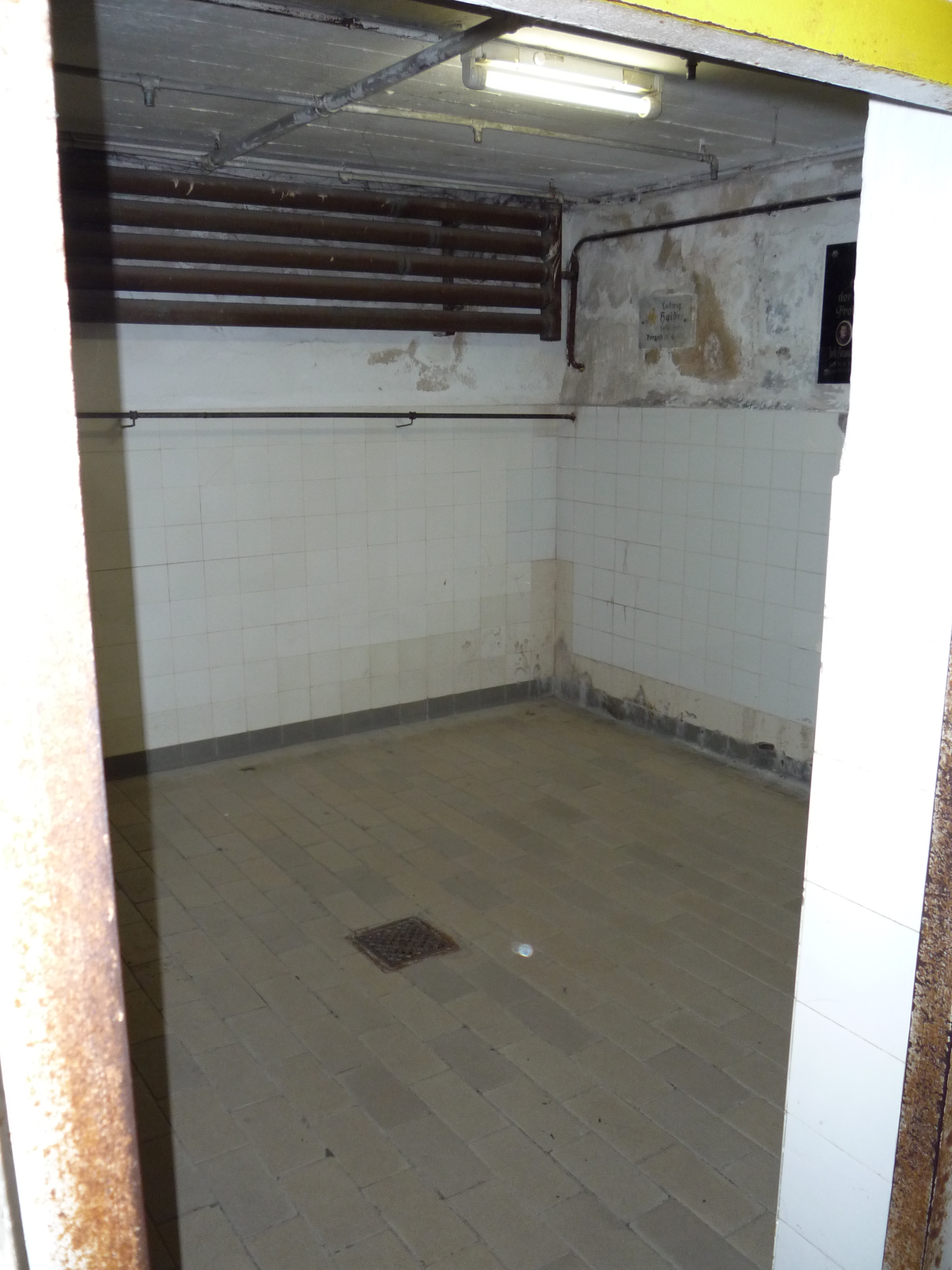
Ehemaliges KZ Mauthausen, Blick in die frühere Gaskammer (Zustand 2009)

Die Gaskammer wurde, in unmittelbarer Nähe des Krematoriums, im Herbst 1941 im Keller des Rohbaues des Krankenreviers errichtet. In einem kleinen Nebenraum befand sich die Einrichtung, mit der das Gas Zyklon B in die Kammer geleitet wurde. Die Vergasungen leitete hauptsächlich der Kommandoführer des Krematoriums, SS-Hauptscharführer Martin Roth, aber auch andere SS-Führer wie der Standortarzt Eduard Krebsbach leiteten solche Mordaktionen und bedienten das Gaseinfüllungsgerät. In der Gaskammer wurden jeweils 30 bis 80, in Einzelfällen bis zu 100 Personen ermordet. Über die Fertigstellung und den Beginn der Vergasungen herrscht in der Forschung keine Einigkeit, jedoch wurde von keinem SS-Führer in den Prozessen nach dem Krieg die Existenz einer Gaskammer geleugnet. Der Lagerkommandant Franz Ziereis gab bei einer Befragung am 24. Mai 1945 zur Gaskammer an:

„Im Lager Mauthausen wurde auf Anordnung des SS-Standortarztes Dr. Krebsbach eine Vergasungsanstalt gebaut, die als Baderaum getarnt war. In diesem getarnten Raum wurden Häftlinge mit Zyklon B vergast …“

Als Termine der Fertigstellung und Inbetriebnahme werden entweder der März oder der Mai 1942 genannt. Die Gaskammer wurde zunächst fast ausschließlich für offiziell angeordnete Exekutionen verwendet und erst in der letzten Kriegsphase auch zur Ermordung von Kranken oder zur Arbeit Untauglichen. Genaue Opferzahlen konnten nicht festgestellt werden, doch wird auf Grundlage der vorhandenen Unterlagen und der Zeugenaussagen eine Mindestzahl von 3455 genannt, die in der Mauthausener Gaskammer ermordet wurden. Noch im April 1945 wurden 1200 bis 1400 Menschen in der Mauthausener Gaskammer ermordet. Die letzte Vergasung in einem nationalsozialistischen Konzentrationslager fand am 28. April 1945 in der Mauthausener Gaskammer statt.
Die Baulichkeiten der Gaskammer sind weitgehend erhalten geblieben, jedoch findet der heutige Besucher nicht den Originalzustand vor. Vor der Befreiung des Lagers ließ die SS technische Einrichtungen der Gaskammer wie Türen, Abluftventilator und Gaseinfüllstutzen demontieren und auf dem Gelände einlagern. Sie wurden dort von der US Army aufgefunden, im „Taylor-Report“ beschrieben und abgebildet, gingen jedoch bis auf den Ventilator verloren. Bei der Einrichtung der Gedenkstätte 1948/1949 wurde die Gaskammer mit anderen Türen rekonstruiert und die Mauer der angrenzenden Gaszelle neu errichtet. Es ging den überlebenden Häftlingen um Veranschaulichung und eine würdige Gedenkstätte, nicht um eine wissenschaftliche Dokumentation. Diesen Mangel machten sich Revisionisten zunutze, die die frühere Existenz einer Gaskammer leugneten oder von einer „Attrappe“ sprachen. Die im Jahre 2009 ermittelten bauarchäologischen Befunde belegen jedoch die früher gemachten Angaben zur Gaskammer.

### Vergasungswagen
In Mauthausen gab es einen Vergasungswagen, der 1941 von der Lagerschlosserei hergestellt wurde. Eingesetzt war er laut Zeugenaussagen von Herbst 1941 bis Sommer oder Herbst 1942. Der Wagen fuhr die etwa fünf Kilometer lange Strecke zum Nebenlager Gusen, während dieser Fahrt wurden arbeitsunfähige oder kranke und körperschwache Häftlinge ermordet. Nach Zeugenaussagen gab es bis zu 40 Fahrten, was eine Opferzahl von mindestens 900 Häftlingen bedeutet.

### Gaskammer in Schloss Hartheim
Nach Ende der Aktion T4 im August 1941 wurden die bestehenden Anlagen in Schloss Hartheim und das dazugehörige Personal nahtlos genutzt, um für die im April 1941 angelaufene Aktion 14f13 als arbeitsunfähig eingestufte Häftlinge zu ermorden und einzuäschern. Bis zum letzten Häftlingstransport am 11. Dezember 1944 wurden schätzungsweise 12.000 Häftlinge aus Mauthausen, Gusen und anderen Konzentrationslagern dort umgebracht.

## Nebenlager des Konzentrationslagers Mauthausen
Das Konzentrationslager besaß über 40 Außenlager, die größten waren in Gusen, Ebensee und Melk. Viele der Häftlinge in den Außenlagern mussten für die Rüstungsindustrie, z. B. beim Bau von Flugzeugteilen, Gewehren, Panzern oder beim Errichten von unterirdischen Stollenanlagen für die Rüstungsproduktion, arbeiten. Ein großer Teil der Außenlager befand sich in Oberösterreich und in der Nähe von Wien. Kurz vor Kriegsende waren über drei Viertel der Gefangenen im Lagersystem Mauthausen in den Außenlagern inhaftiert. Von den mindestens 90.000 Opfern des Lagersystems Mauthausen sind vermutlich ca. ein Drittel im Stammlager in Mauthausen gestorben, ein Drittel in Gusen und ein Drittel in den übrigen Außenlagern.

### Gusen I, II und III
Der Aufbau des Nebenlagers Gusen I begann 1939, damals noch unter dem Namen KL Mauthausen/Unterkunft Gusen. Gusen lag 4,5 Kilometer westlich von Mauthausen. Aufgebaut wurde das Lager am Anfang von zwei Arbeitskommandos, bestehend aus 400 österreichischen und deutschen Häftlingen, die jeden Morgen vom Konzentrationslager Mauthausen nach Gusen marschieren mussten. Der Aufbau dieses Gusener Teiles des KZ-Doppellagersystems Mauthausen/Gusen wurde erforderlich, da die von KZ-Häftlingen in Gusen geleisteten Tagwerke bereits 1939 die von Häftlingen im DEST-Betrieb Wiener Graben geleisteten Tagwerke deutlich überstiegen. Im März 1940 waren die ersten Baracken fertig und wurden auch gleich von den Mitgliedern der beiden Arbeitskommandos belegt. Doch bereits am 24. Mai des gleichen Jahres wurden 200 Häftlinge als „Kranke“ ins Konzentrationslager Mauthausen rückverlegt. Und so wurden am nächsten Tag die übrig gebliebenen Häftlinge als die ersten Gusener Häftlinge registriert. Allerdings trafen am gleichen Tage noch 1082 Polen aus dem KZ Dachau ein. In Gusen wurde den Häftlingen mitgeteilt, dass sie nun „zu brauchbaren Menschen des Dritten Reiches umgeschult werden“. In den darauffolgenden Monaten kamen weiter 4000 polnische Intellektuelle nach Gusen zur „Umschulung“.
Das Konzentrationslager Gusen I bestand aus 34 Baracken, davon 24 Häftlingsbaracken, zwei Werkstatt- und Magazinbaracken sowie sechs Krankenbaracken, denen im Winter 1943/44 noch vier weitere folgten. Außerdem gab es noch zwei Steingebäude. Im Winter 1940/41 wurde dann in Gusen I auch ein ortsfestes Krematorium gebaut, in dem ab dem 29. Januar 1941 Häftlingsleichen verbrannt wurden. Die Häftlinge des KL Gusen I mussten unter anderem in den Gusener Steinbrüchen, im Stollenbau und in der Waffenindustrie (Hirtenberger Patronenfabrik) arbeiten, wo sie beispielsweise Teile für Karabiner, Maschinenpistolen oder Daimler-Benz-Flugzeugmotoren für den DEST-Kooperationspartner Steyr-Daimler-Puch AG herstellten. Der Tarnname für diese Fertigung lautete z. B. „Georgenmühle“.

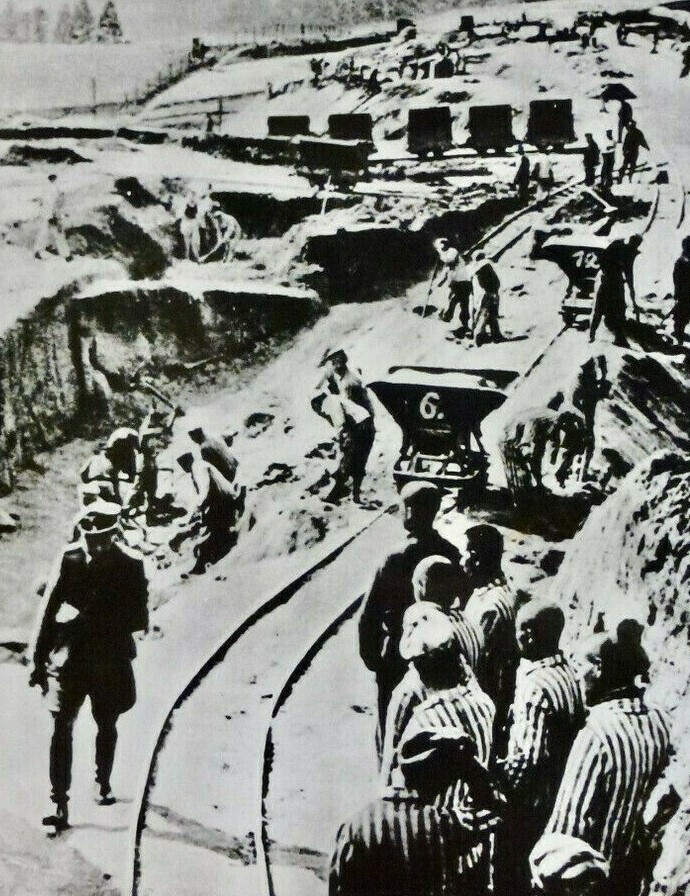
Schwere körperliche Arbeit prägte den Arbeitsalltag der Häftlinge.

Am 9. März 1944 wurde das Lager Gusen II eröffnet. Es war für bis zu 16.000 Häftlinge gebaut worden, welche im Stollenausbau für das streng geheime Luftwaffen-Projekt „B8 Bergkristall“ zur Fließbandfertigung von Messerschmitt-Me-262-Düsenjägern arbeiten mussten. Weitere Tarnnamen für die streng geheime Fertigung in Gusen II waren auch „Esche II“ oder „Linz 2“.
Ungefähr zehn Monate später, im Dezember 1944, wurde Gusen III für weitere 262 Häftlinge eröffnet. Die Häftlinge von Gusen III mussten beim Bau der Großbäckerei Lungitz und in einem Ersatzteillager für die Fertigungsbetriebe der Messerschmitt GmbH in St. Georgen und Gusen arbeiten.
Da die Maxime der Konzentrationslager Gusen I, II und III „Vernichtung durch Arbeit“ lautete, wurden dort rasch alle Häftlinge, die krank oder schwach waren, ermordet beziehungsweise zu Tode gebracht. In den Konzentrationslagern Gusen waren insgesamt 67.677 Häftlinge inhaftiert, von denen 31.535 offiziell getötet wurden. Rechnet man zu dieser Zahl z. B. noch die unzähligen Häftlinge dazu, die in Gusen nicht einmal registriert, in der NS-Tötungsanstalt Hartheim ermordet oder zum Sterben in das „Sanitätslager Mauthausen“ überstellt wurden oder die nach der Befreiung starben, sind den Konzentrationslagern von Gusen 44.602 Opfer zuzurechnen. Die Lager Gusen wurden am 5. Mai 1945 von der US-Armee befreit.
Ein Teil der Steinbruchbetriebe wurde bis in die 1950er Jahre durch das sowjetstaatliche Unternehmen Granitwerke Gusen weitergeführt. 1965 wurde das Memorial Gusen eingeweiht und 2004 um das Besucherzentrum Gusen ergänzt. Seit 2007 führt auch der Audioweg Gusen durch die Areale der ehemaligen Konzentrationslager Gusen I und Gusen II.

### Melk
Das Außenlager Melk in der Birago-Kaserne wurde am 21. April 1944 für 500 Häftlinge eröffnet und bestand genau ein Jahr lang. Es war in den Gebäuden der Pionierkaserne oberhalb des Ortes untergebracht und verfügte über ein eigenes Krematorium. Wie die Häftlinge im Nebenlager Ebensee mussten auch die Häftlinge in Melk, zu denen viele Kinder und Jugendliche gehörten, Stollen in den Berg treiben. Das Nebenlager Melk lief unter dem Tarnnamen „Quarz“, da die Stollen im Großteil durch Quarzgestein getrieben wurden. Die Häftlinge mussten in drei Schichten ohne Sicherheitsvorkehrungen und bei ungenügender Sicherung der Stollen arbeiten. Es kam daher oft zu Todesfällen, und regelmäßig mussten Transporte aus Mauthausen „Häftlingsnachschub“ bringen. Im Winter 1944/45 wurden dann sechs Stollen fertiggestellt, alle für die Steyr Daimler Puch AG, die dort Kugellager produzieren ließ.
Während des gesamten Bestehens des KZ kamen 5000 Häftlinge ums Leben. Viele von ihnen wurden, wie in anderen Lagern, entweder mit Herzinjektionen getötet, „auf der Flucht erschossen“ oder in Schloss Hartheim in einer „Gaskammer“ mit Kohlenmonoxid ermordet. Wie in den anderen Lagern wurden viele von ihnen auch von ihren Bewachern ermordet. Mitte April 1945 wurde das Lager geräumt, da die alliierten Truppen immer näher kamen. Die Kinder und Jugendlichen kamen nach Mauthausen, die Erwachsenen nach Ebensee.

### Guntramsdorf/Wiener Neudorf
Das KZ-Nebenlager wurde am 2. August 1943 unter dem Namen „KL Wiener Neudorf“ gegründet. Es lag großteils auf dem heutigen Gemeindegebiet von Guntramsdorf. Das gesamte Lager bestand aus etwa 80 Holzbaracken (inkl. Fremd- bzw. Zwangsarbeiterlager), davon 34 Gebäude im eigentlichen KZ-Gelände, das von einem elektrisch geladenen Zaun umgeben war.
Mit zusätzlichen Arbeitskräften sollte der Aufbau und die Produktion der Flugmotorenwerke beschleunigt werden. Aus dem KZ Mauthausen wurden daher vor allem Häftlinge, die über Erfahrung in der Metallverarbeitung und mit Bauarbeiten besaßen, angefordert.
Bis zu 3170 KZ-Häftlinge (Höchststand Sept. 1944) wurden zwischen 1943 und 1945 in den Flugmotorenwerken, den Firmen Steyr-Daimler-Puch AG, Rella & Co., Hofman und Maculan, Himmelstoß und Sittner, Ing. Czernilowski und Saurerwerke Zehethofer sowie in kleineren Betrieben und der Landwirtschaft in den Gemeinden Guntramsdorf, Wiener Neudorf, Laxenburg, Achau und Wien als Zwangsarbeiter eingesetzt.

## Mahnmale zum KZ Mauthausen (Fotogalerie)

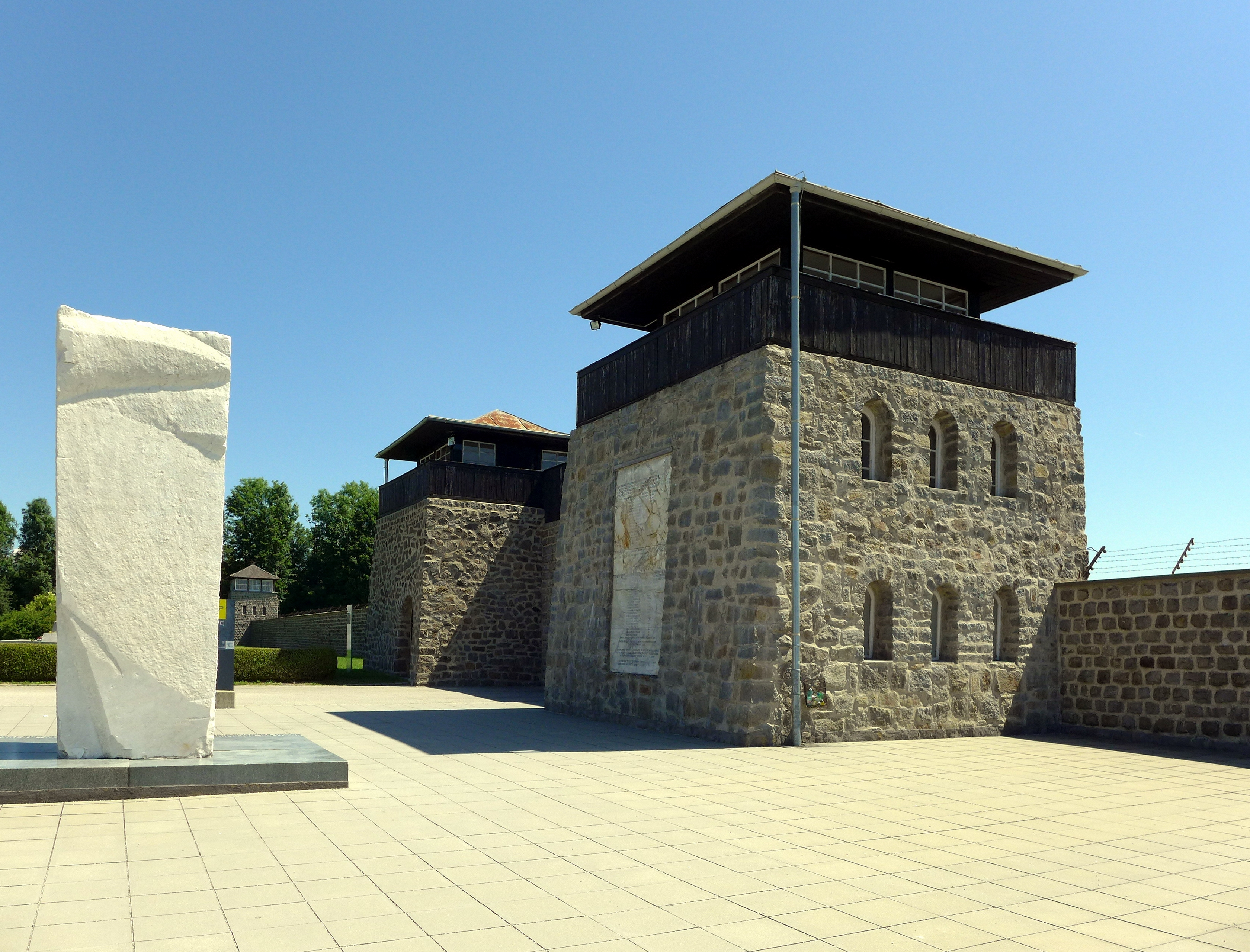
Karbyschew-Mahnmal vor dem Eingangsgebäude des KZ Mauthausen, auf dem rechten Turm ist eine russische Gedenktafel angebracht
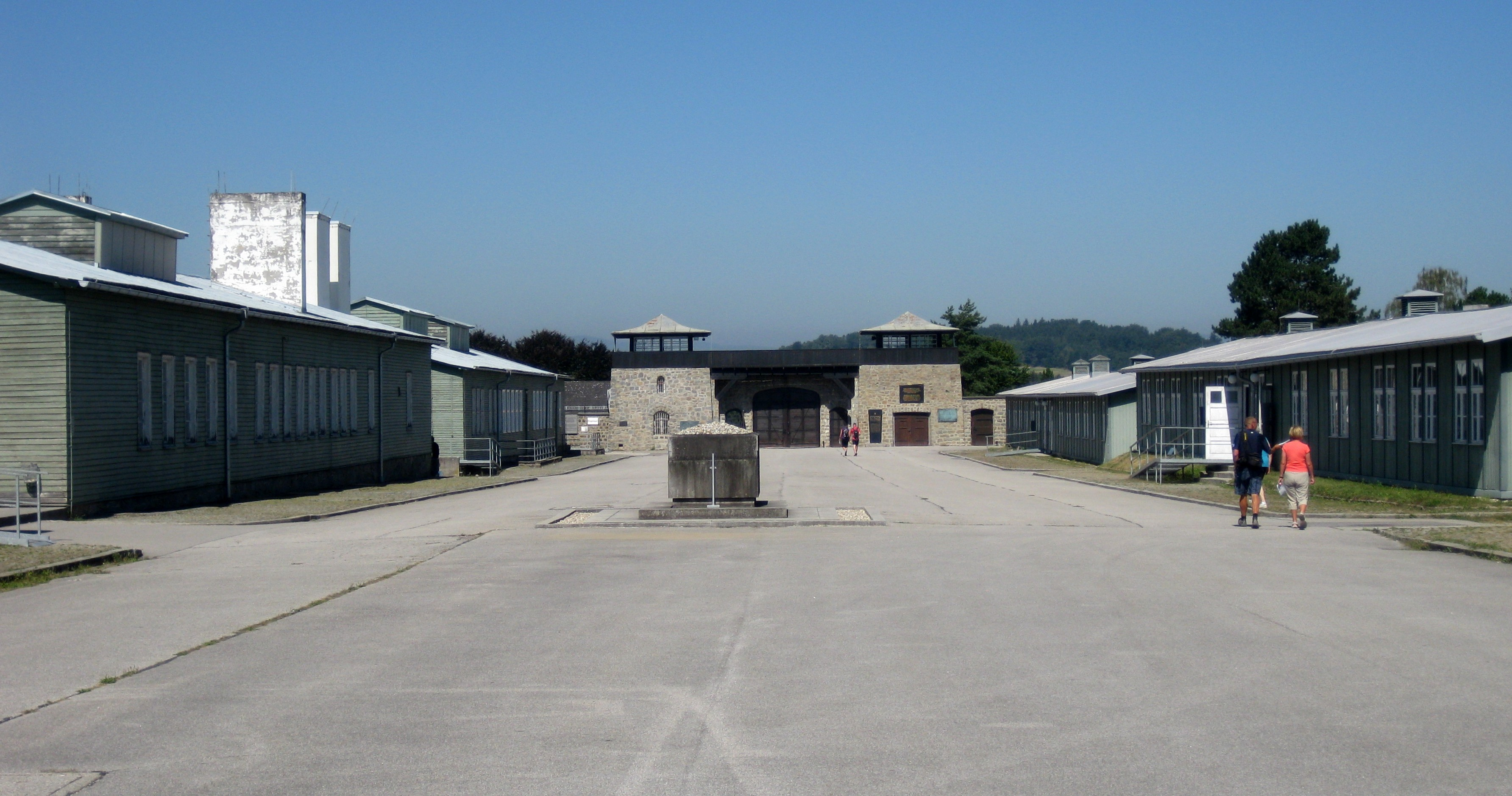
Appellplatz
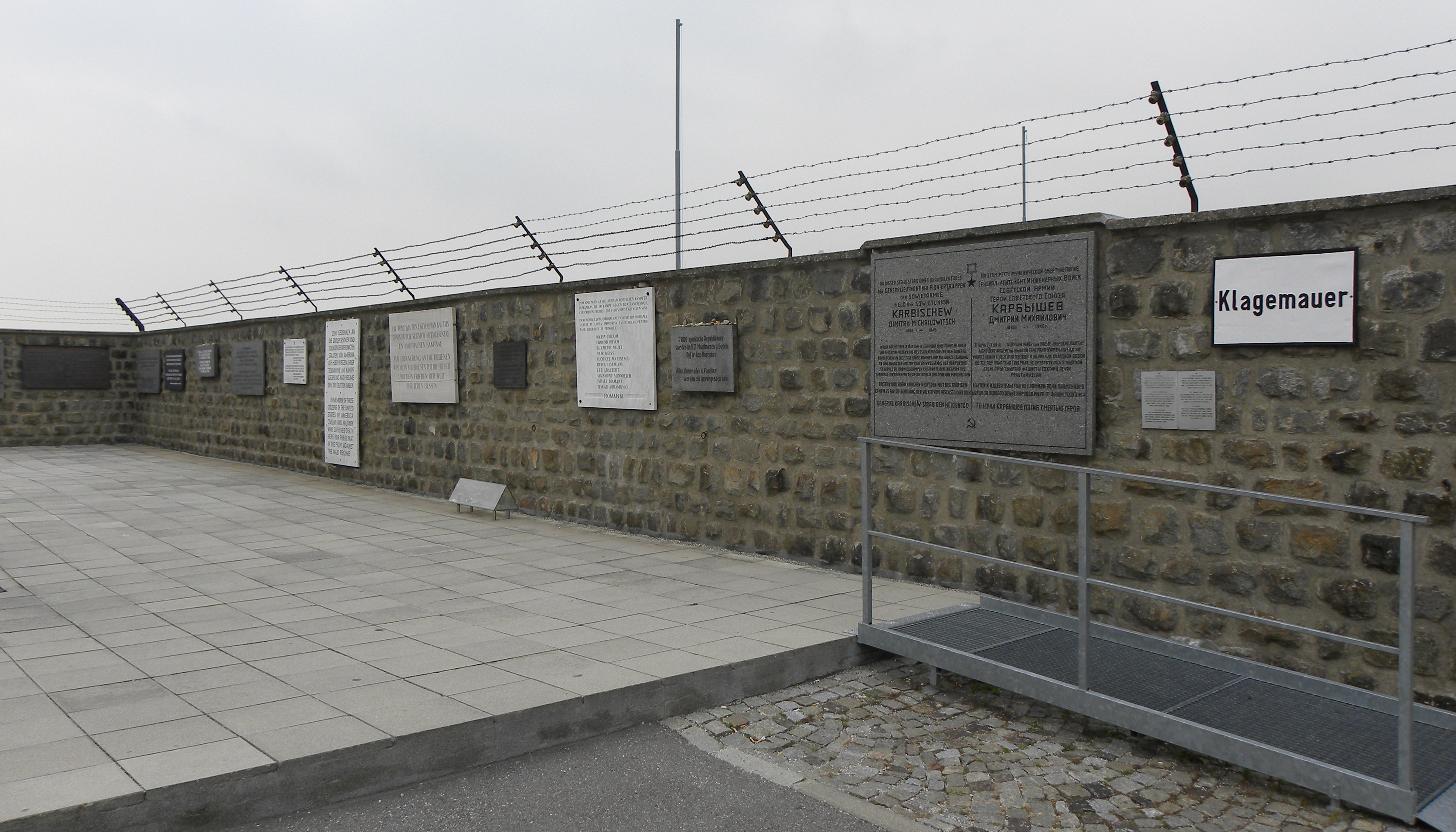
Klagemauer, 2010
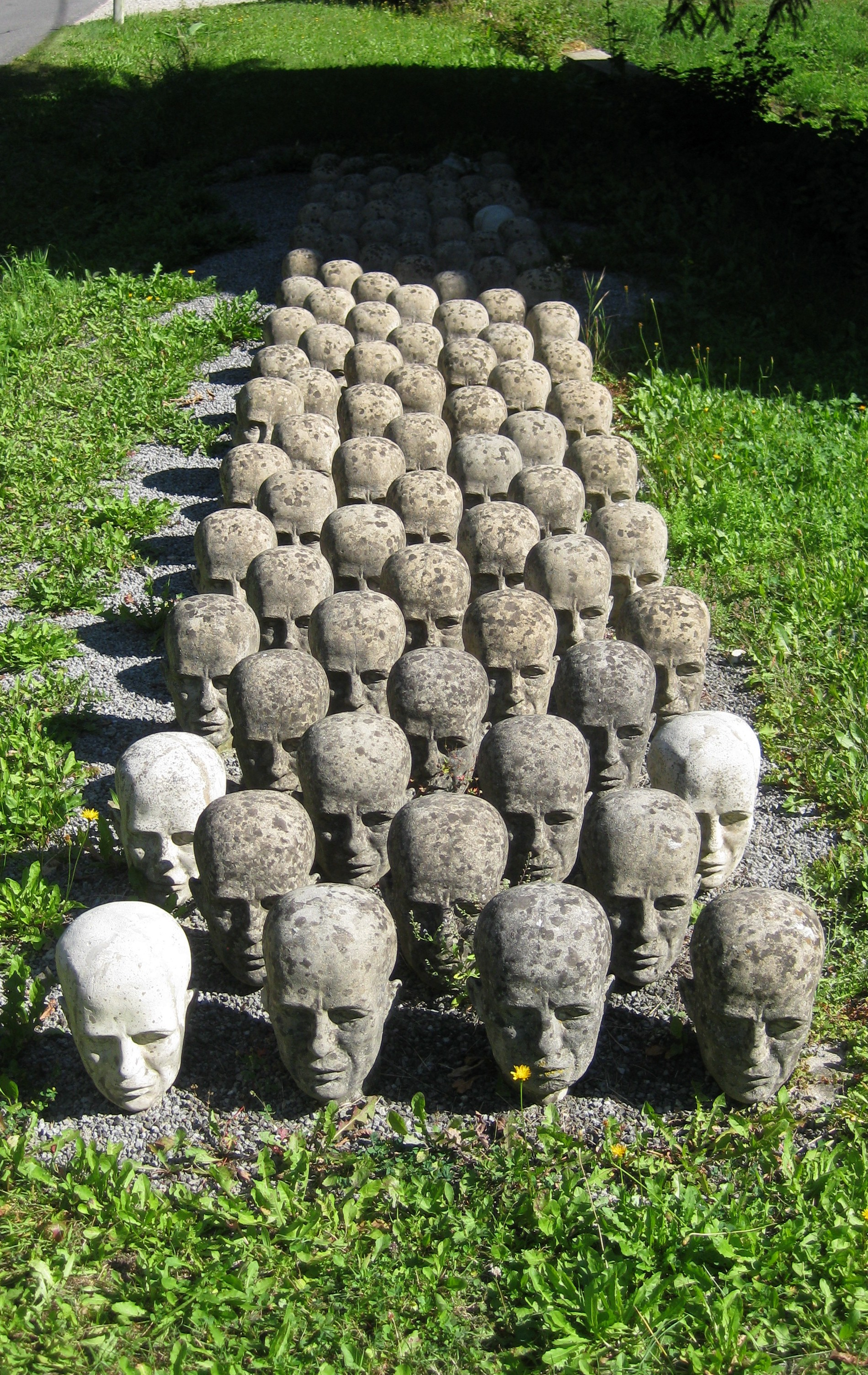
Mahnmal Der Weg der Künstlerin Ewa Kaya
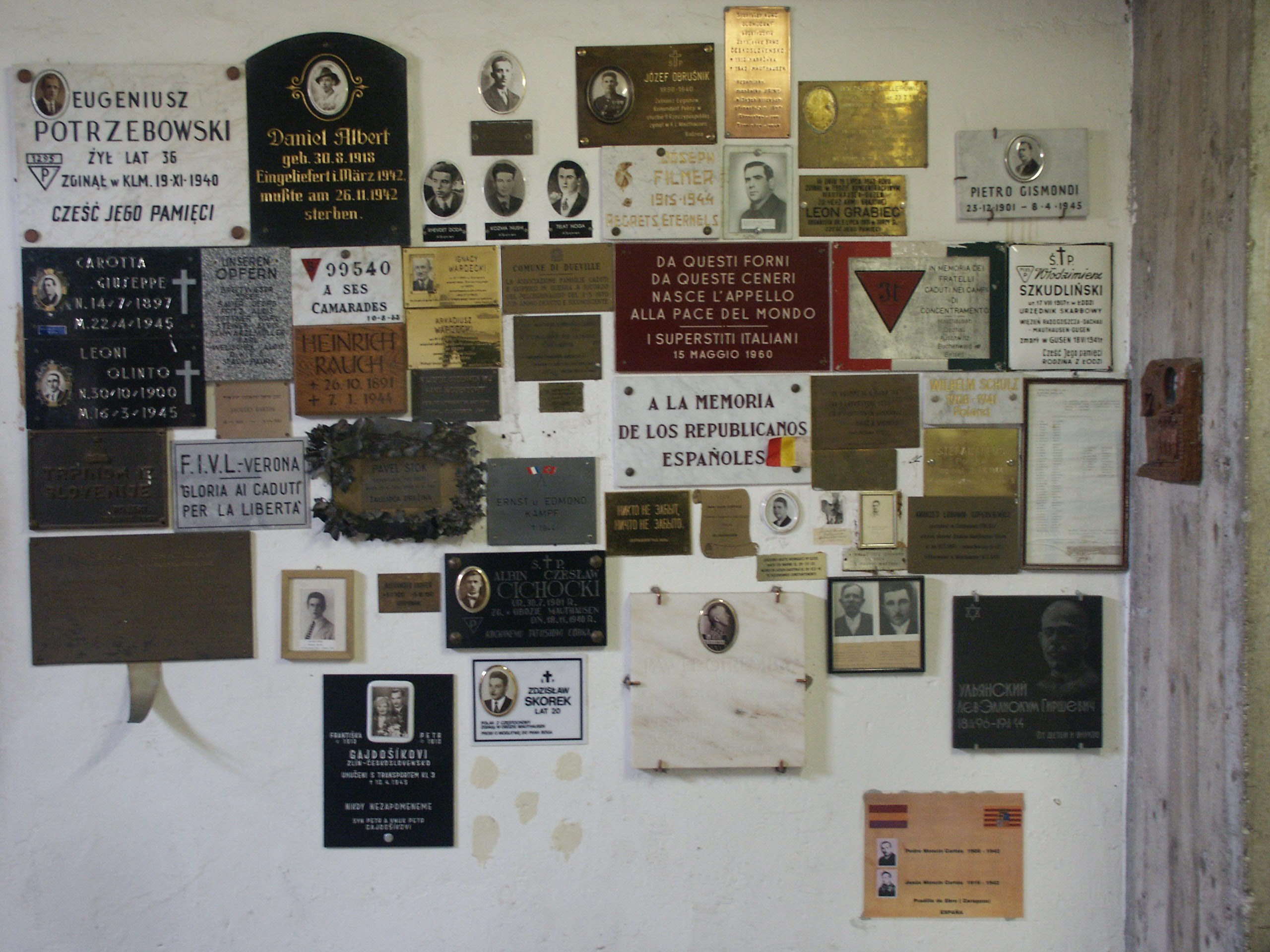
Gedenktafeln im Krematorium, 2004
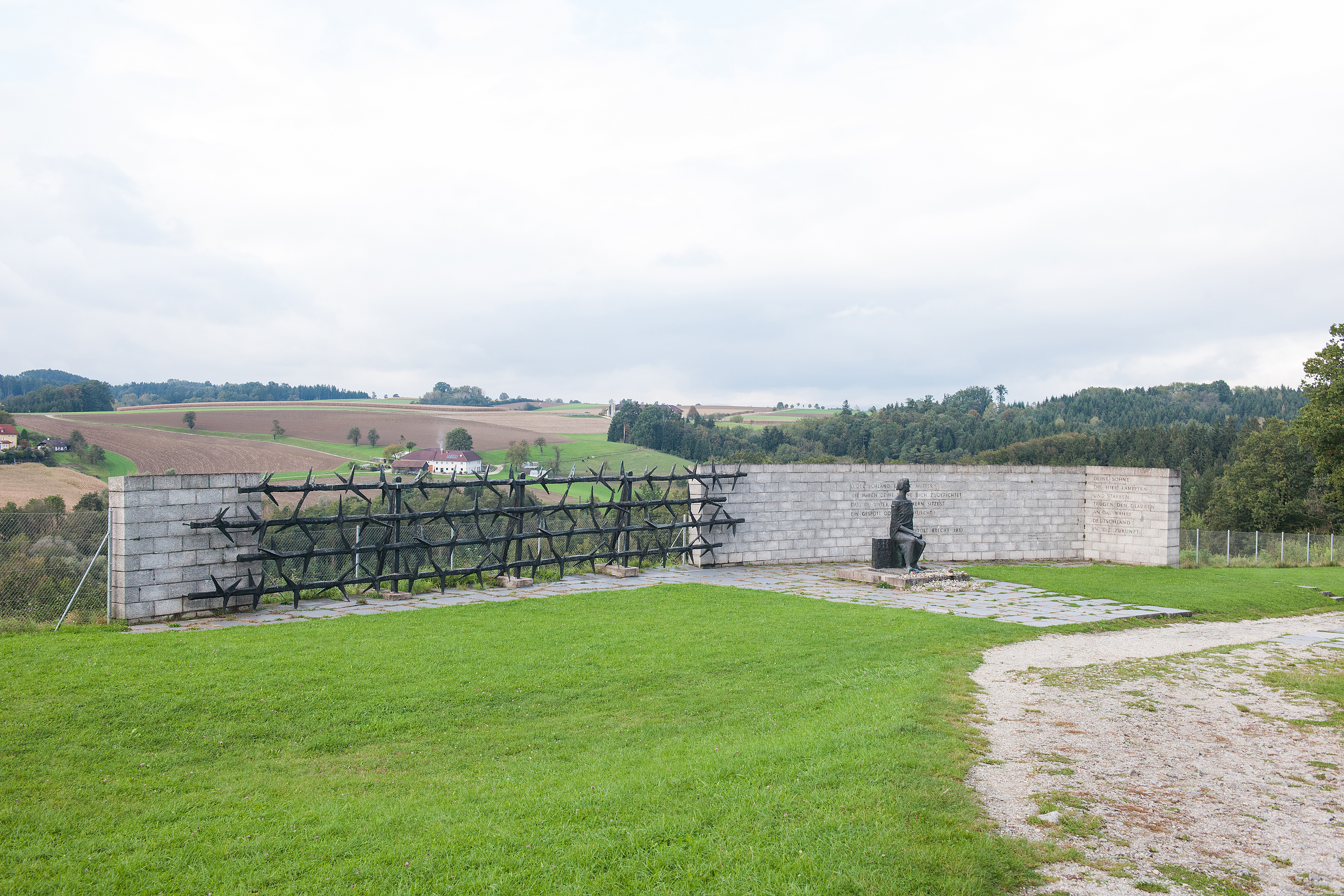
Mahnmal der DDR
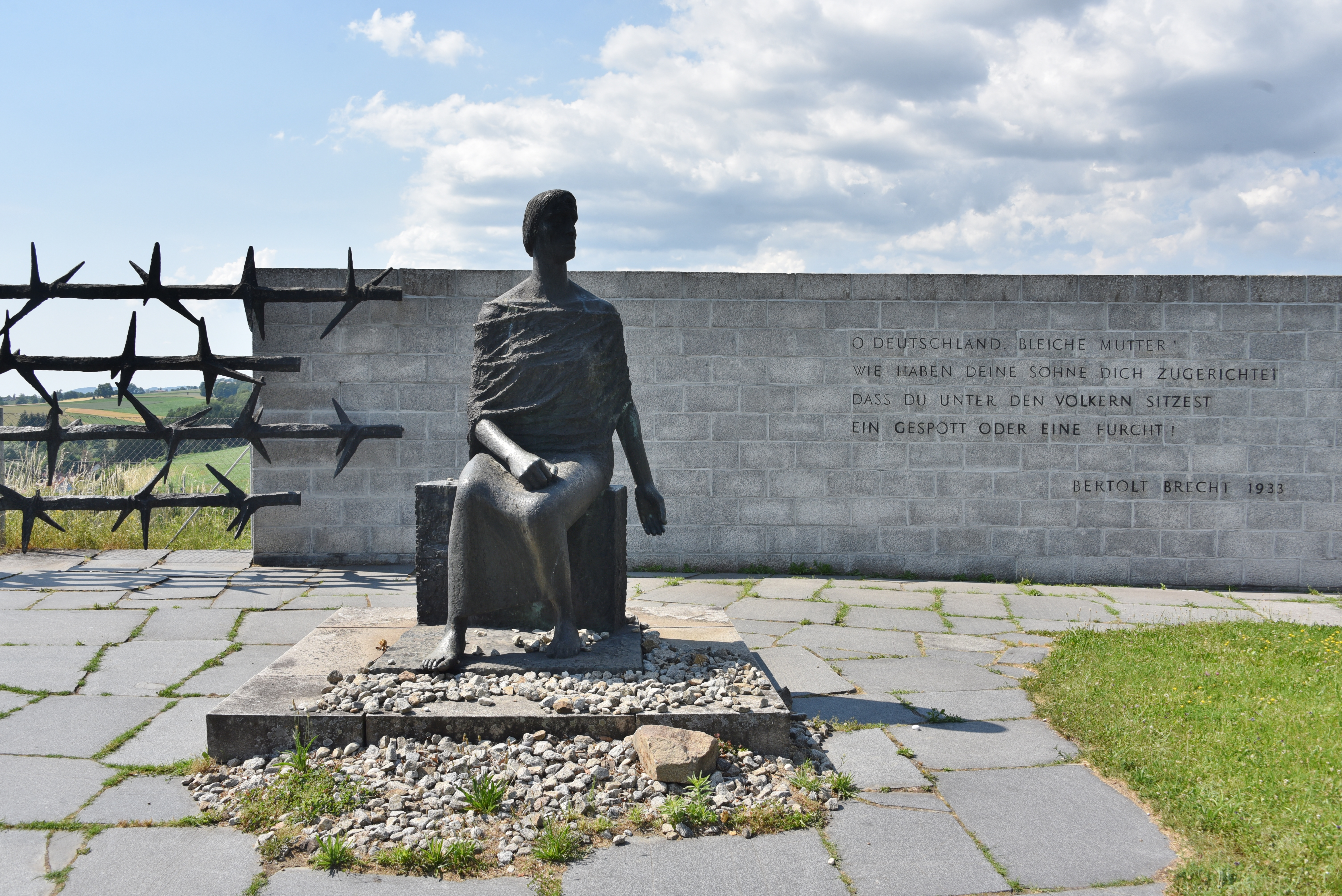
Mahnmal der DDR O Deutschland, bleiche Mutter, 2004
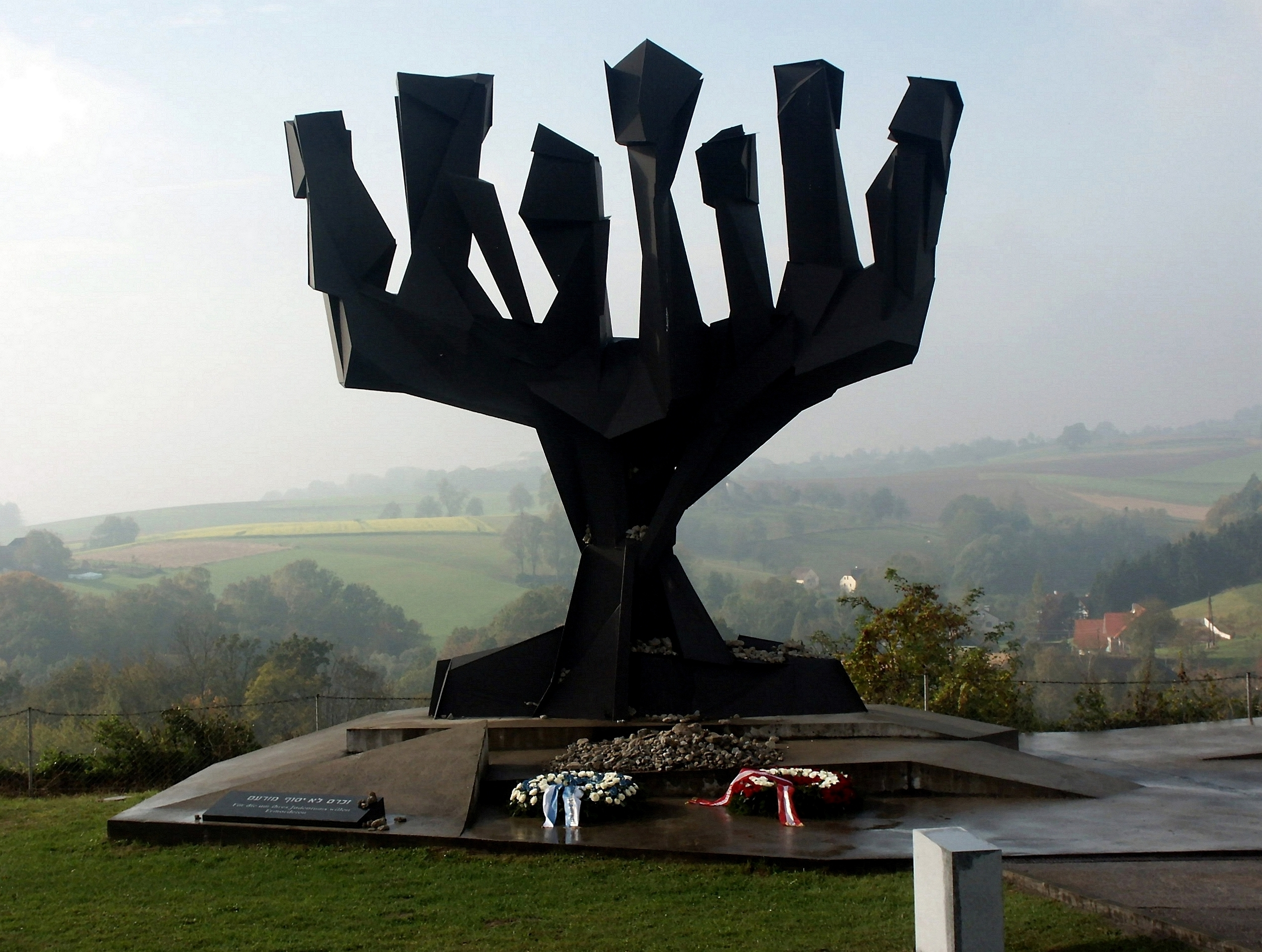
Menora-Mahnmal Israels mit Ehrenkränzen, 2004
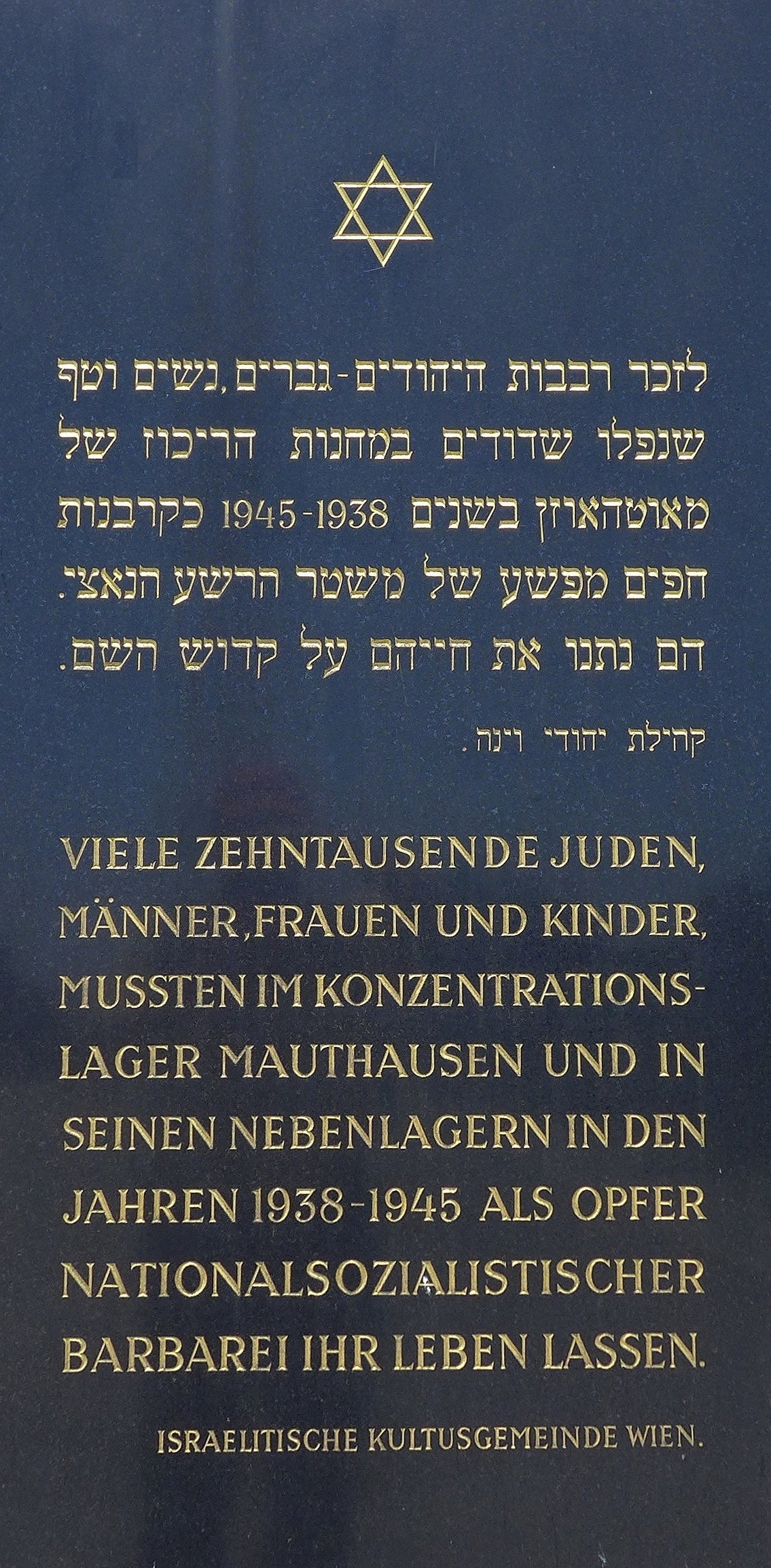
Gedenktafel der Israelitischen Kultusgemeinde Wien, 2014
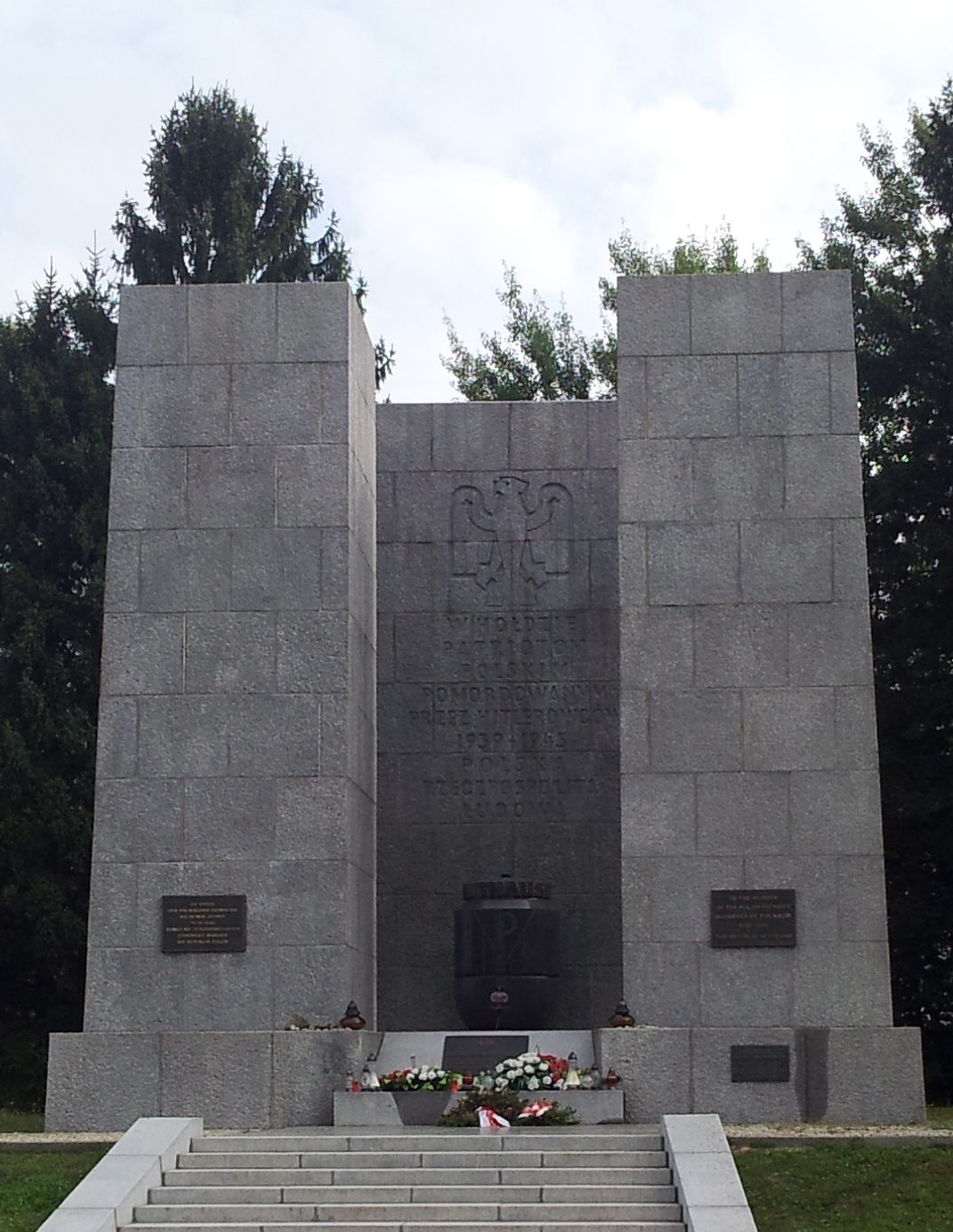
Polnisches Mahnmal
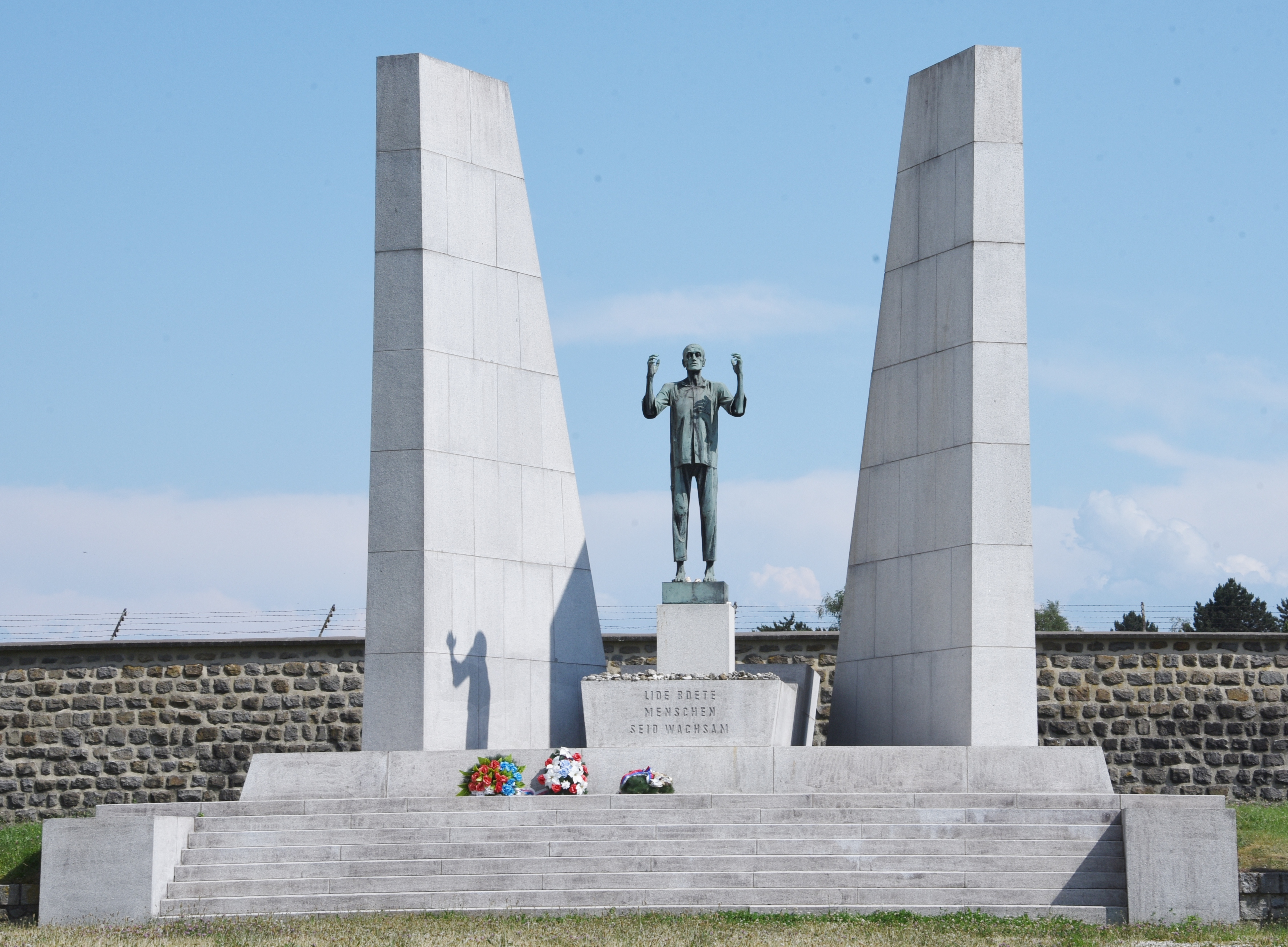
Tschechoslowakisches Mahnmal
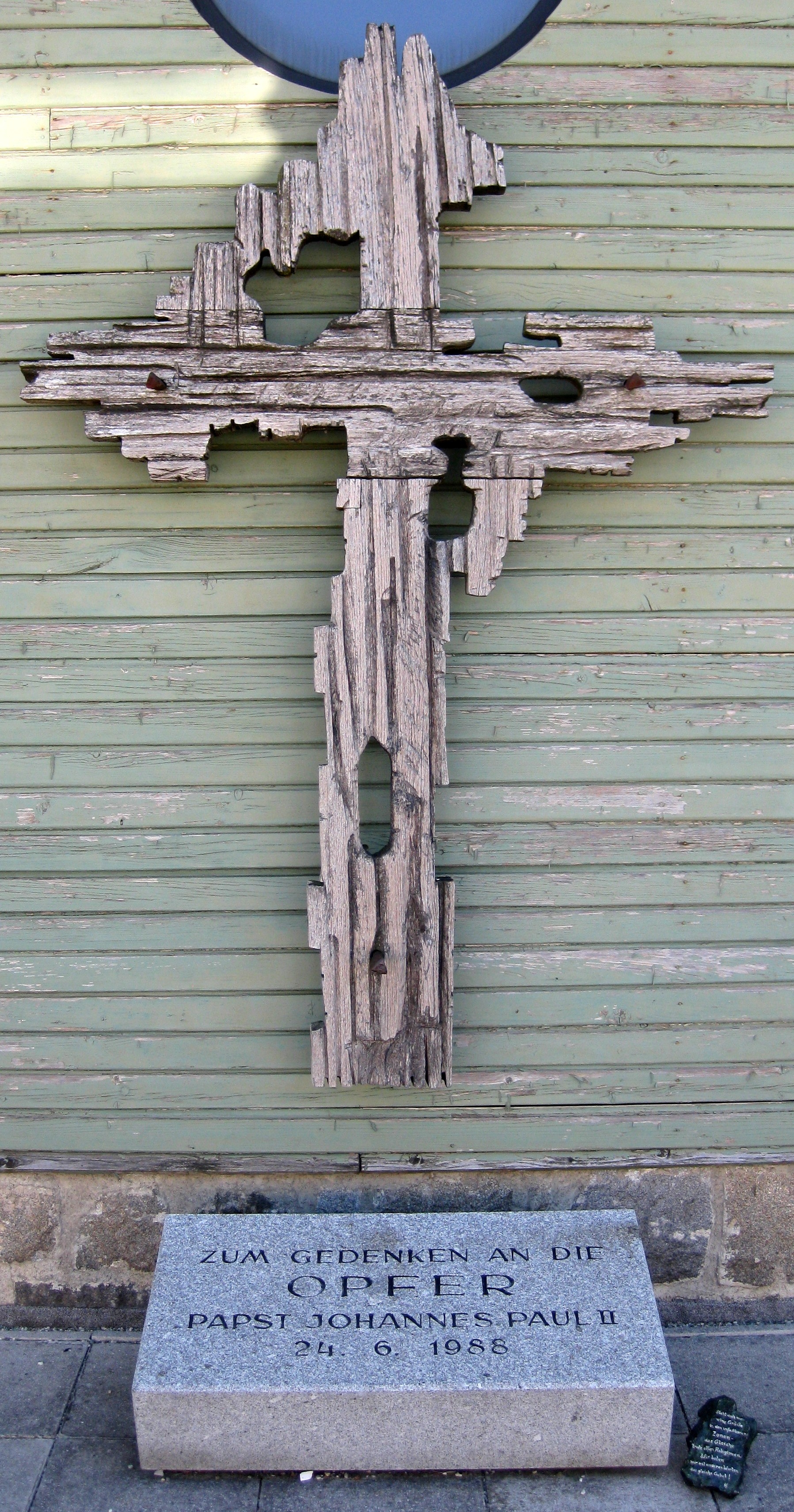
Mahnmal Papst Johannes Pauls II.
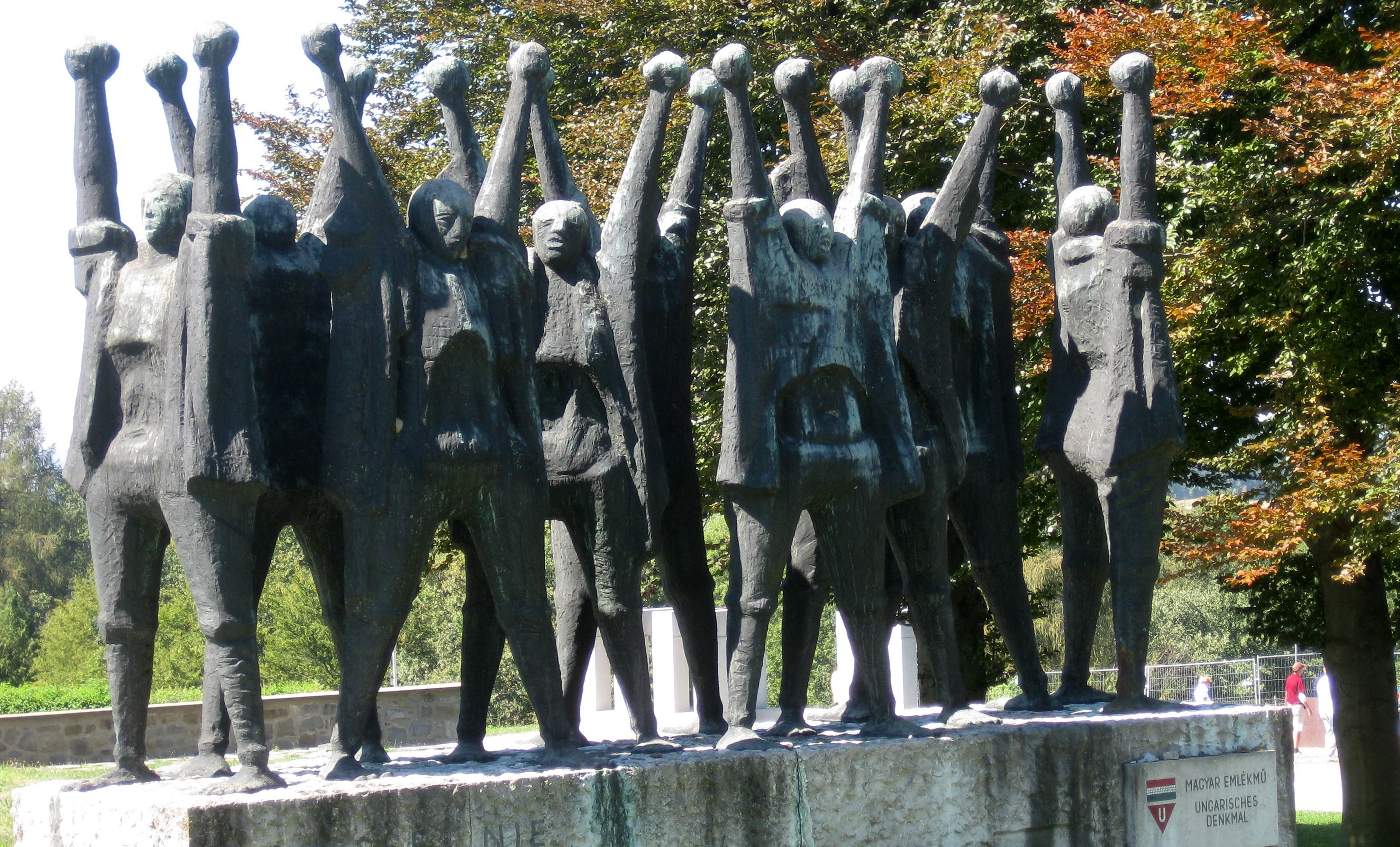
Mahnmal Ungarns
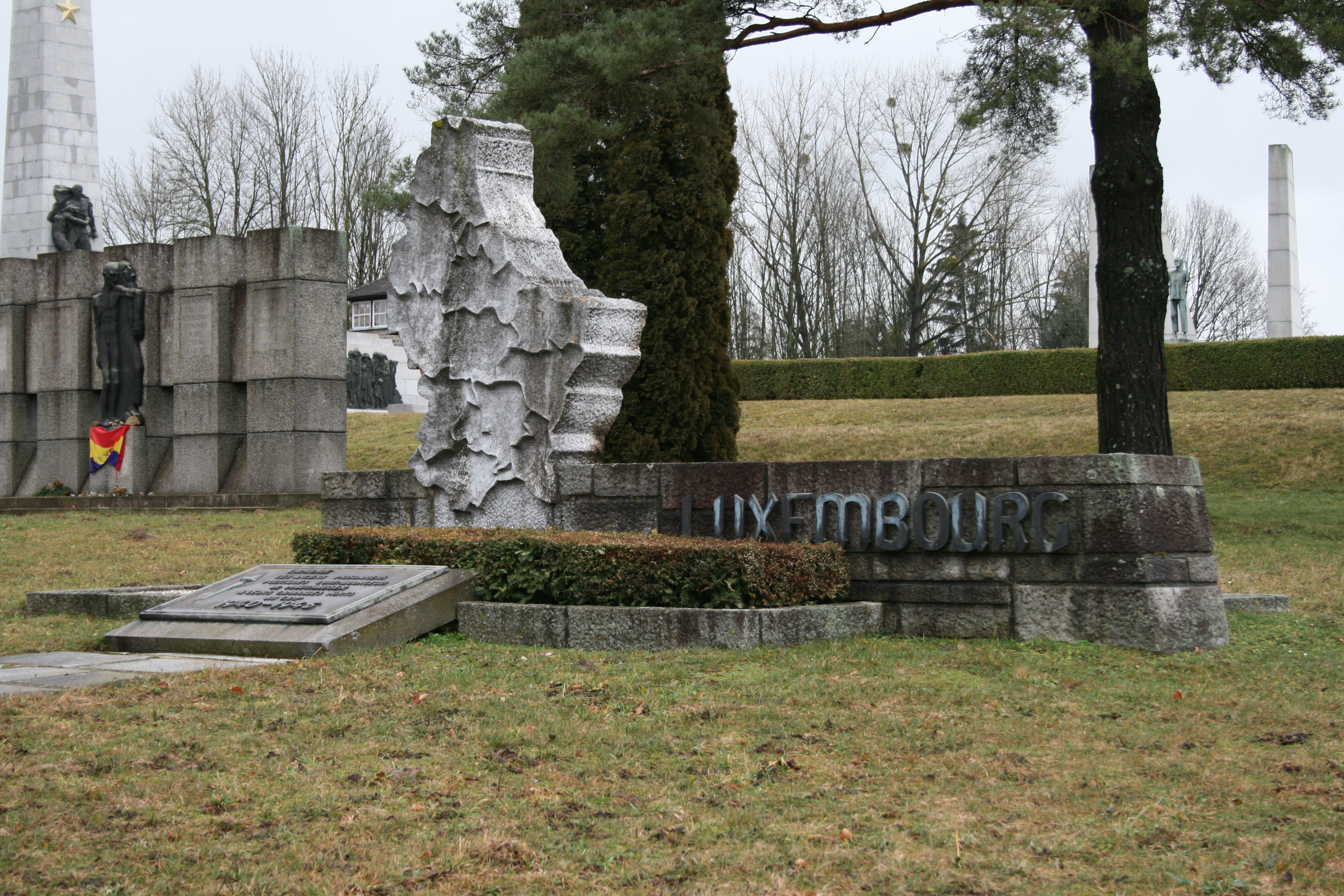
Mahnmal Luxemburgs
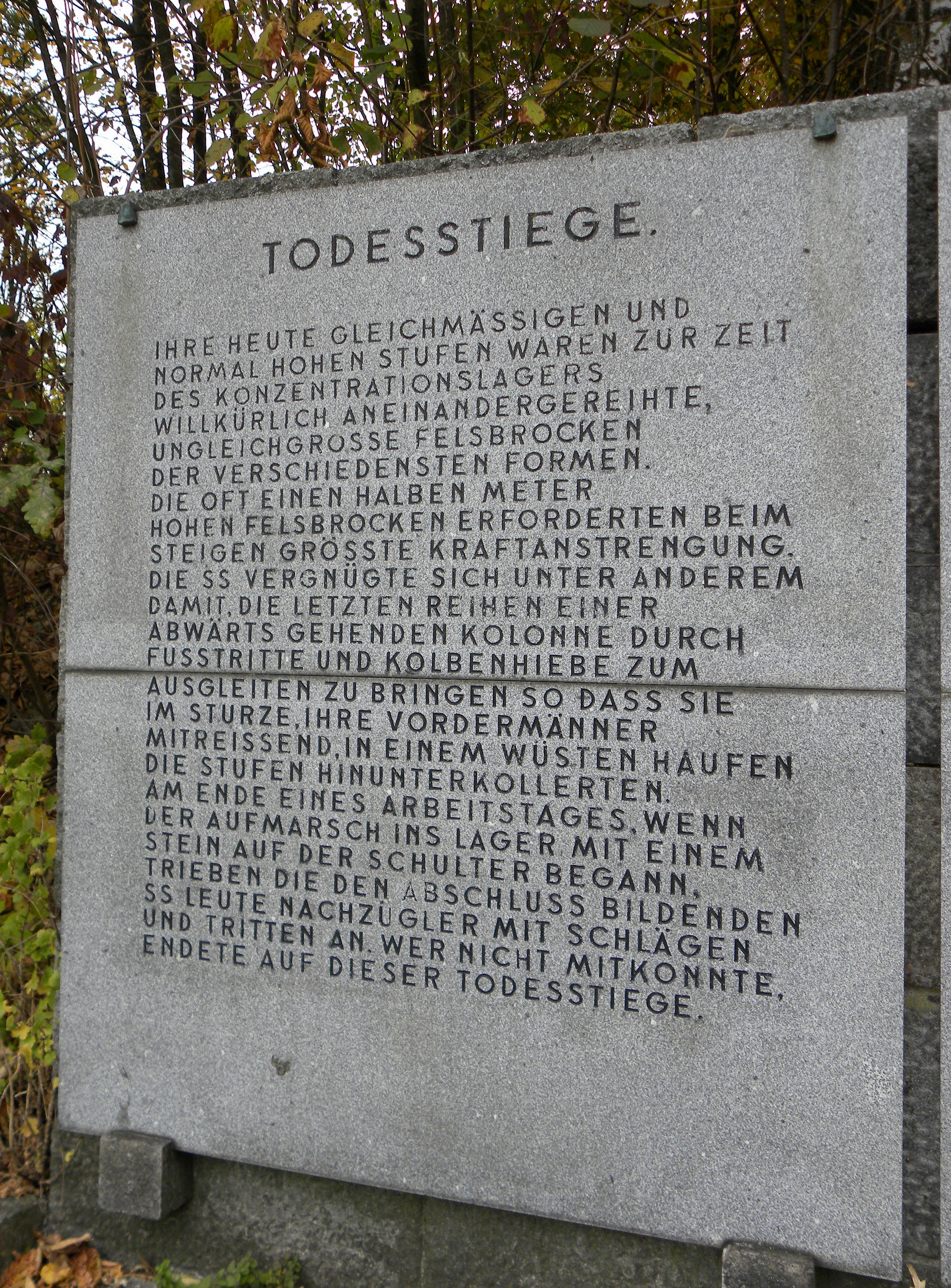
Gedenktafel zur Todesstiege, Steinbruch Wiener Graben 2010
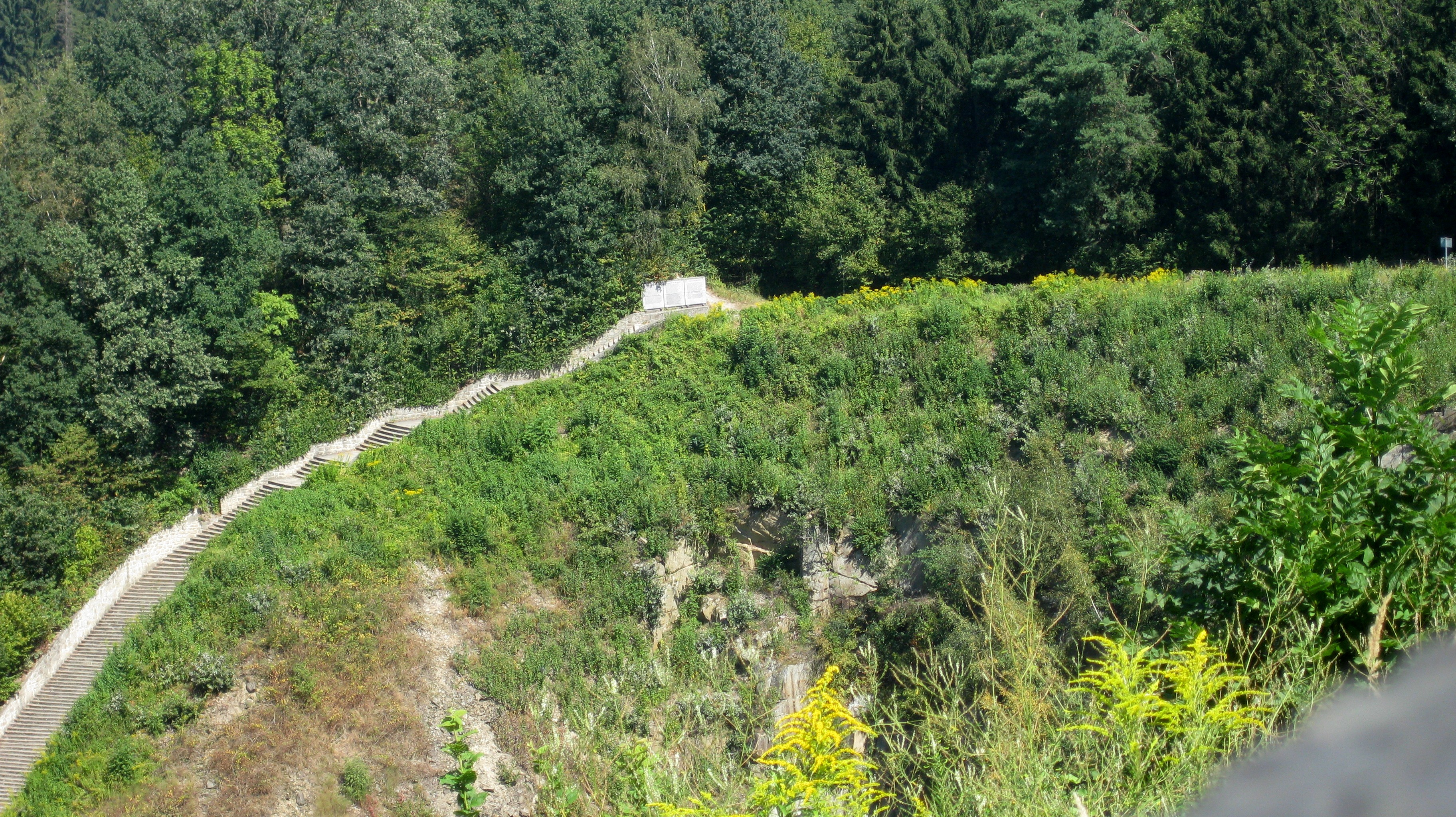
Todesstiege zum Steinbruch Wiener Graben
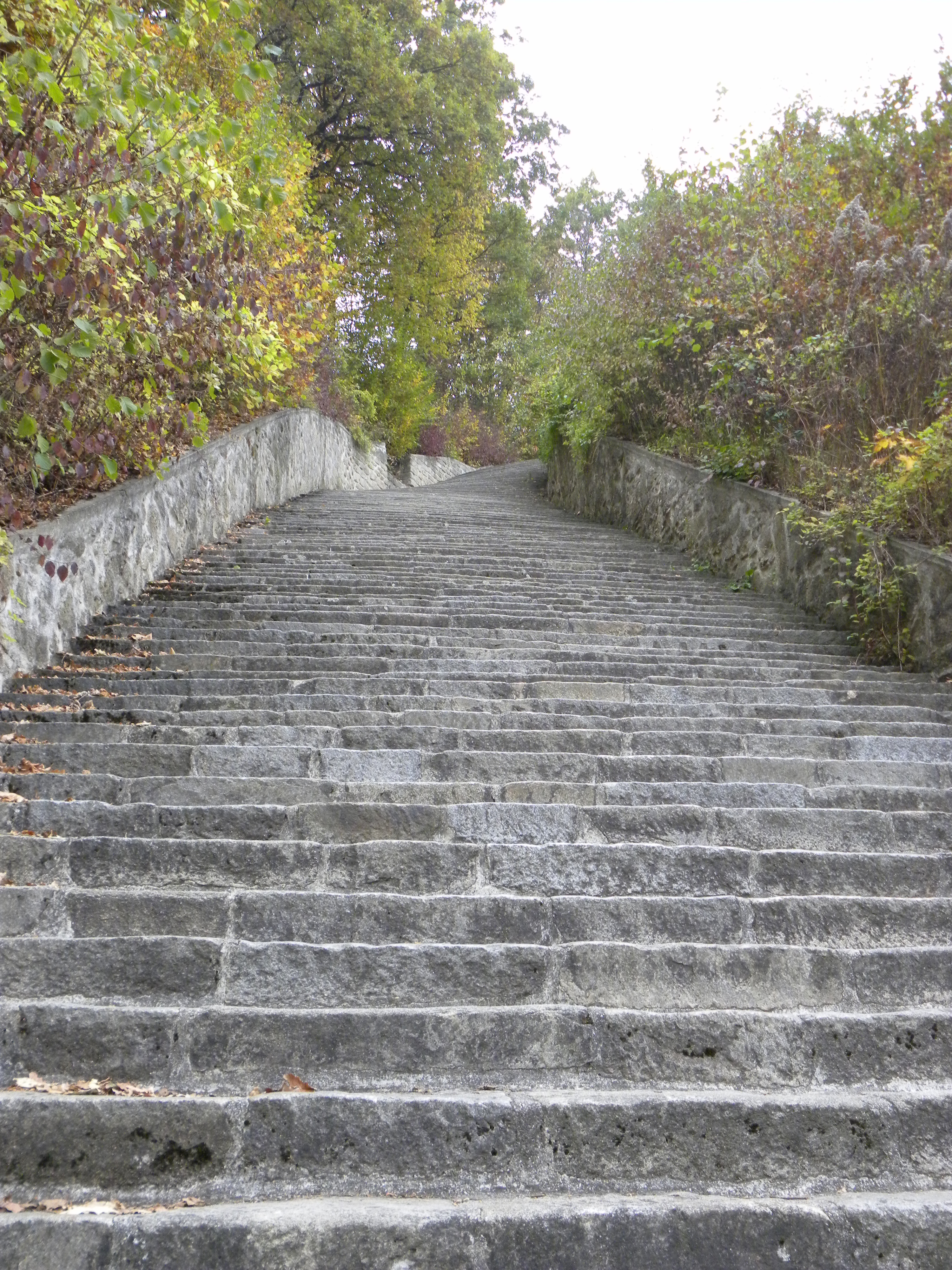
Die Todesstiege, Steinbruch Wiener Graben 2010
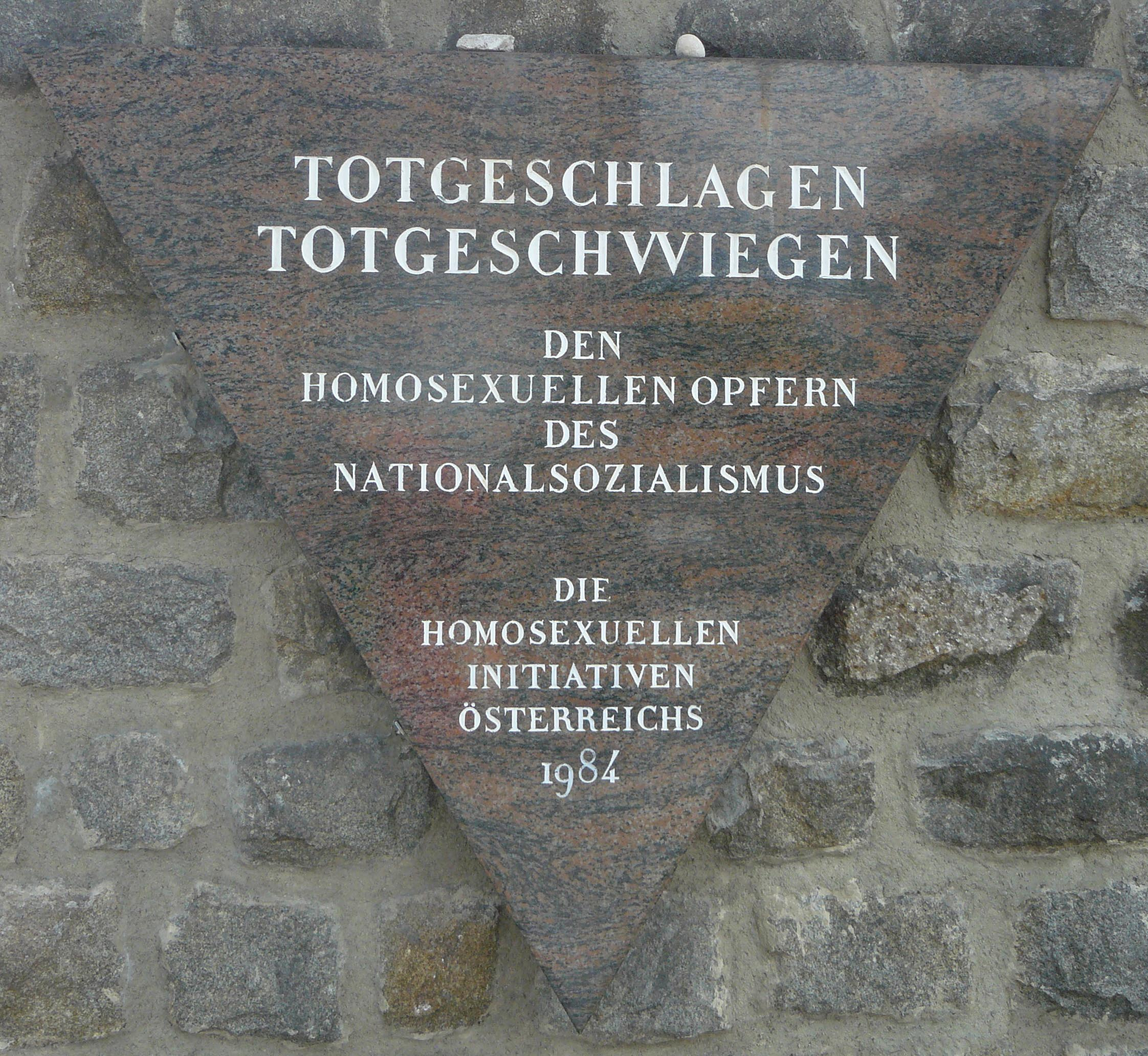
„Totgeschlagen totgeschwiegen“ – Gedenktafel für die homosexuellen Opfer des Nationalsozialismus
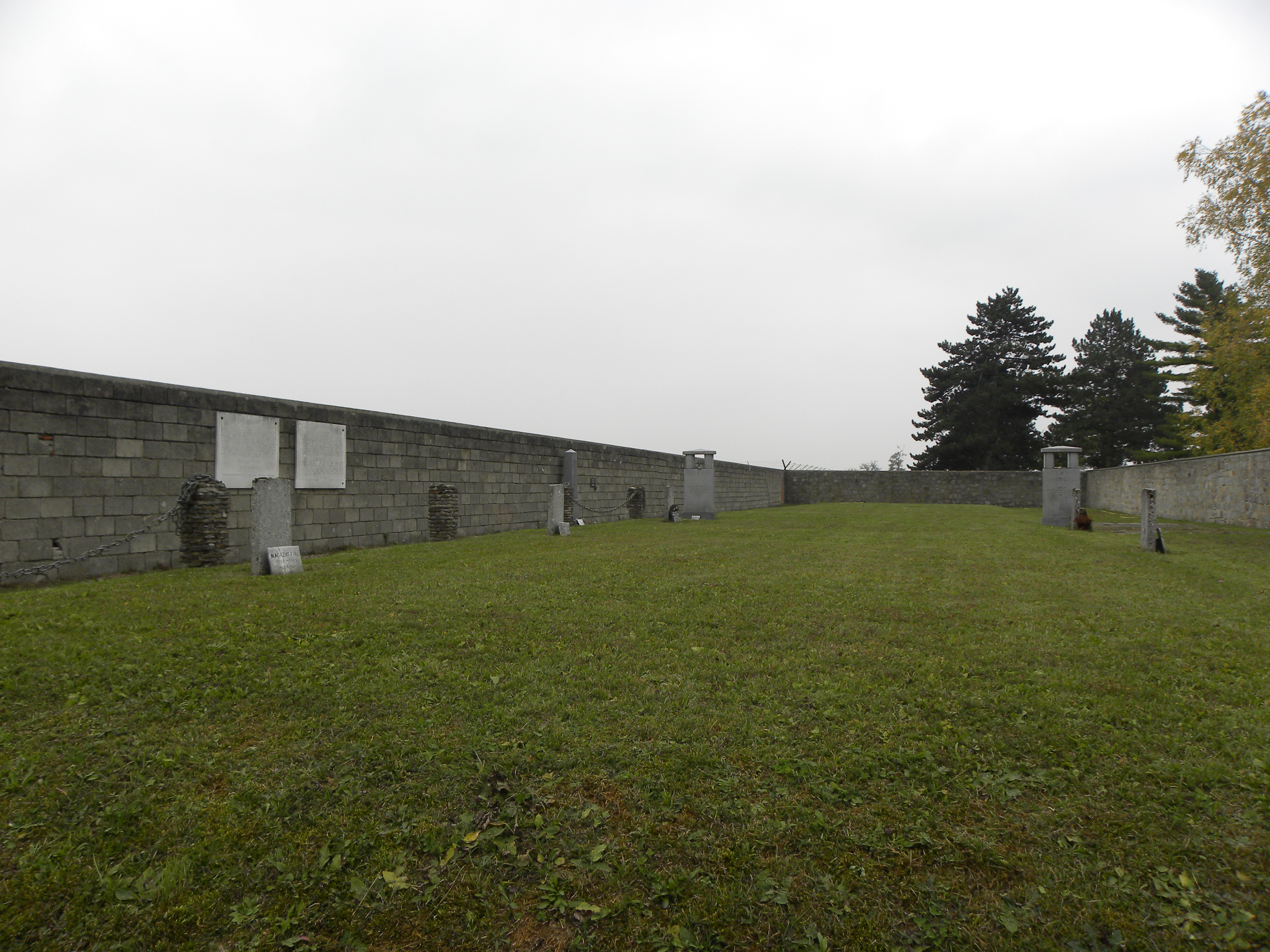
Friedhof am Ort der Häftlingsbaracken 16, 17, 18, 19 und 20; Foto 2010
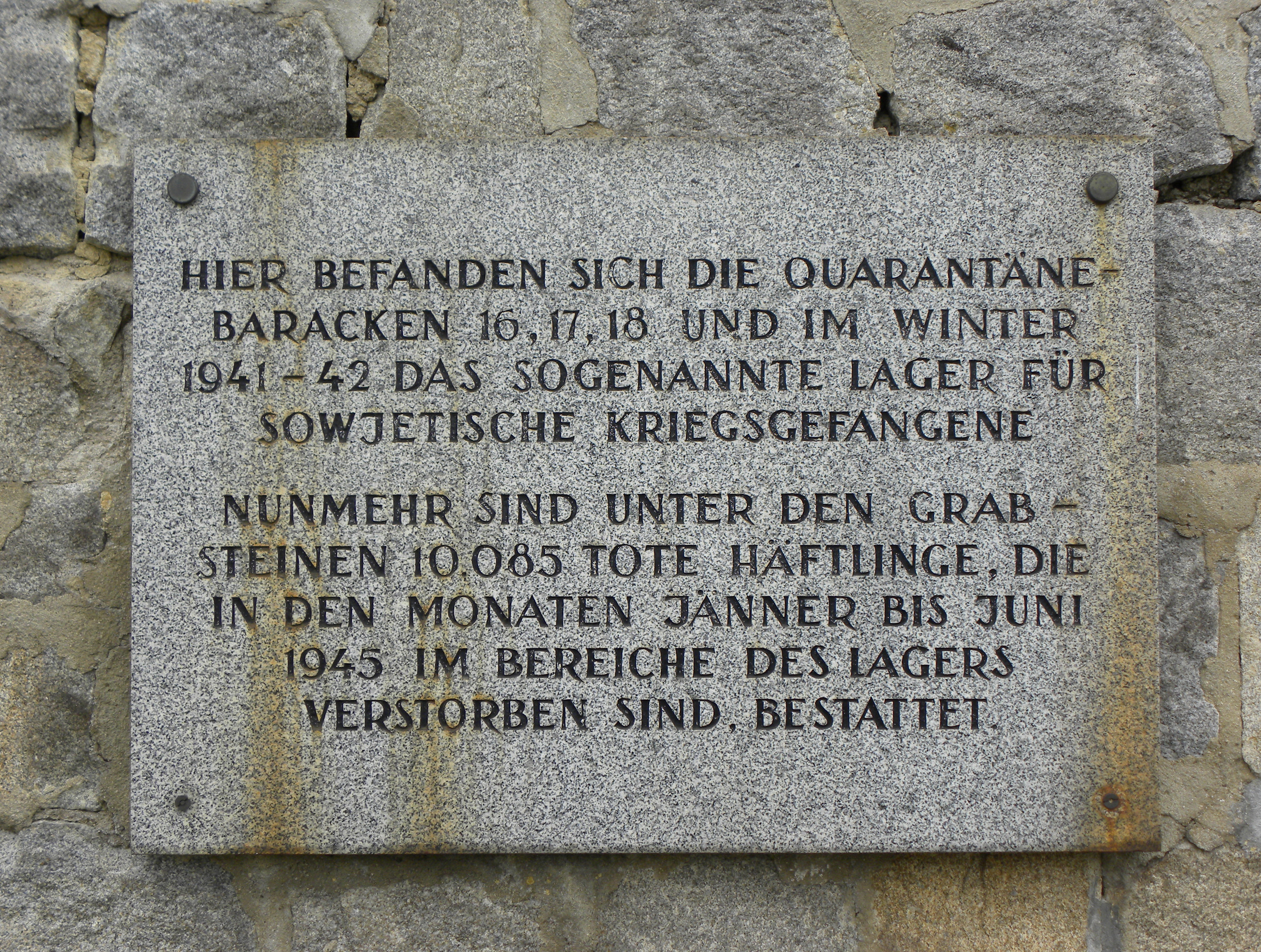
Tafel zum Gedenken an die Quarantäne-Baracken 16, 17 und 18; Foto 2010
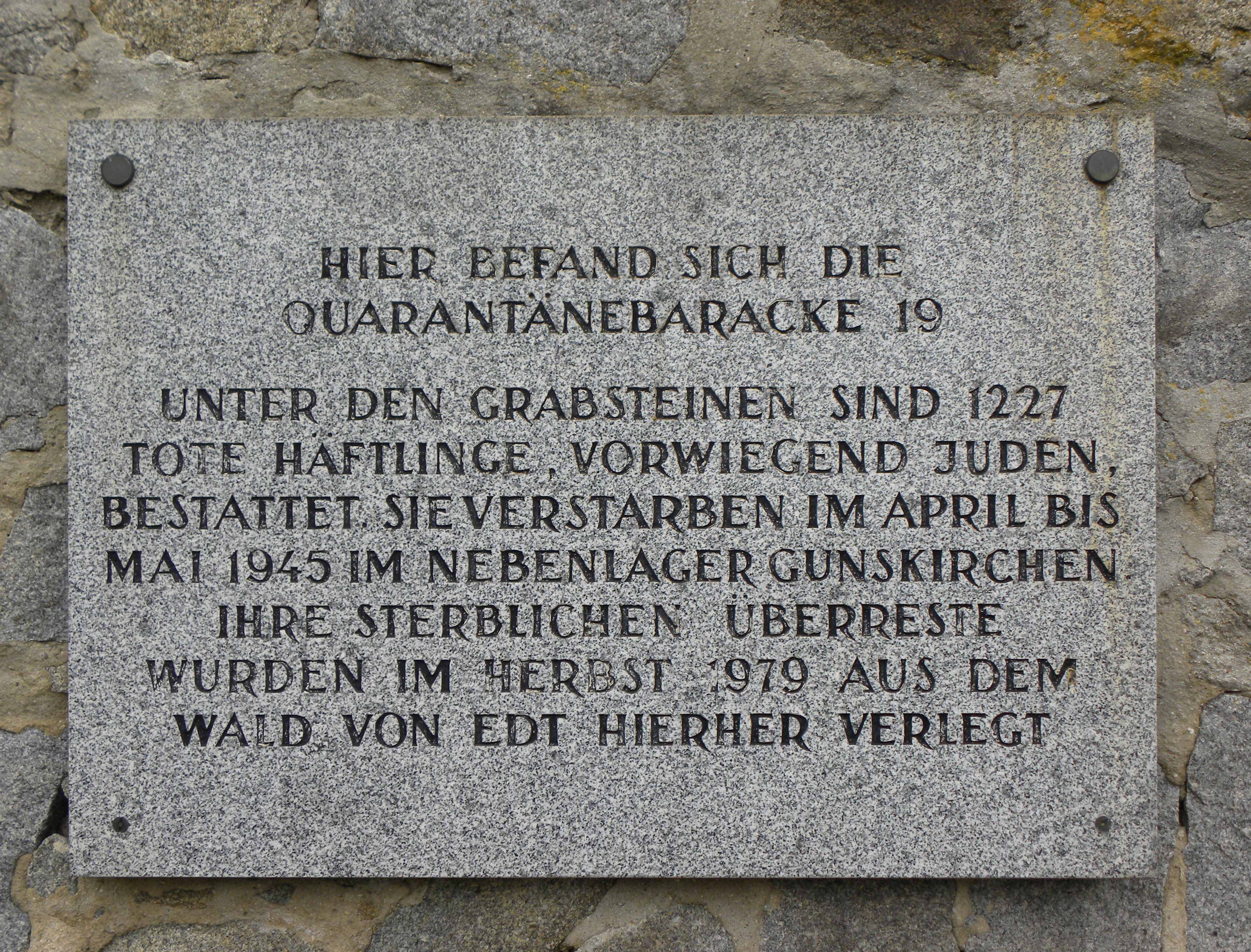
Tafel zum Gedenken an die Quarantäne-Baracke 19, Foto 2010
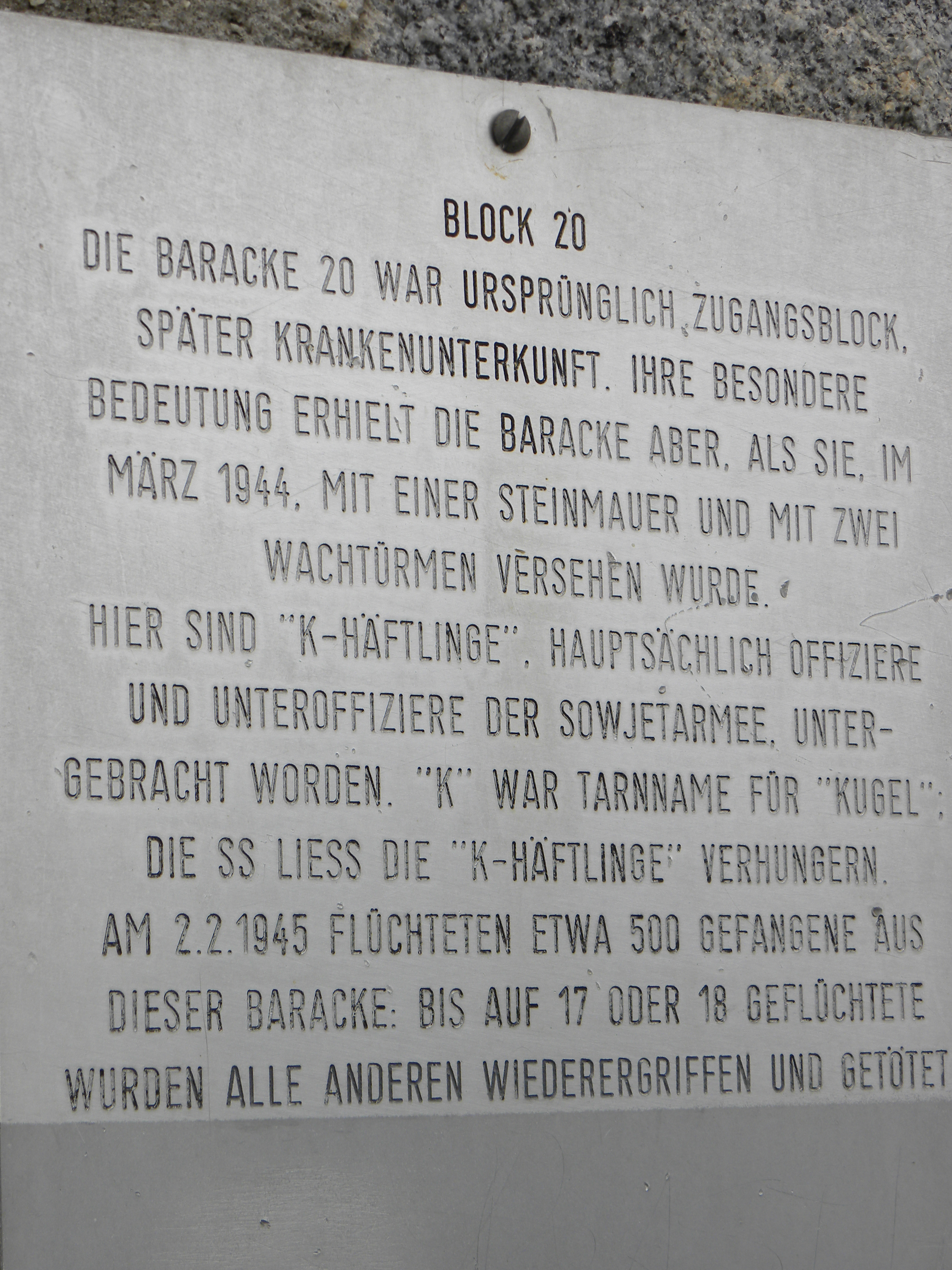
Tafel zum Gedenken an die K-Häftlinge der Baracke 20, Foto 2010
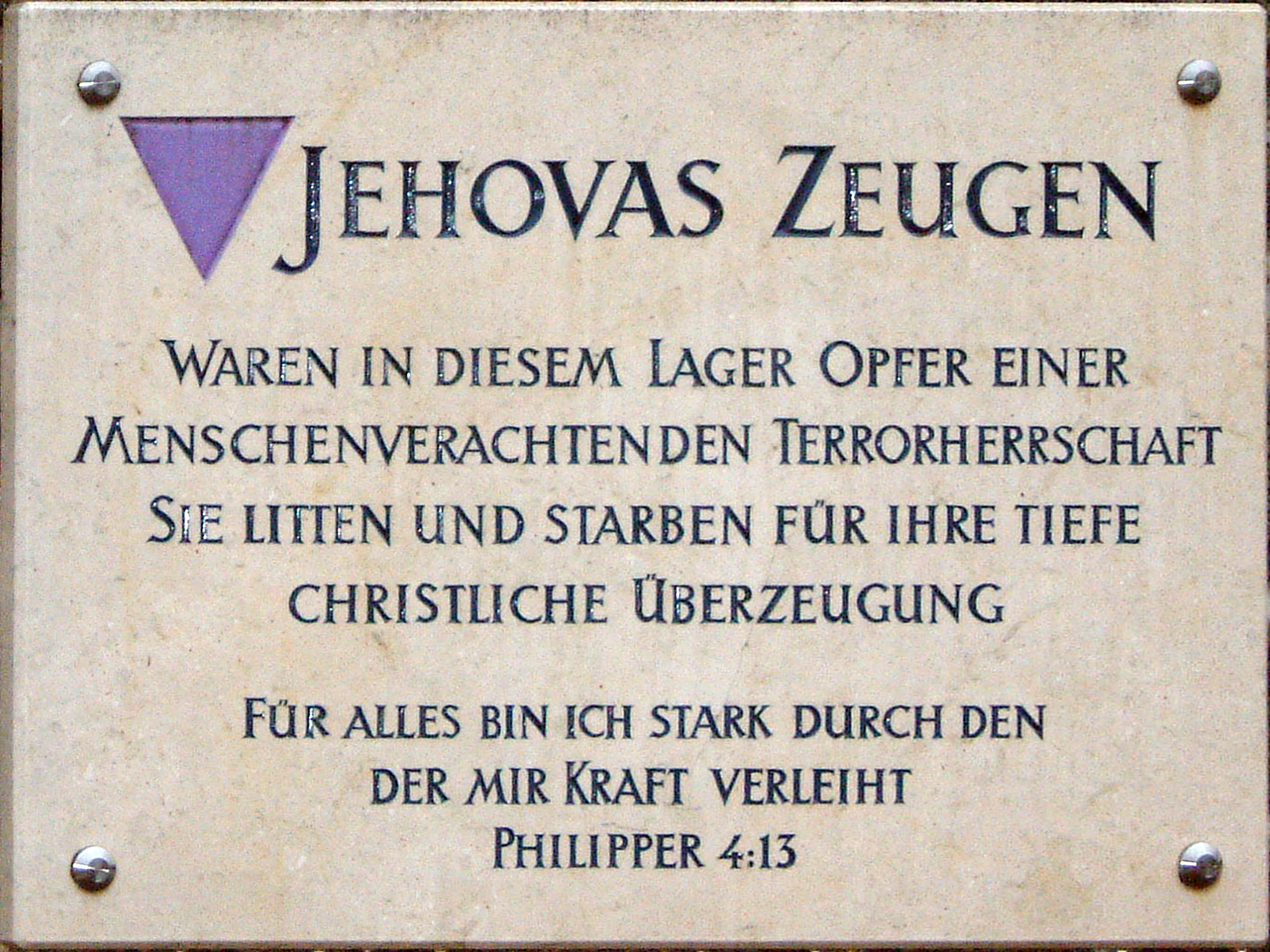
Tafel zum Gedenken an Jehovas Zeugen (Bibelforscher)
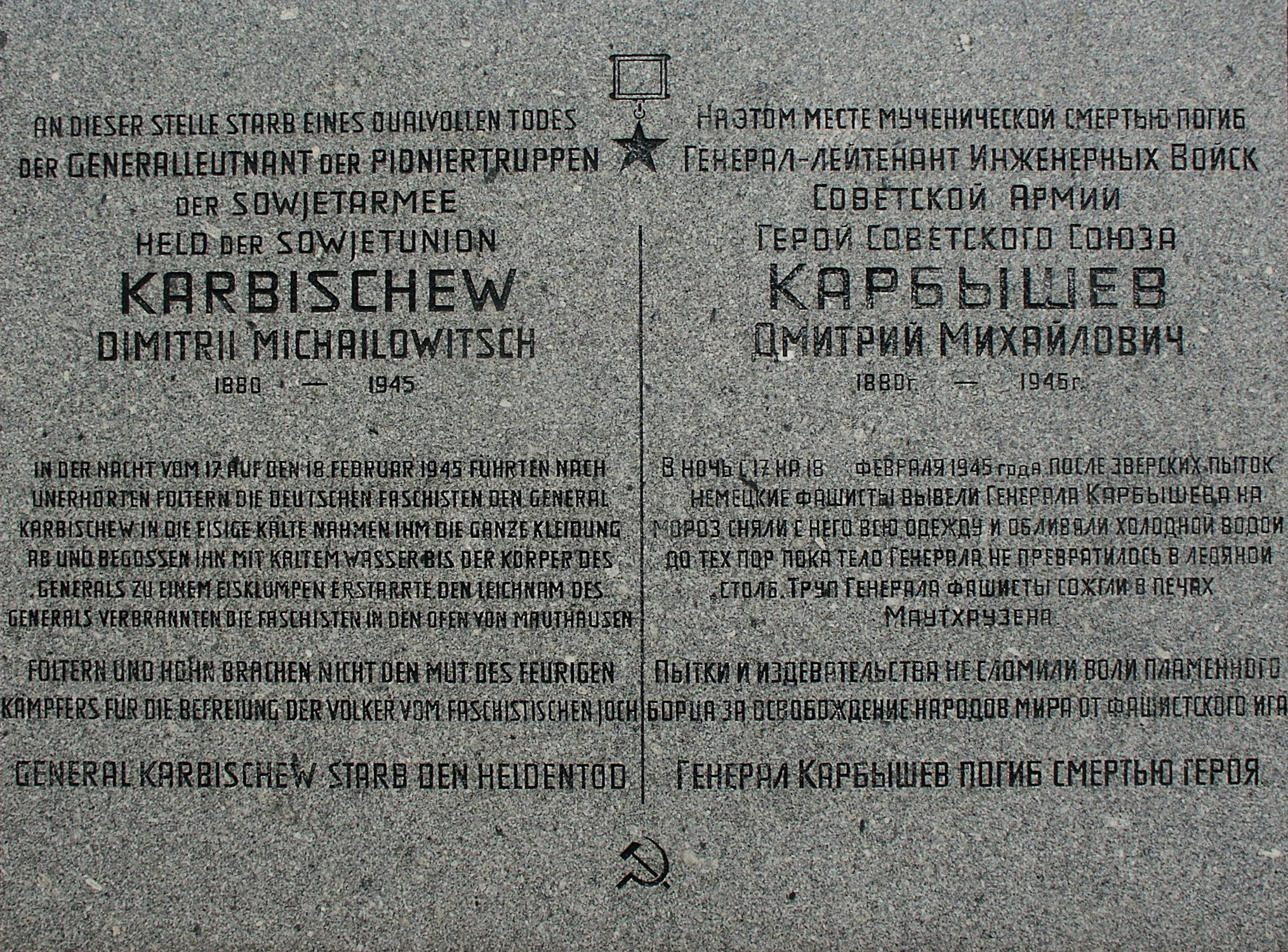
Gedenktafel für Generalleutnant Karbyschew
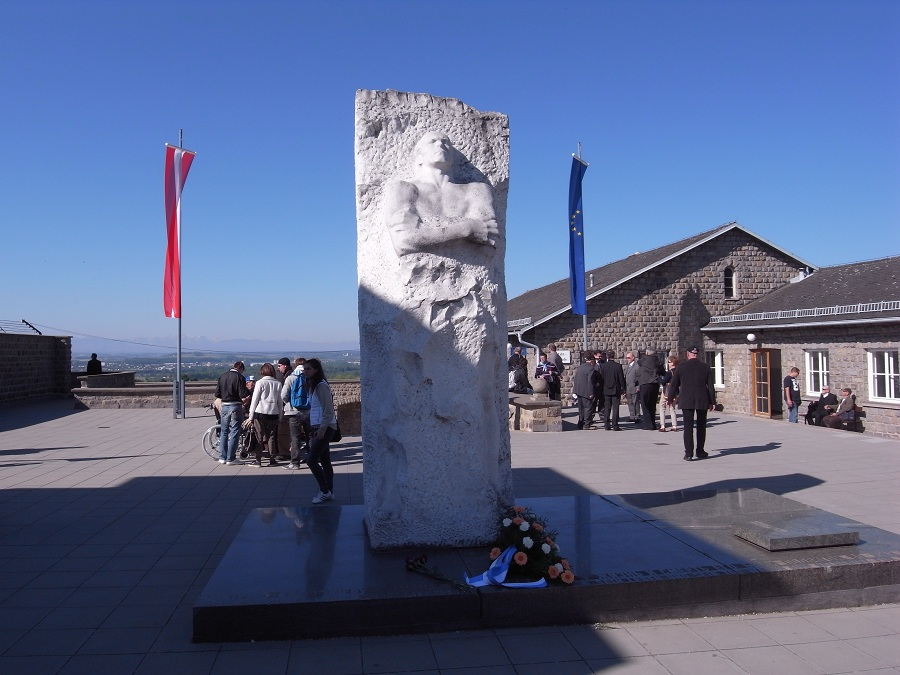
Karbyschew-Denkmal des Bildhauers Wladimir Jefimowitsch Zigal
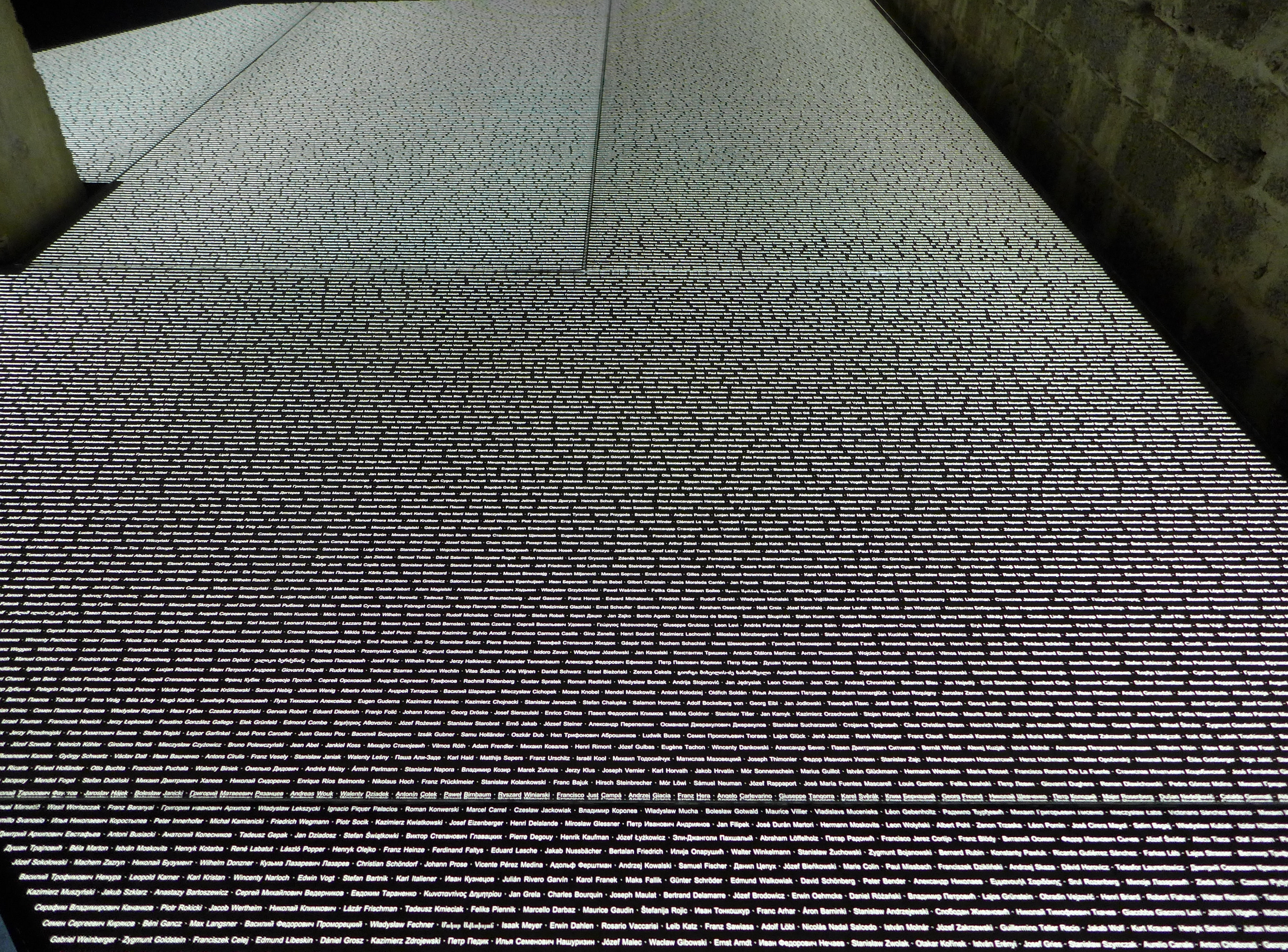
Gedenktafeln im Raum der Namen, in dem die Namen von knapp 81.000 Verstorbenen gelistet werden
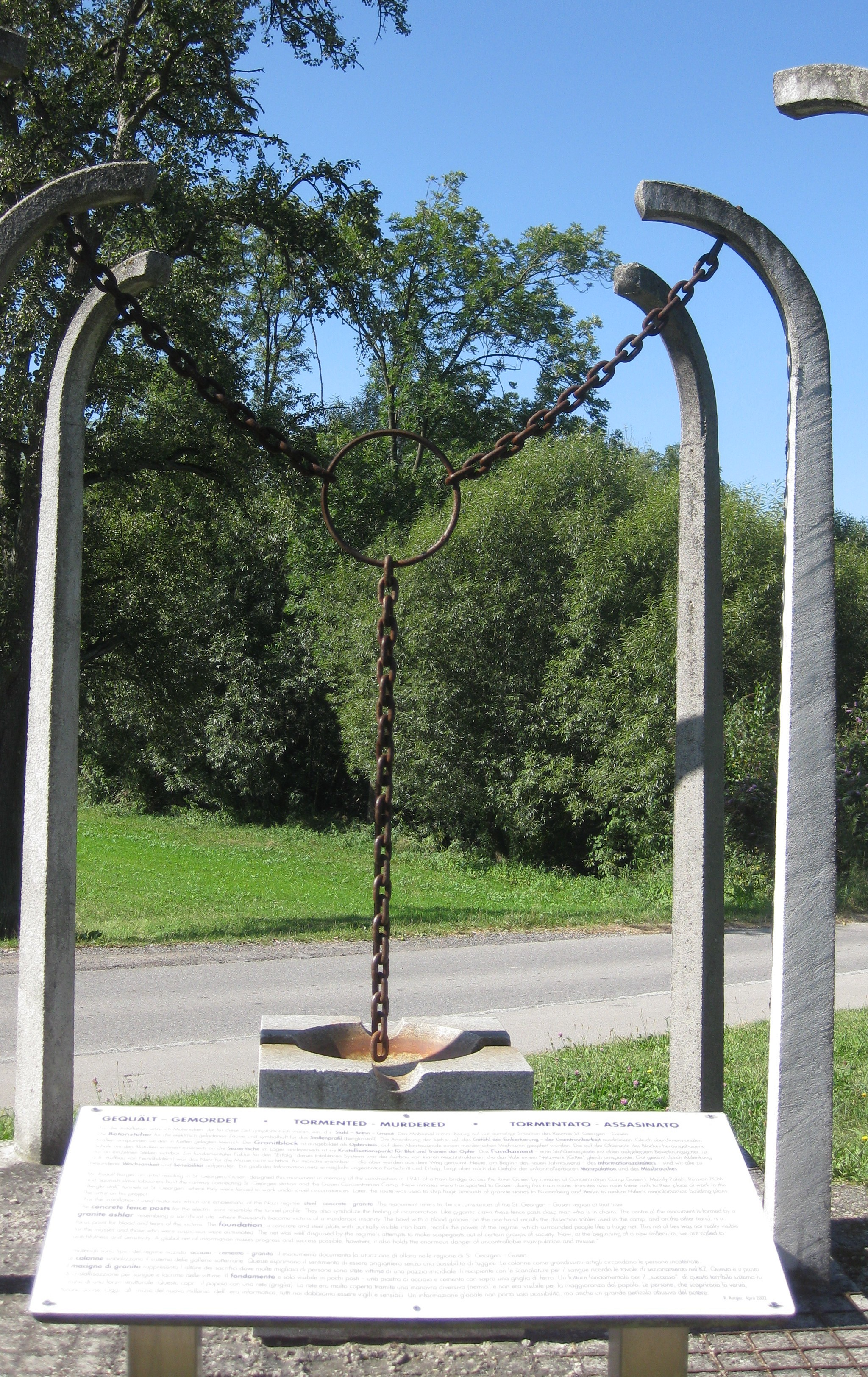
Mahnmal für das KZ Gusen
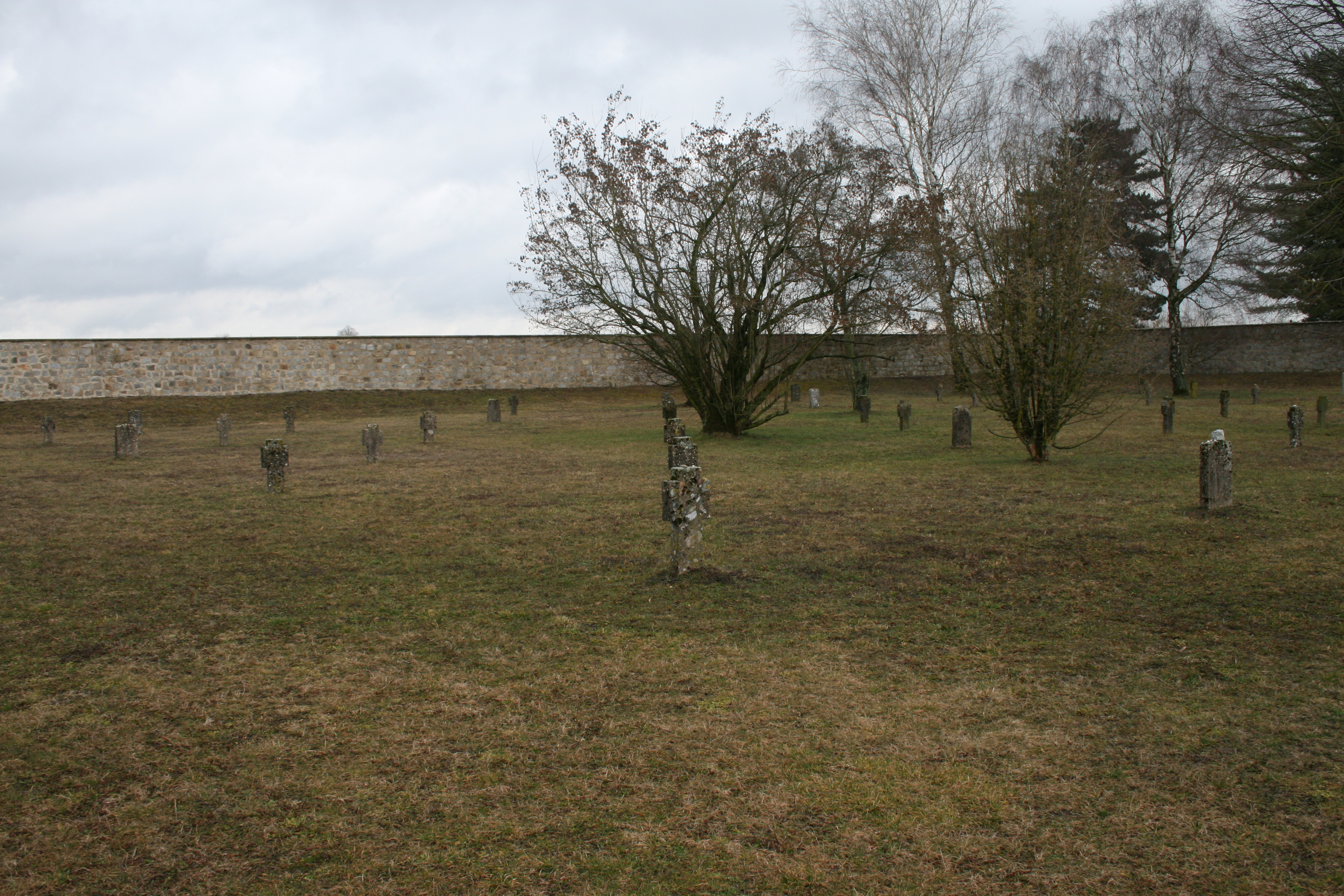
Lagerfriedhof in der Gedenkstätte Mauthausen
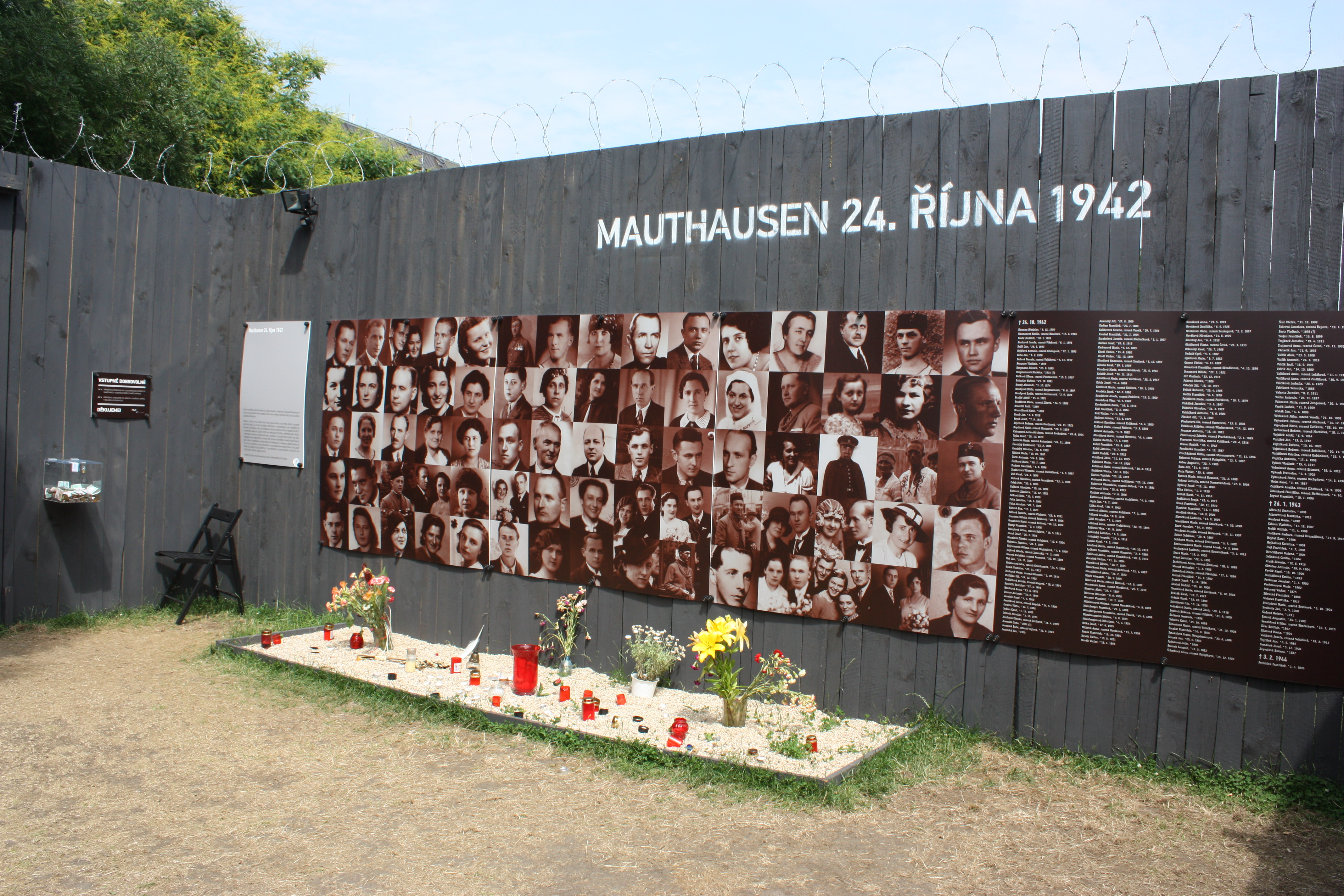
262 Verwandte und Helfer der Heydrich-Attentäter wurden während eines einzigen Tags – am 24. Oktober 1942 – im KZ Mauthausen erschossen

## Bekannte Häftlinge des KZ Mauthausen und seiner Nebenlager
Weitere Häftlinge sind in der Kategorie „Todesopfer im KZ Mauthausen“ aufgeführt.
- Heinz Apenzeller, geboren 1918; † 2007, bis zuletzt im Vorstand der Österreichischen Lagergemeinschaft Mauthausen (ÖLM) tätig[64]
- Francisco Aura Boronat, geboren 1918; † 2018, katalanischer Antifaschist und CNT-Mitglied.
- Jehuda Bacon, israelischer Künstler
- Otakar Batlička, tschechischer Funkamateur, Weltenbummler, Schriftsteller und Widerstandskämpfer
- Bruno Baum, deutscher KPD- und SED-Funktionär
- August Baumgarte, deutscher Kommunist und Vorsitzender der VVN Niedersachsen
- Józef Bednorz, polnischer Politiker und Journalist
- Georg Benjamin, deutscher Mediziner und Widerstandskämpfer
- Richard Bernaschek, Widerstandskämpfer und Schutzbundführer
- Friedrich August Bockius, deutscher Jurist, Politiker der Deutschen Zentrumspartei und Abgeordneter des Reichstages
- Francisco Boix, spanischer Republikaner und Fotograf, Zeuge im Nürnberger Prozess, versteckte und rettete dadurch viele Bilder des Lagerlebens[65]
- Hanuš Bonn, tschechischer Dichter, Literaturkritiker und Übersetzer
- Jan Buzek, polnischer Politiker
- Lucien Bunel, bekannt als Père Jacques de Jésus, französischer Pater (Gusen I)
- Adolf Burger, slowakischer Buchdrucker, Autor und Journalist
- Edmund Bursche, polnischer evangelischer Theologe, Kirchenhistoriker und Pfarrer (Gusen I)
- Paul Le Caër, französischer Zahnmediziner und Widerstandskämpfer
- Marcel Callo, katholischer Jugendarbeiter aus Frankreich, 1987 seliggesprochen (Gusen II)
- Oscar Caminneci, italienisch-deutscher Reitsportler und Autor
- Roberto Castellani, ehemaliger Präsident der ANED Prato (Nationale Vereinigung ehemaliger politischer Deportierter)
- Jean Cayrol, französischer Dichter, Essayist und Romancier (Gusen I)
- Josef Cebula, polnischer Ordenspriester, Märtyrer
- Józef Cyrankiewicz, späterer Ministerpräsident Polens
- Józef Czempiel, polnischer katholischer Priester und Märtyrer, seliggesprochen
- Antoni Czortek, polnischer Boxer
- Franz Dahlem, deutscher Politiker
- Theodor Decker, deutscher Gewerkschafter
- Melvine Deutsch, siehe Anna Friessnegg – Ludwig Friessnegg – Anna Manzer – Edi Stecher
- Stanisław Dobosiewicz, polnischer Schriftsteller (Gusen I)
- Joseph E. Drexel, deutscher Verleger
- Heinrich Dürmayer, Vorsitzender des Internationalen Komitees
- Władysław Dworaczek, polnischer Erzieher
- Witold Dzierżykraj-Morawski, ein Oberst der polnischen Armee, postum in den Rang eines Generals befördert
- Peter Edel, deutscher Grafiker und Schriftsteller
- Edith Eger, ungarisch-amerikanische Psychotherapeutin und Schriftstellerin
- Jenő Elefant, siebenbürgischer Maler der Klassischen Moderne
- Adam Englert, Schneidermeister (Damenschneider) aus Sommerau (Eschau). Häftlingsnummer 725. Geboren am 16. Dezember 1876 in Sommerau, ermordet am 8. September 1941. Eine Gedenktafel auf dem Friedhof in Sommerau erinnert an ihn.[66]
- Hanuš Fantl, tschechischer Dichter
- Adolf Fierla, polnischer Dichter und Schriftsteller
- Leopold Figl, späterer österreichischer Bundeskanzler und ÖVP-Mitbegründer
- Stefan Filipkiewicz, polnischer Maler (Gusen I)
- Noach Flug, polnischer Ökonom und Diplomat
- Roman Frister, polnischer Journalist
- Manuel Garcia-Barrado, spanischer Republikaner, Leiter der Gedenkstätte Mauthausen
- Frederick Geussenhainer, Mediziner, deutscher Widerstandskämpfer der Hamburger Weißen Rose
- Edward Godlewski, Oberst der polnischen Streitkräfte und einer der Führer der Polnischen Heimatarmee
- Gusztáv Gratz, ungarischer Publizist, Journalist, Politiker, Geschichtsschreiber, Wirtschaftsfachmann
- Jose Carlos Grey Key oder Carlos Greykey, Afroeuropäer und antifaschistischer Widerstandskämpfer aus Spanien (siehe unten)
- Johann Gruber, österreichischer Widerstandskämpfer (Gusen I)
- Stanisław Grzesiuk, polnischer Dichter und Sänger, Autor von Fünf Jahre KZ (Gusen)
- Adam Grzybowski, polnischer politischer Häftling
- Israel Gutman, polnischer Historiker
- Alfred Haag, deutscher KPD-Abgeordneter
- Hans von Hammerstein-Equord, österreichischer Schriftsteller und Politiker
- Rudolf Hartmann, deutscher Schriftsteller und kommunistischer Politiker
- Sebastian Haselsberger, österreichischer katholischer Priester, am 4. April 1944 „auf der Flucht“ erschossen
- Wilhelm Heckmann, deutscher Konzert- und Unterhaltungsmusiker
- Otto Heller, österreichischer KPÖ-Theoretiker, Schriftsteller, Journalist und Widerstandskämpfer
- Otto Hirsch, deutscher Jurist und Politiker
- Felix Hurdes, österreichischer Rechtsanwalt, Politiker und Mitbegründer der ÖVP
- Harry Hüttel, Widerstandskämpfer, Kommunist und Politischer Leiter der Roten Hilfe Berlin Prenzlauer Berg
- Iakovos Kambanellis, griechischer Schriftsteller (schrieb einen Roman über Mauthausen sowie die Lyrikvorlage für die Mauthausen-Lieder von Mikis Theodorakis)
- Dmitri Michailowitsch Karbyschew, Generalleutnant der Roten Armee
- Iwan Katz, deutscher Politiker
- Jerzy Kaźmirkiewicz, polnischer Wissenschaftler
- Wilhelm Kling, deutscher Politiker
- Heinrich Kodré, österreichischer Offizier und Widerstandskämpfer
- Gottfried Könzgen, deutscher Arbeitersekretär der KAB
- August Kraft, Landesleiter der Zeugen Jehovas in Österreich
- Lovro Kuhar, Künstlername Prežihov Voranc, slowenischer Schriftsteller und Politiker
- Leo Kuhn, Widerstandskämpfer und Geschichtsvermittler
- Erich Kuttner, österreichischer Widerstandskämpfer
- Włodzimierz Laskowski, polnischer katholischer Priester und Märtyrer, seliggesprochen (Gusen)
- Jan Łęga, polnischer Politiker und Kulturschaffender
- Hermann Lein, österreichischer Widerstandskämpfer
- Bruno Max Leuschner, deutscher Gewerkschaftsführer
- Gábor Ligeti, Bruder von György Ligeti
- Hans Maršálek, österreichischer Widerstandskämpfer und Lagerschreiber
- Heinrich Maier, österreichischer römisch-katholischer Priester, Pädagoge, Philosoph und Widerstandskämpfer
- Luigi Massignan, italienischer Psychiater
- Franz Josef Messner, österreichischer Widerstandskämpfer
- Curt Mezger, deutsch-jüdischer Unternehmer und Leiter des Judenlager Milbertshofen in München.
- Conny Hannes Meyer (zweifelhaft), österreichischer Schriftsteller und Regisseur
- Walter Munke, deutscher Schriftsteller, Journalist und Widerstandskämpfer
- Antonín Novotný, tschechischer Kommunist, von 1957 bis 1968 Präsident der Tschechoslowakei
- Miklós Nyiszli, rumänisch-ungarischer Mediziner und Buchautor
- Leopold Obermayer, Schweizer Jurist
- Jan Stanisław Olbrycht, polnischer Mediziner und Hochschullehrer
- David Olère, polnischer Künstler
- Wiktor Ormicki, polnischer Geograph und Universitätsprofessor (Gusen I)
- Rajmund Pajer, slowenisch-italienischer Jugendlicher
- František Pecháček, tschechoslowakischer Turner
- Peter van Pels, bekannt geworden als Mitbewohner von Anne Frank
- Otto Peltzer, deutscher Journalist, Leichtathlet und Trainer
- Mario Piccioli, Präsident der ANED (Nationale Vereinigung der ehemaligen politischen Deportierten in die NS-Konzentrationslager), Florenz
- Karol Piegza, polnischer Schriftsteller, Lehrer und Volkskundler
- Hans Pollnow, deutscher Psychiater
- Martin Pötzinger, deutscher Zeuge Jehovas, später Mitglied der Leitenden Körperschaft der Zeugen Jehovas
- Kazimierz Prószyński, polnischer Fotograf und Erfinder einer der ersten Filmkameras
- Gustaw Przeczek, polnischer Schriftsteller und Lehrer
- Heinrich Rau, deutscher Politiker
- Jacques Renouvin, französischer Widerstandskämpfer
- Lionel Romney, Afrikaner aus Sint Maarten ab 25. Juni
- Kazimierz Rusinek, polnischer Minister für Arbeit und Soziales 1945–1952
- Hans Schiftan, deutscher Widerstandskämpfer
- Hans Seigewasser, deutscher Politiker
- Ota Šik, tschechisch-schweizerischer Maler und Wirtschaftswissenschaftler
- Henryk Sławik, polnischer Politiker, Diplomat und Sozialarbeiter, der mehr als 5000 Juden während des Krieges gerettet hat (Gusen I)
- Ludwig Soswinski, österreichischer Jurist, Kommunist
- Stanisław Staszewski, polnischer Dichter und Schriftsteller, Vater des Musikers Kazik Staszewski
- Rudi Steffens, deutscher Kommunist (KPD) und KJVD-Funktionär
- Gustav Steinbrecher, braunschweigischer SPD-Politiker
- Josef Streit, deutscher Politiker
- Mike Staner, polnischer Schriftsteller
- Karol Śliwka, polnischer Politiker
- Italo Tibaldi, italienischer Schriftsteller und Historiker
- Grzegorz Timofiejew, polnischer Dichter (Gusen I)
- Josef Teufl, Landesobmann der illegalen KPÖ Oberösterreich[67]
- Eduard Urx, Redakteur der Rudé právo
- Andrzej Wantuła, polnischer lutherischer Theologe und Bischof der Evangelisch-Augsburgischen Kirche in Polen (Gusen I)
- Heinrich Weber (1885–1944), deutscher Gewerkschafter
- Lois Weinberger, Protagonist des demokratisch-katholischen Widerstandes, später Bundesminister, Vizebürgermeister von Wien und Stadtrat; Mitbegründer der ÖVP, des ÖAAB und des ÖGB
- Edgar Weil, deutscher Dramaturg, Ehemann der Schriftstellerin Grete Weil
- Johann Baptist Welsch, deutscher homosexueller Travestiekünstler aus Köln
- Simon Wiesenthal, österreichischer Architekt, Publizist und Schriftsteller
- Otto Wiesner, deutscher Schriftsteller
- Othmar Wundsam, Soldat der Wehrmacht, österreichischer Widerstandskämpfer („Feindbegünstigung“ des Fallschirmagenten Josef Zettler)
- Leon Zelman, polnisch-österreichischer Publizist

Am 6. März 2017 wurde eine Studie von B. Fuchslehner et al. als vorläufiges Ergebnis präsentiert, die 157 Gefangene (darunter 3 Frauen) mit afrikanischer Herkunft identifiziert. Nur von 3 Menschen existieren Fotos, darunter von Jose Carlos Grey Key aus Barcelona (die Eltern stammten aus Äquatorialguinea), der im Spanischen Bürgerkrieg für die Republik kämpfte und danach Mitglied der französischen Resistance war. Ab 1942 im KZ Mauthausen wurde er als Diener des Lagerkommandanten eingeteilt und überlebte.

### Graphic Novel
- Jordi Peidro: Mauthausen. Bahoe Books, Wien 2018 und Bundeszentrale für politische Bildung, BRD 2019.
- Pedro J. Colombo, Aintzane Landa, Salva Rubio: Der Fotograf von Mauthausen. Bahoe Books, Wien 2019.

## Dokumentationen
- KZ-Mauthausen - von Fotografen, Häftlingen, Henker. (Originaltitel: Les Résistants de Mauthausen.) TV-Dokumentation von Barbara Necek, Frankreich 2021 für Arte France / Histoire TV, deutsche Synchronfassung 2022 (permanent abrufbar Auf: youtube.com).